# Bildtafel der Kulturdenkmale in Uetersen
In der Bildtafel der Kulturdenkmale in Uetersen sind alle erhaltenen und nicht mehr erhaltenen Kulturdenkmale der schleswig-holsteinischen Stadt Uetersen (Kreis Pinneberg) und ihrer Ortslage aufgelistet (Stand: 2009).
Die Kulturdenkmale verteilen sich auf fast alle Stadtgebiete, jedoch befinden sich die meisten im Klosterbezirk und der Altstadt von Uetersen, mit Ausnahme der Parkanlage Langes Tannen im Norden der Stadt.
Alle 80 Kulturdenkmale sind wegen ihres geschichtlichen, künstlerischen, städtebaulichen, wissenschaftlichen oder wegen ihres die Kulturlandschaft prägenden Wertes von besonderer Bedeutung und sind im Denkmalbuch eingetragen. Dazu gehören auch Kulturdenkmale als Sache, Gruppen von Sachen oder Teile von Sachen vergangener Zeit, deren Erforschung und Erhaltung wegen ihres geschichtlichen, künstlerischen, wissenschaftlichen, städtebaulichen oder die Kulturlandschaft prägenden Wertes im öffentlichen Interesse sind.

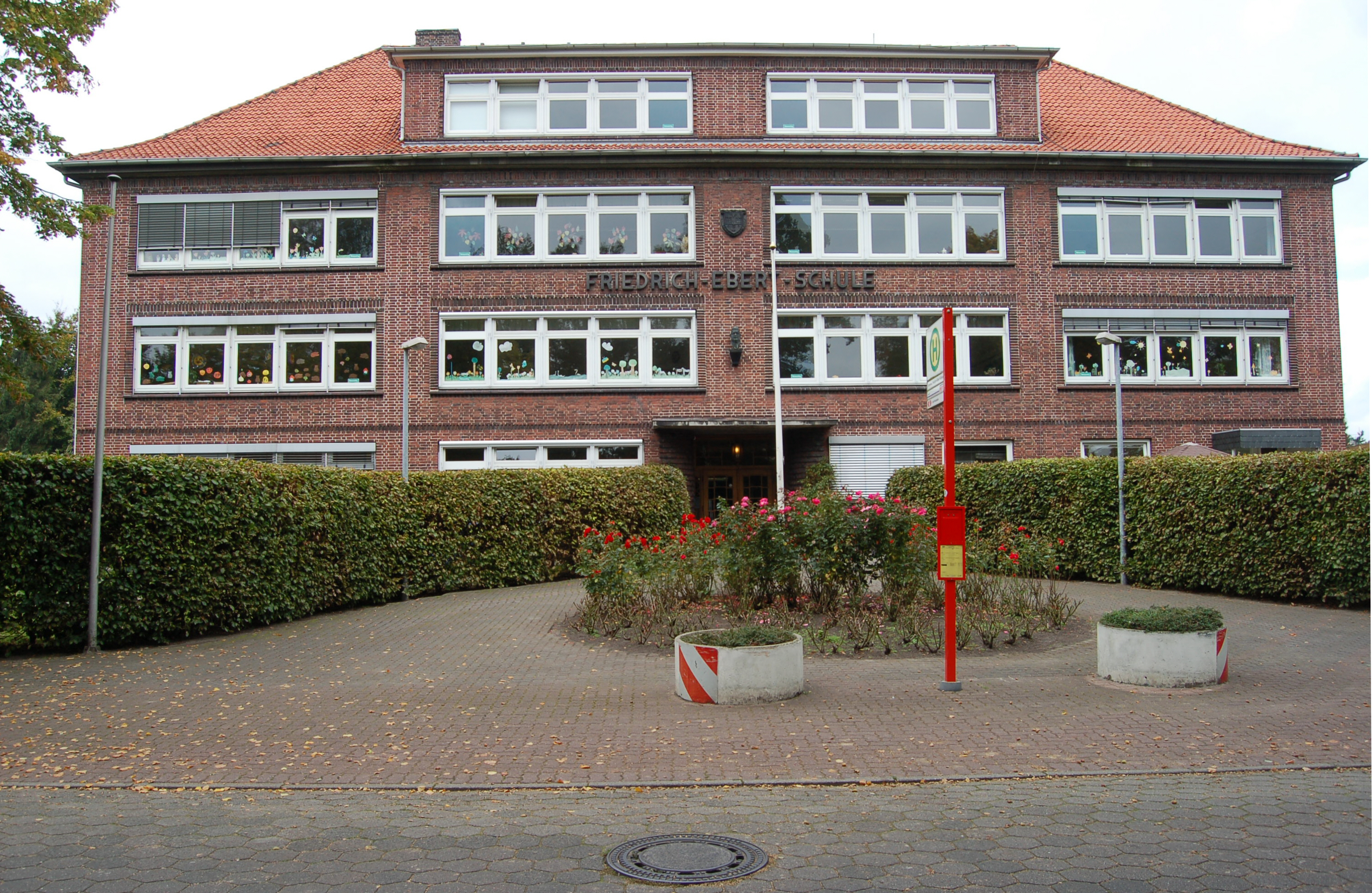
Berliner Straße, Friedrich-Ebert-Schule aus dem Jahr 1931
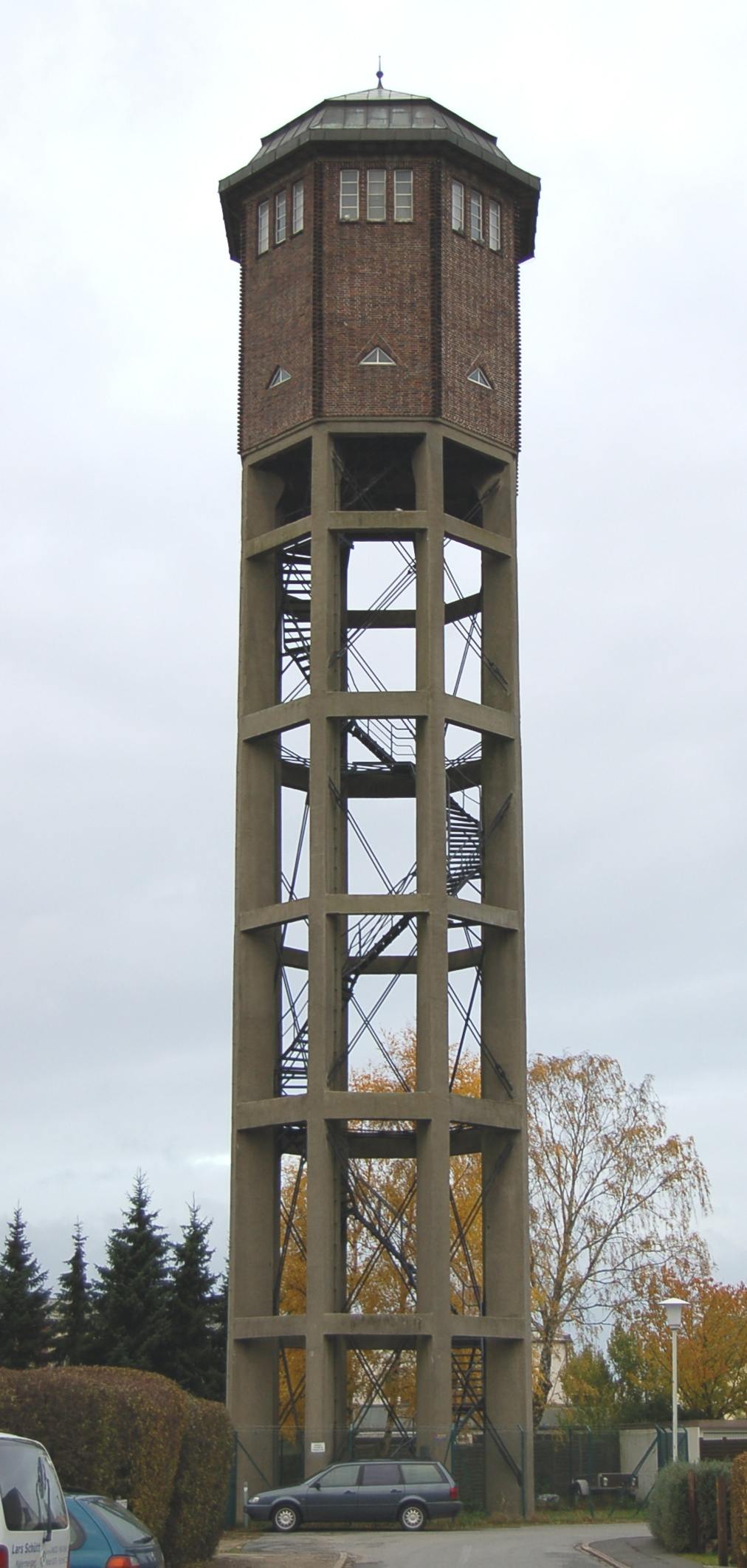
Birkenallee, Uetersener Wasserturm von 1925/26
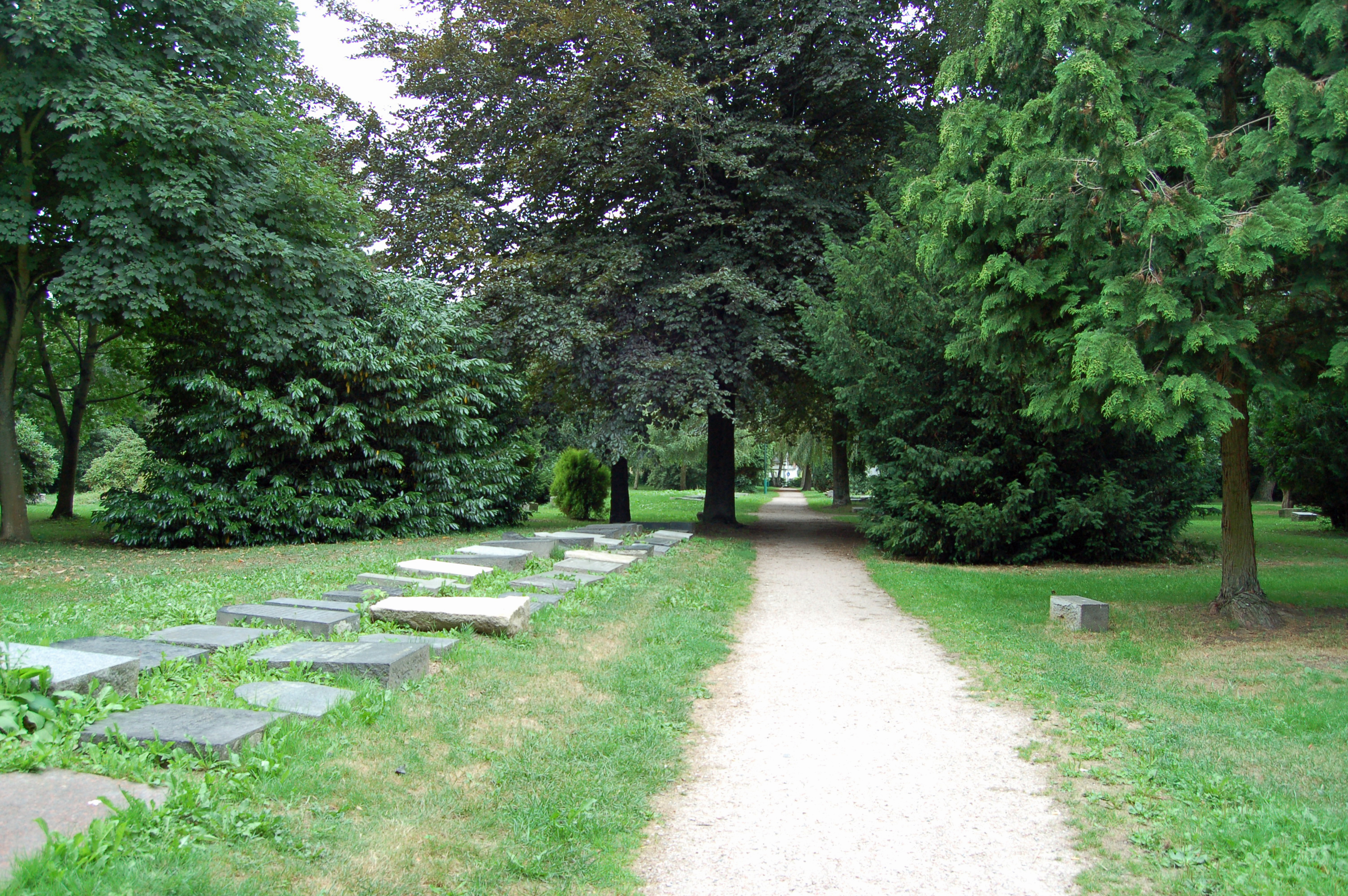
Bleekerstraße, der Cäcilie-Bleeker-Park von 1824
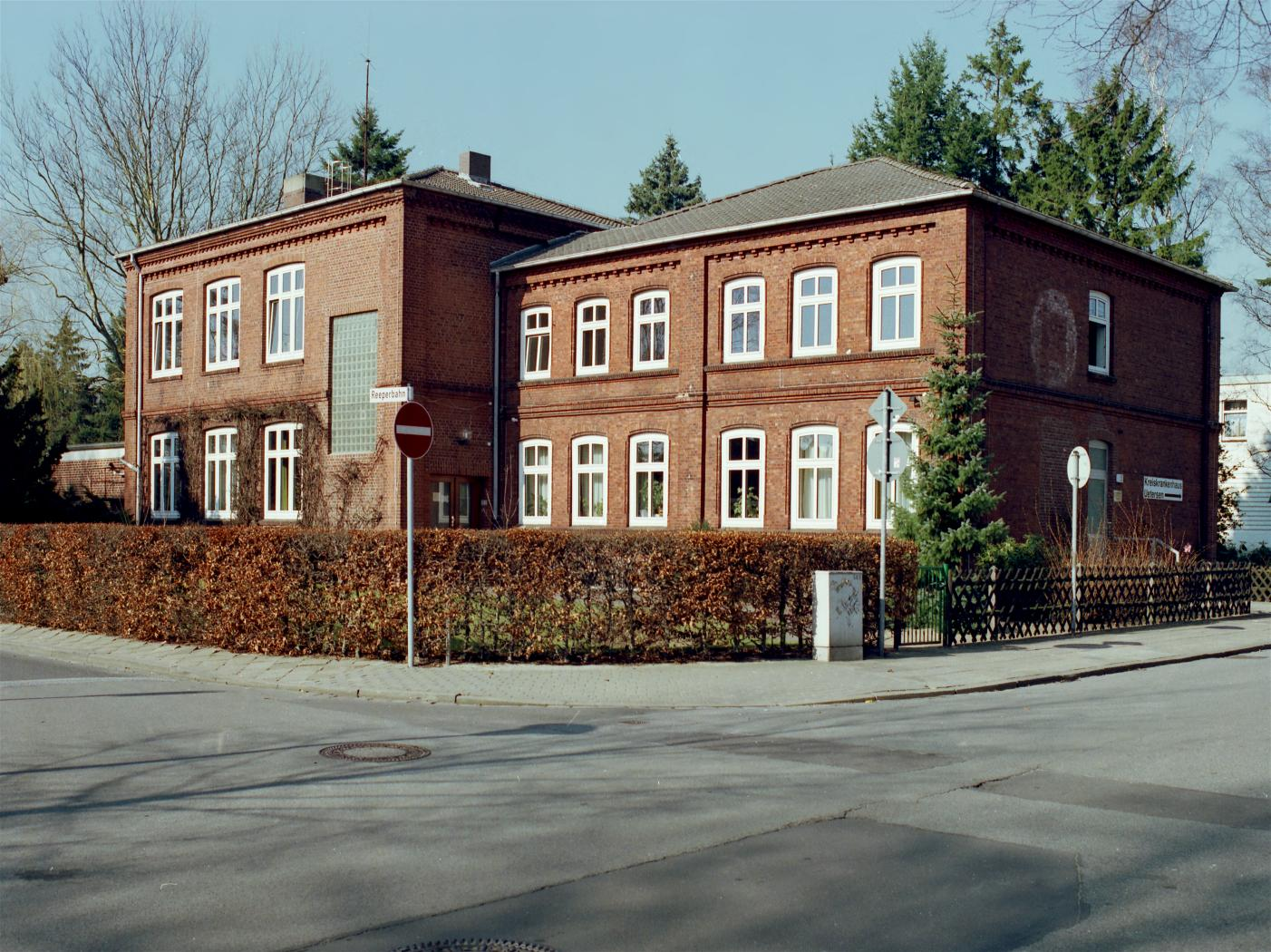
Bleekerstraße 3, das ehemalige Schwesternhaus
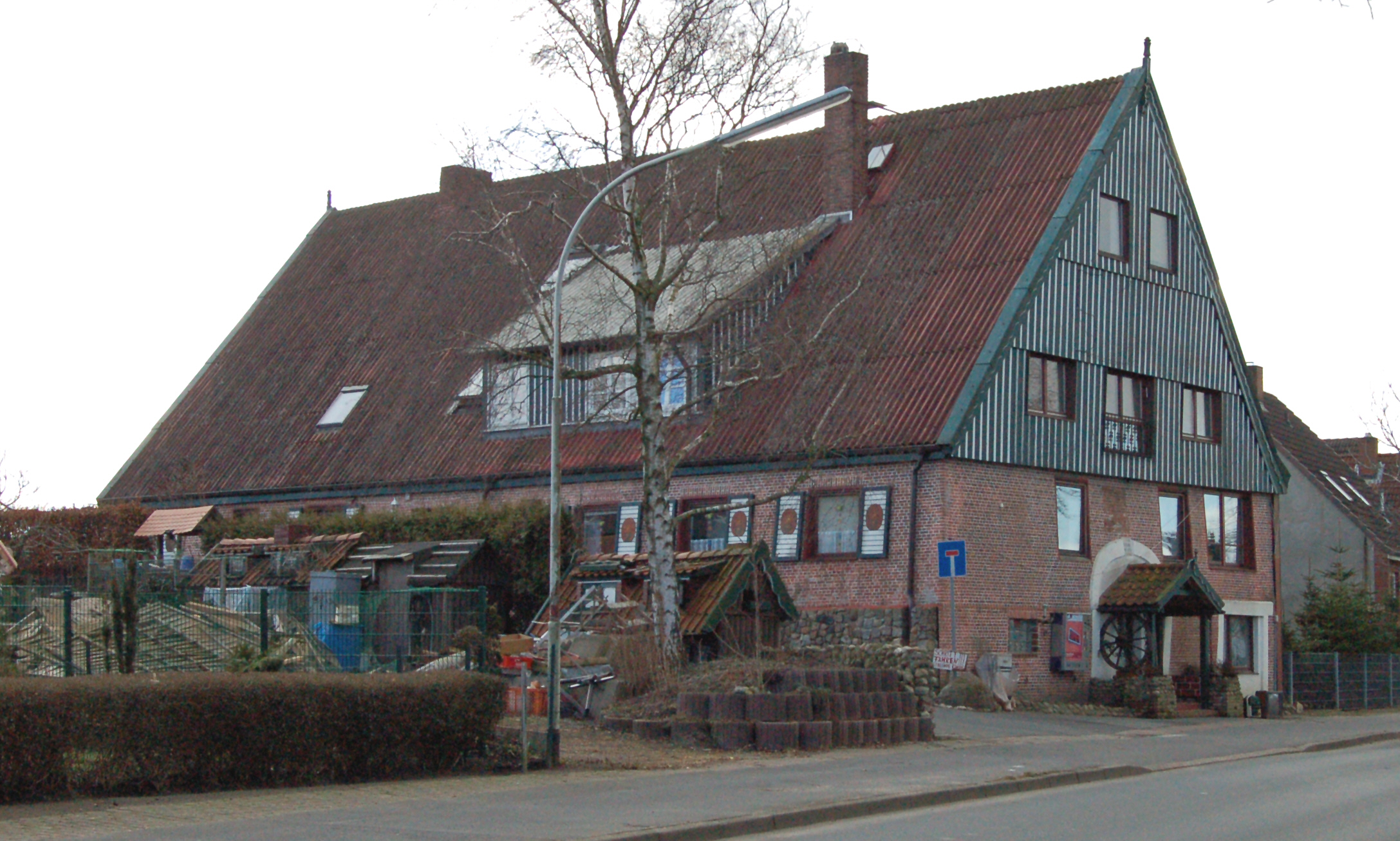
Deichstraße 33, ehemaliges Brauhaus aus dem Jahr 1801
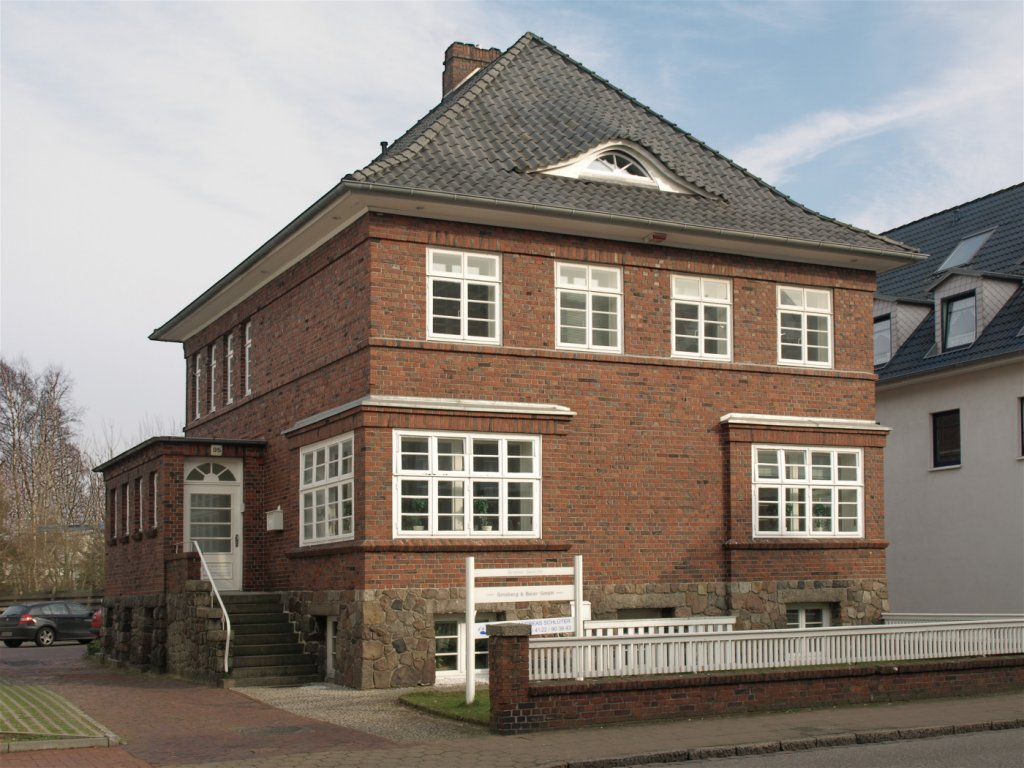
Großer Sand 95, die „Dani-Villa“ aus dem Jahr 1927
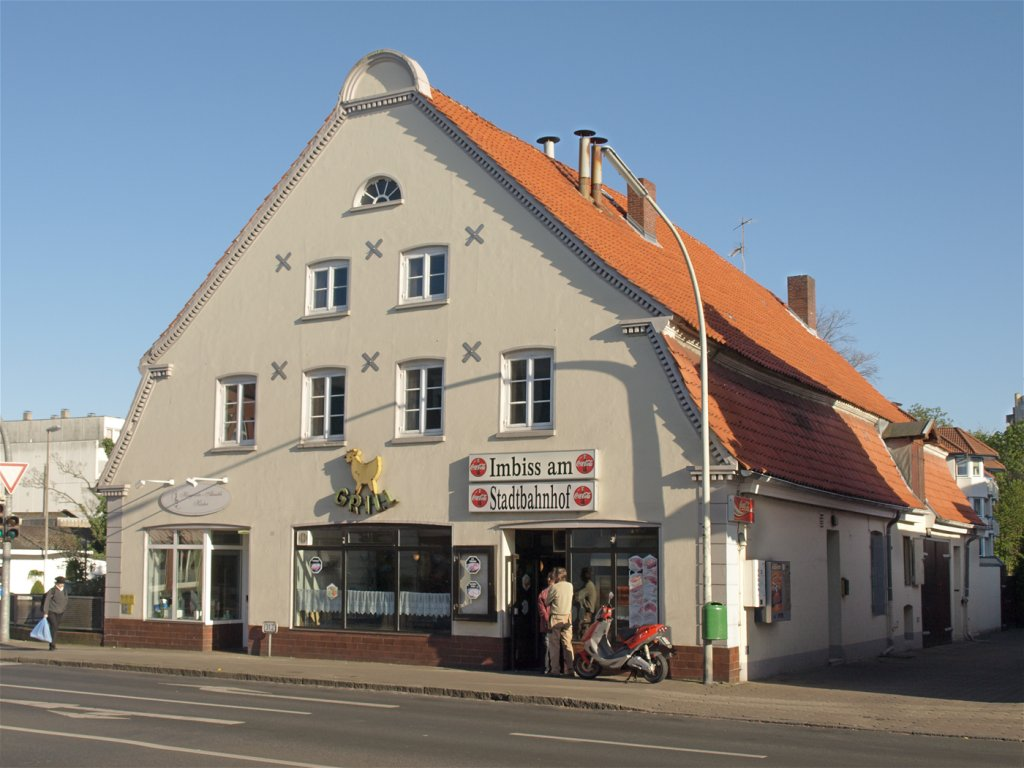
Großer Wulfhagen 30, das „Tantau’sche Haus“ aus der Zeit um 1745
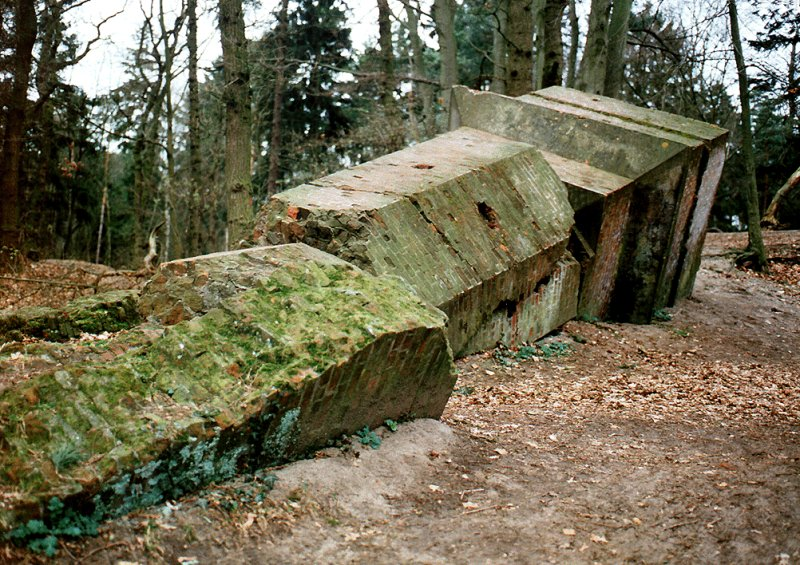
Heidgrabener Str. (Langes Tannen), die Reste des Schornsteins der Dampfmühle von 1842
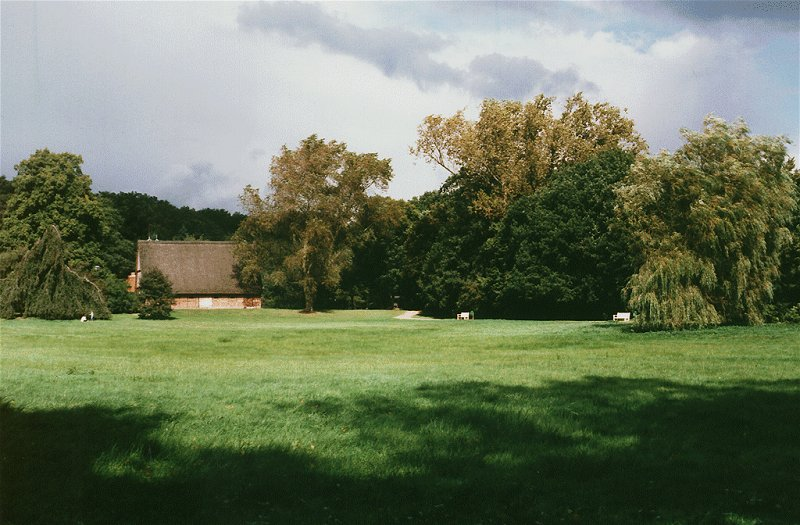
Heidgrabener Str. (Langes Tannen), der Wald- und Parkbereich
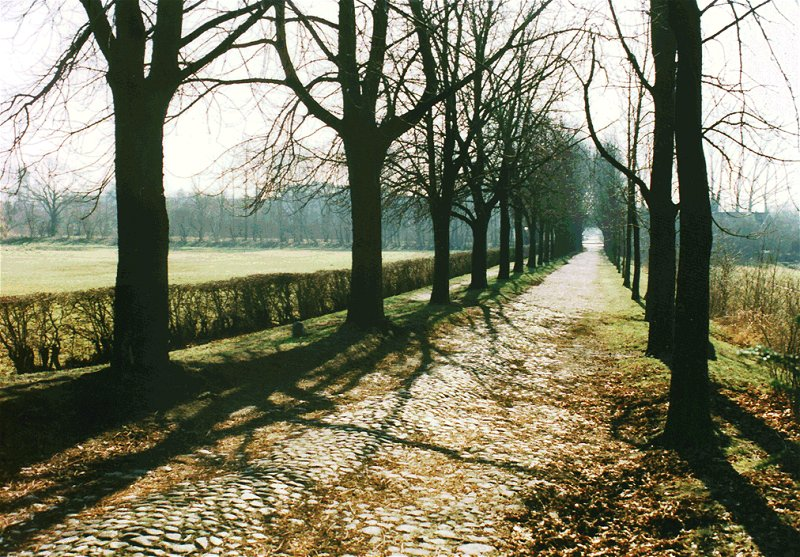
Heidgrabener Str. (Langes Tannen), die Kastanienallee
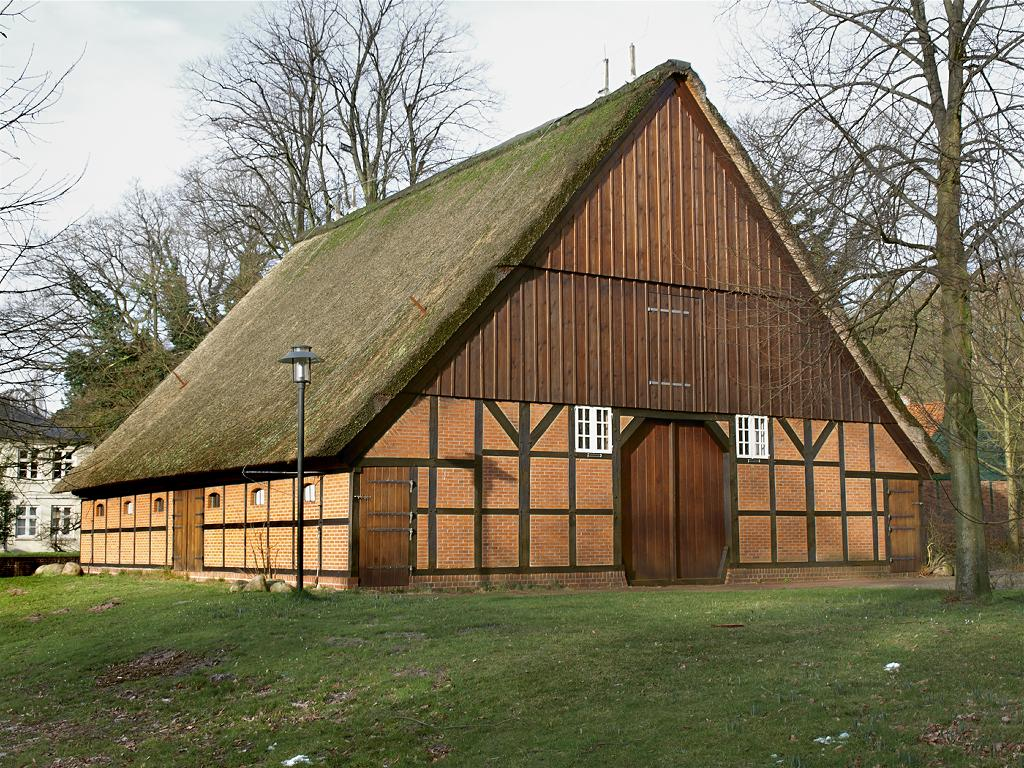
Heidgrabener Str. 1 (Langes Tannen), die Museumsscheune
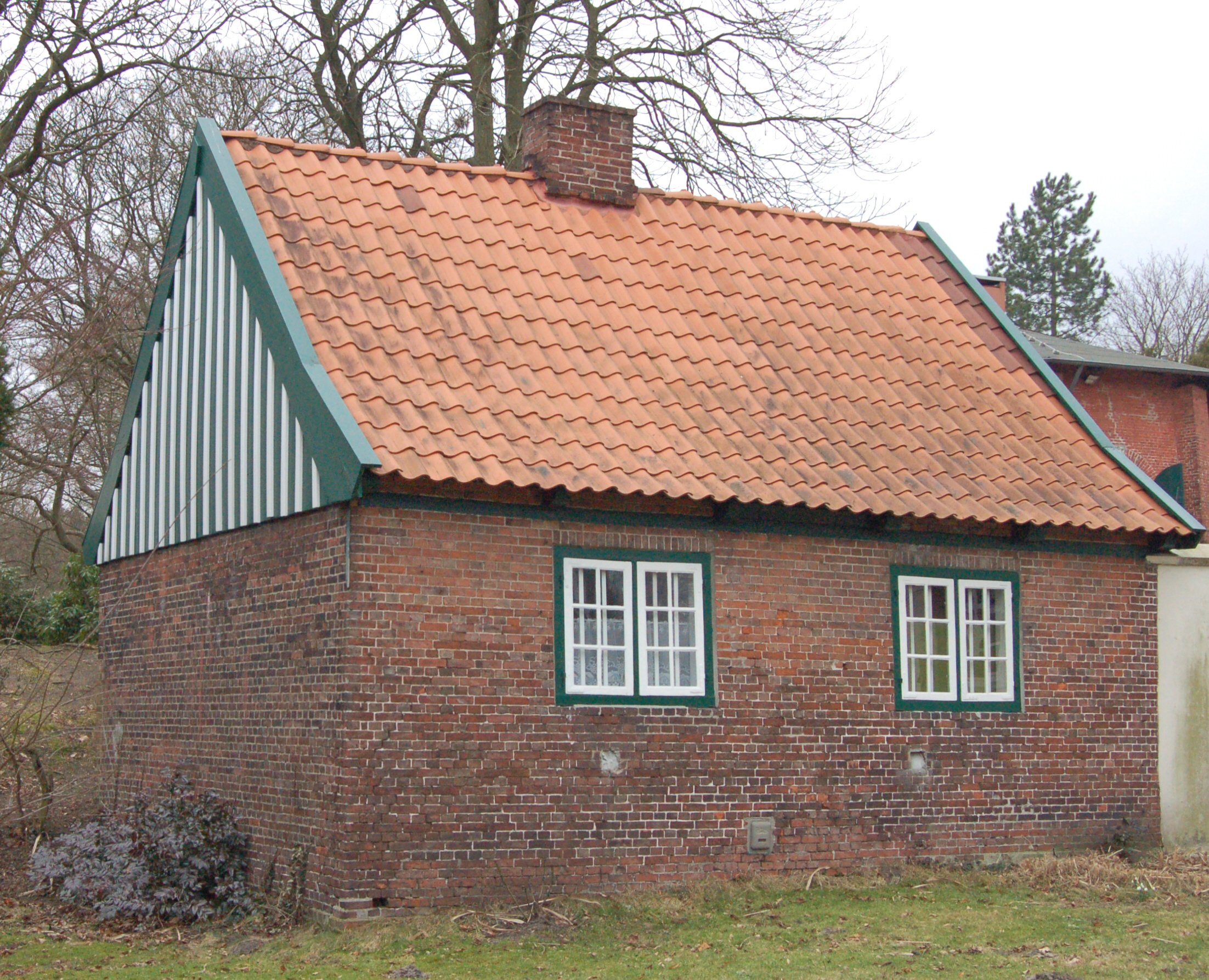
Heidgrabener Str. 1 (Langes Tannen), das Waschhaus
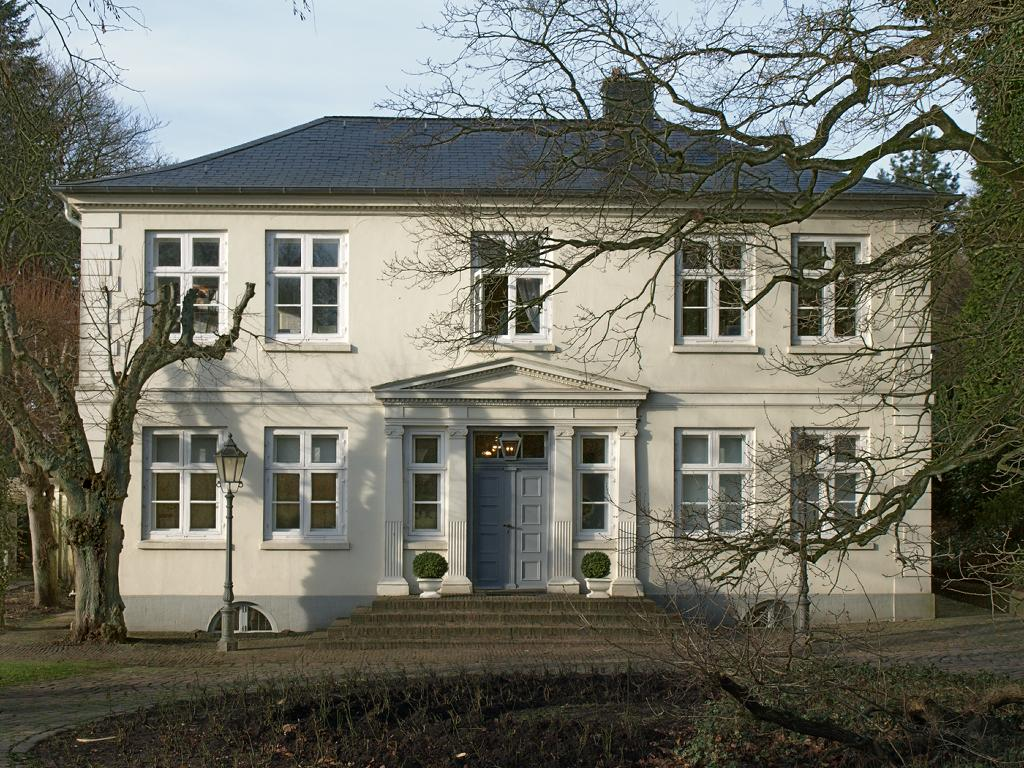
Heidgrabener Str. 1 (Langes Tannen), das Müllerwohnhaus, Baujahr ca. 1806
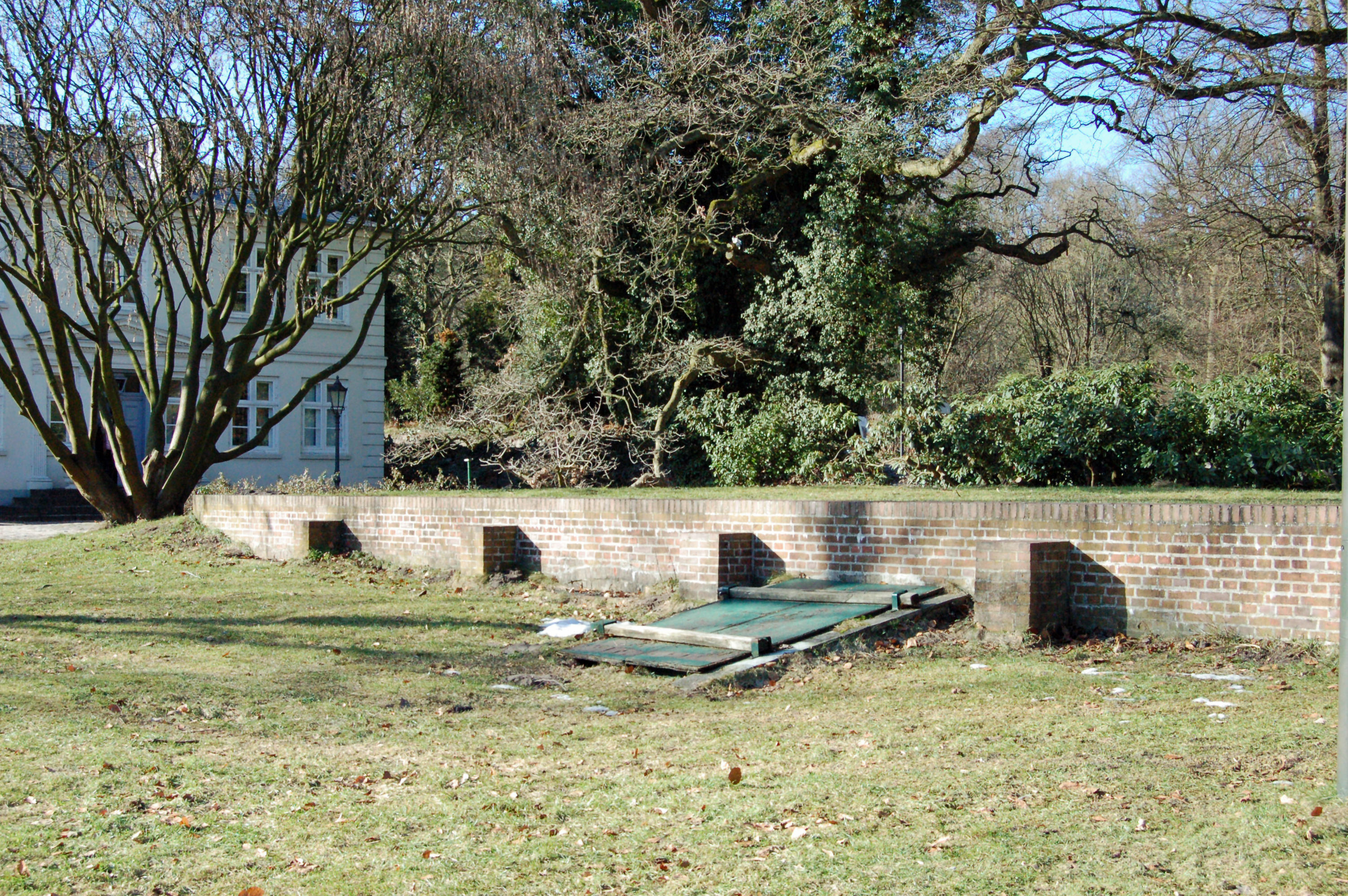
Heidgrabener Str. 1 (Langes Tannen), der Braukeller
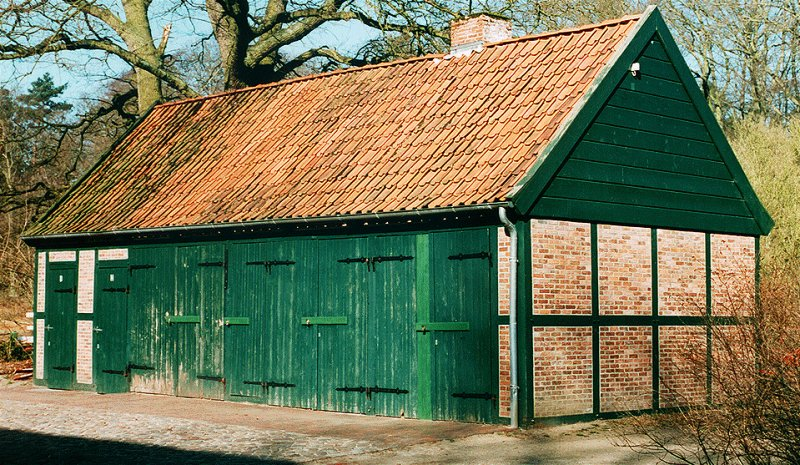
Heidgrabener Str. 1 (Langes Tannen), die Wagenremise
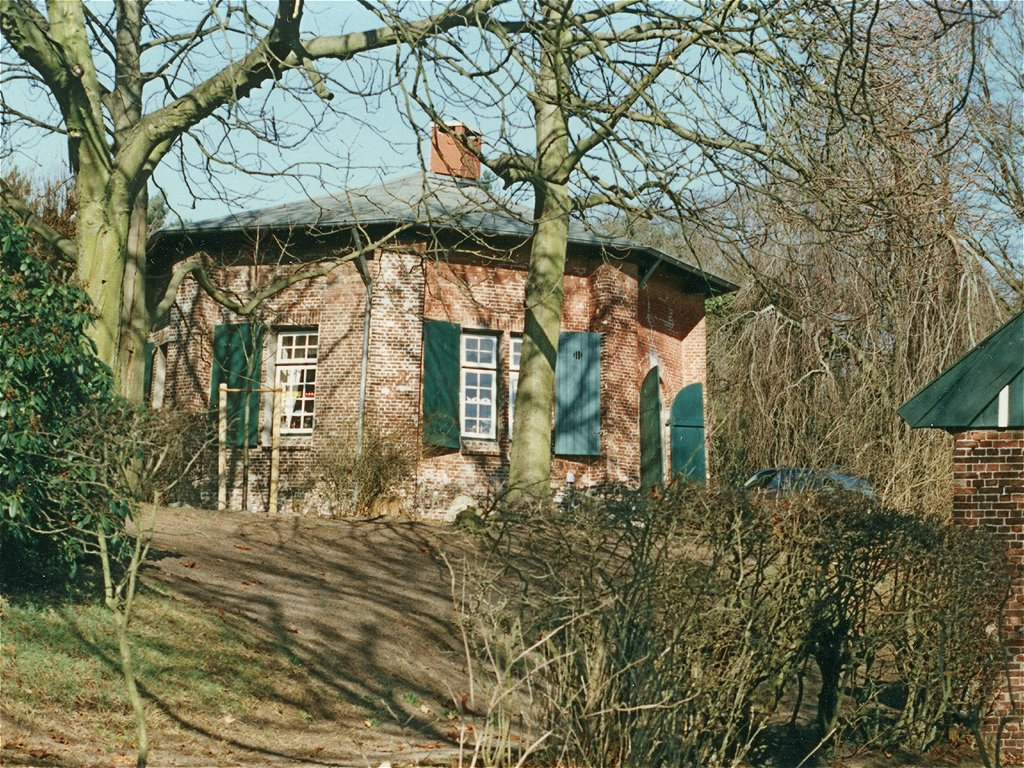
Heidgrabener Str. 1 (Langes Tannen), der Mühlenstumpf (ehemalige Mühle) aus dem Jahr 1798
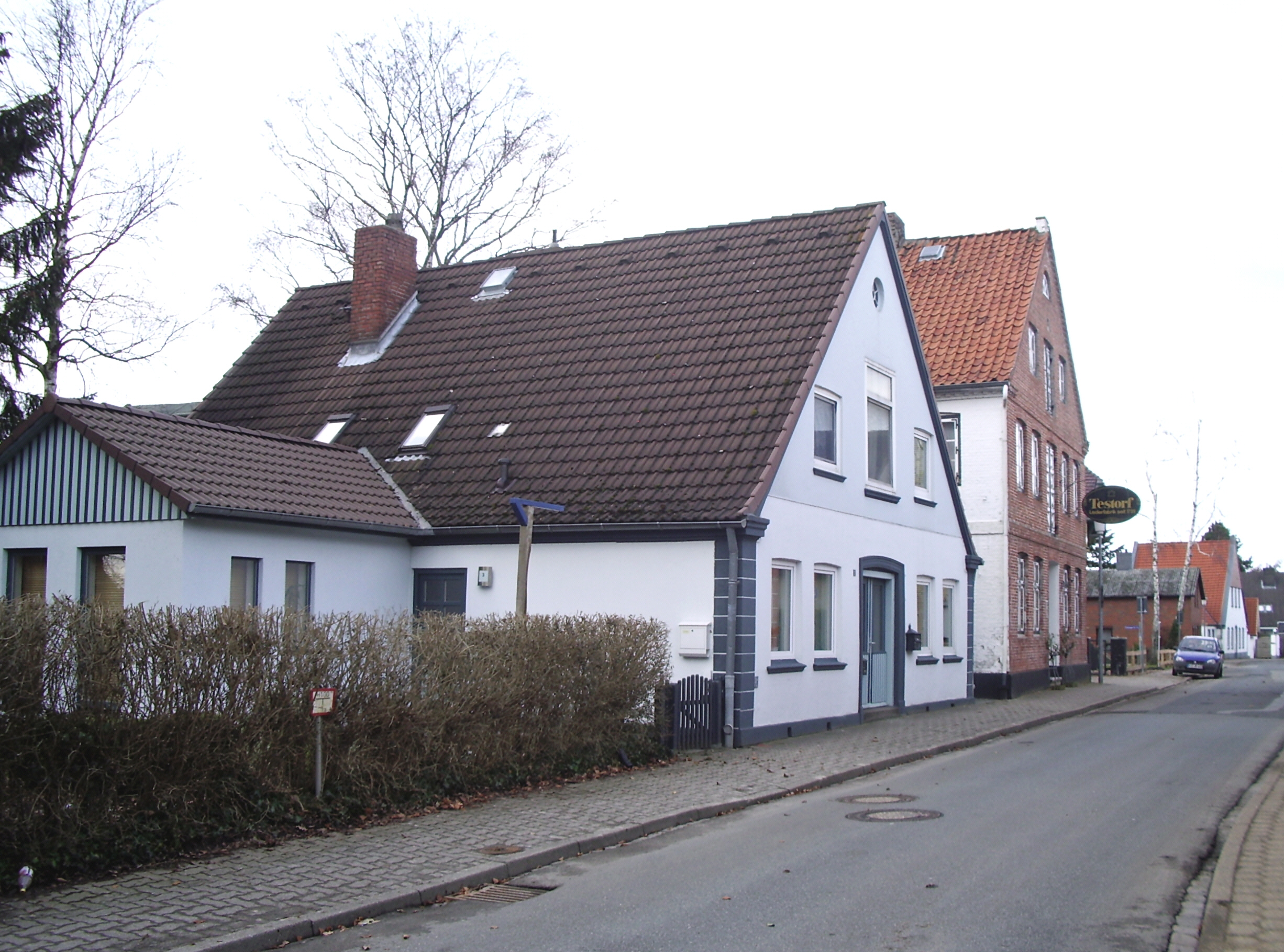
Katzhagen 3, das Wohnhaus aus der Zeit des 19. Jahrhunderts
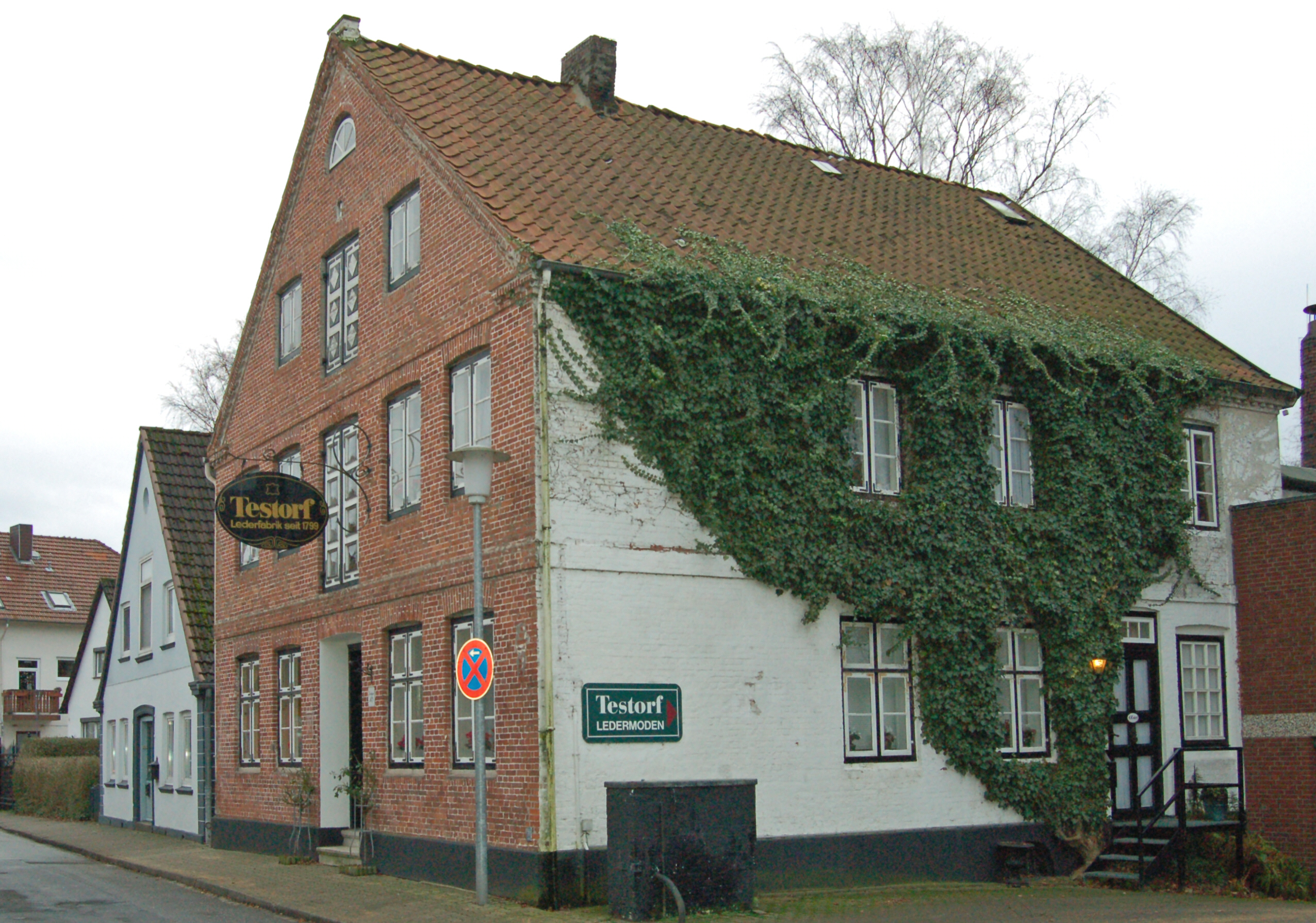
Katzhagen 5, die ehemalige Gerberei und Lederfabrik aus der Mitte des 19. Jahrhunderts
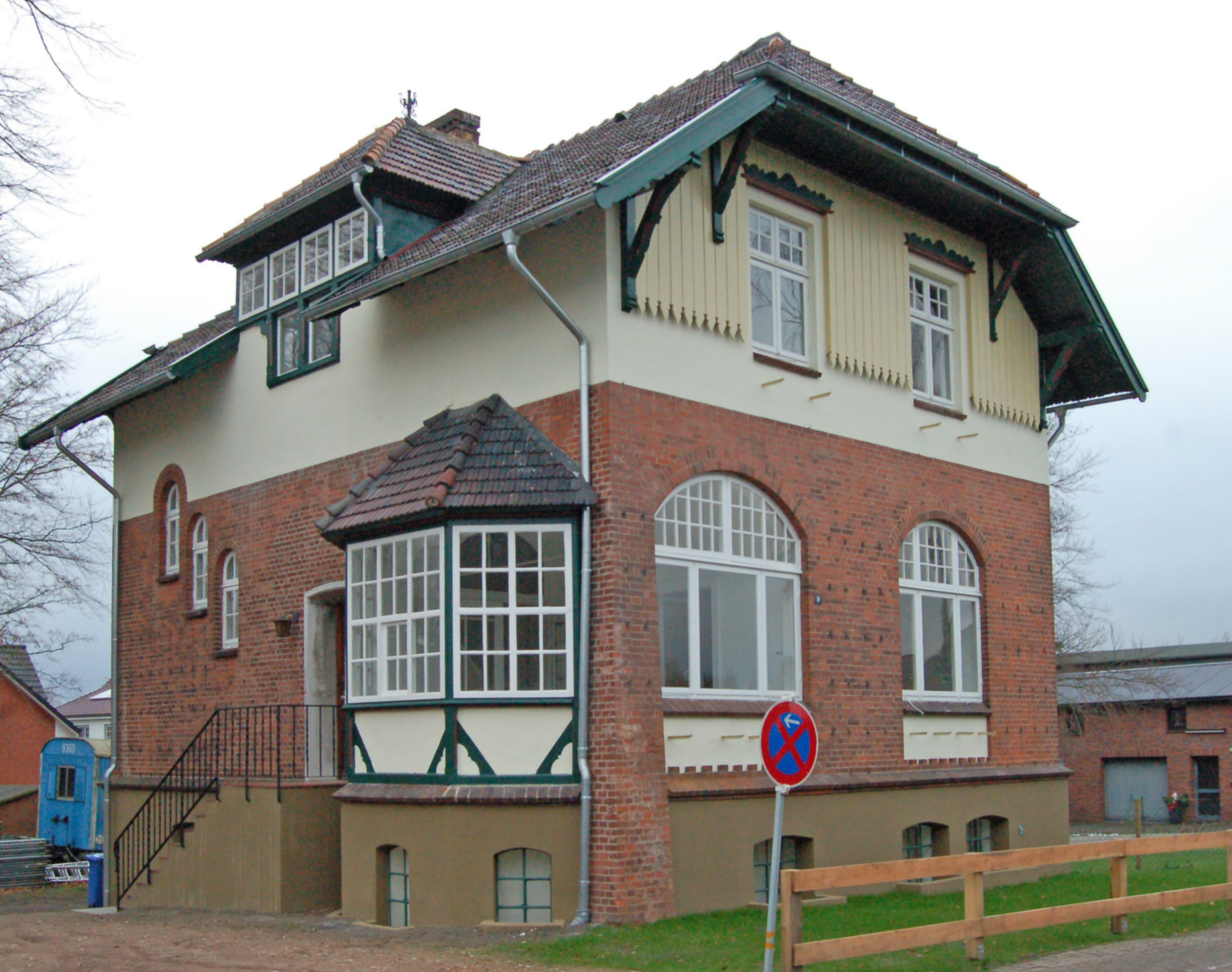
Katzhagen 9, Wohnhaus
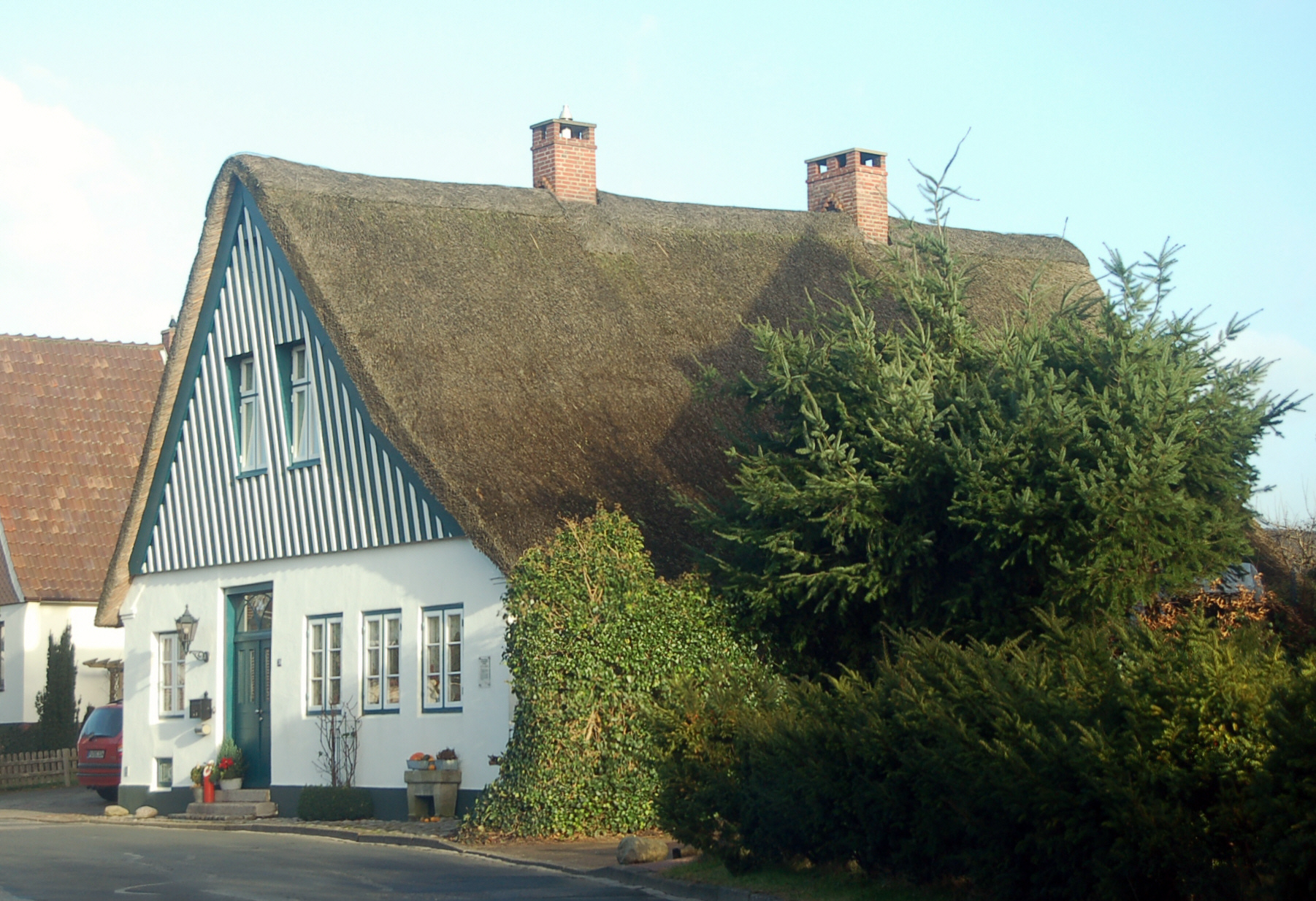
Katzhagen 30, das Gebäude der ehemalige Pension Lehning von 1764
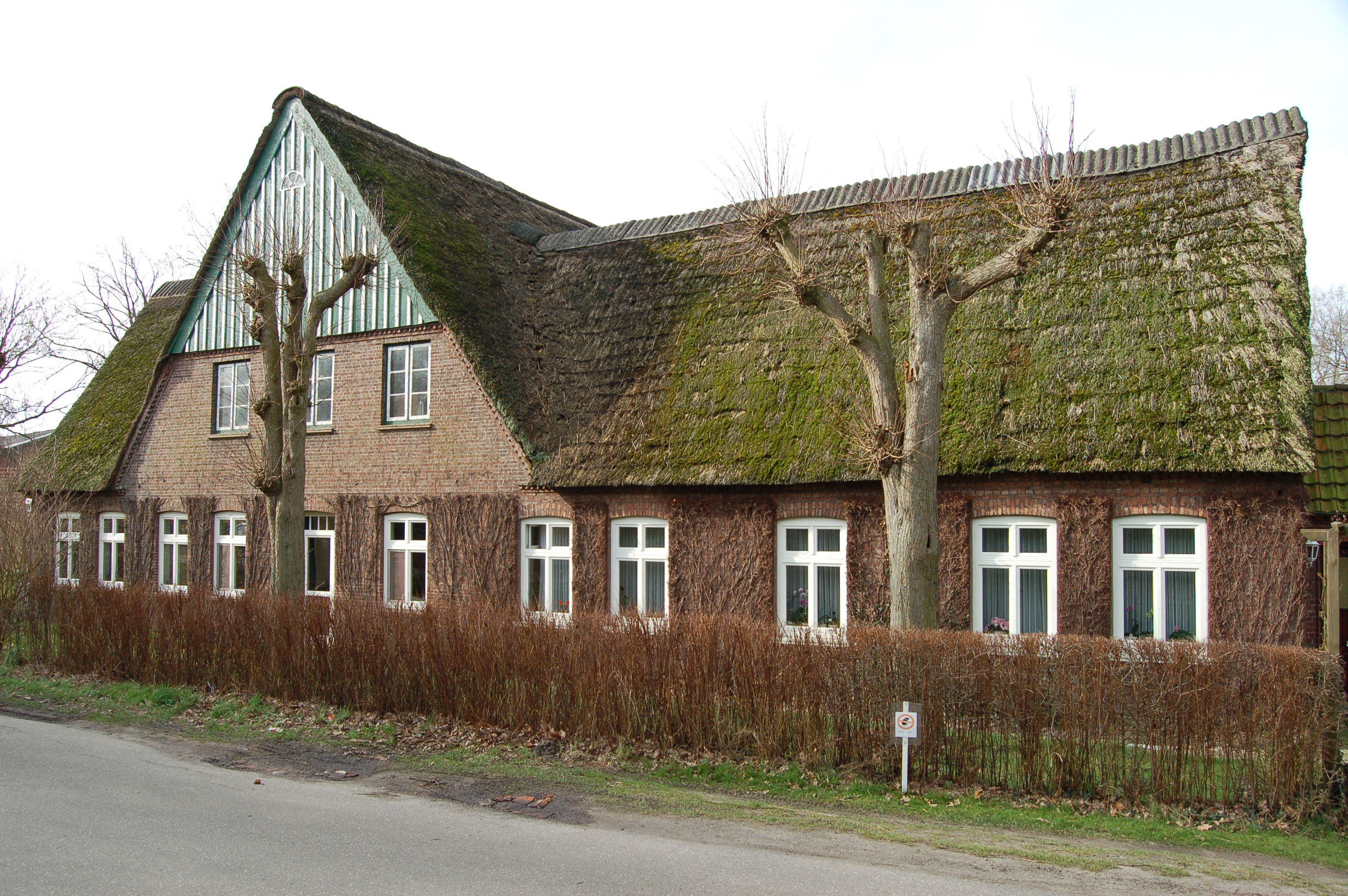
Katzhagen 57, das Hofgebäude aus der 2. Hälfte des 19. Jahrhunderts
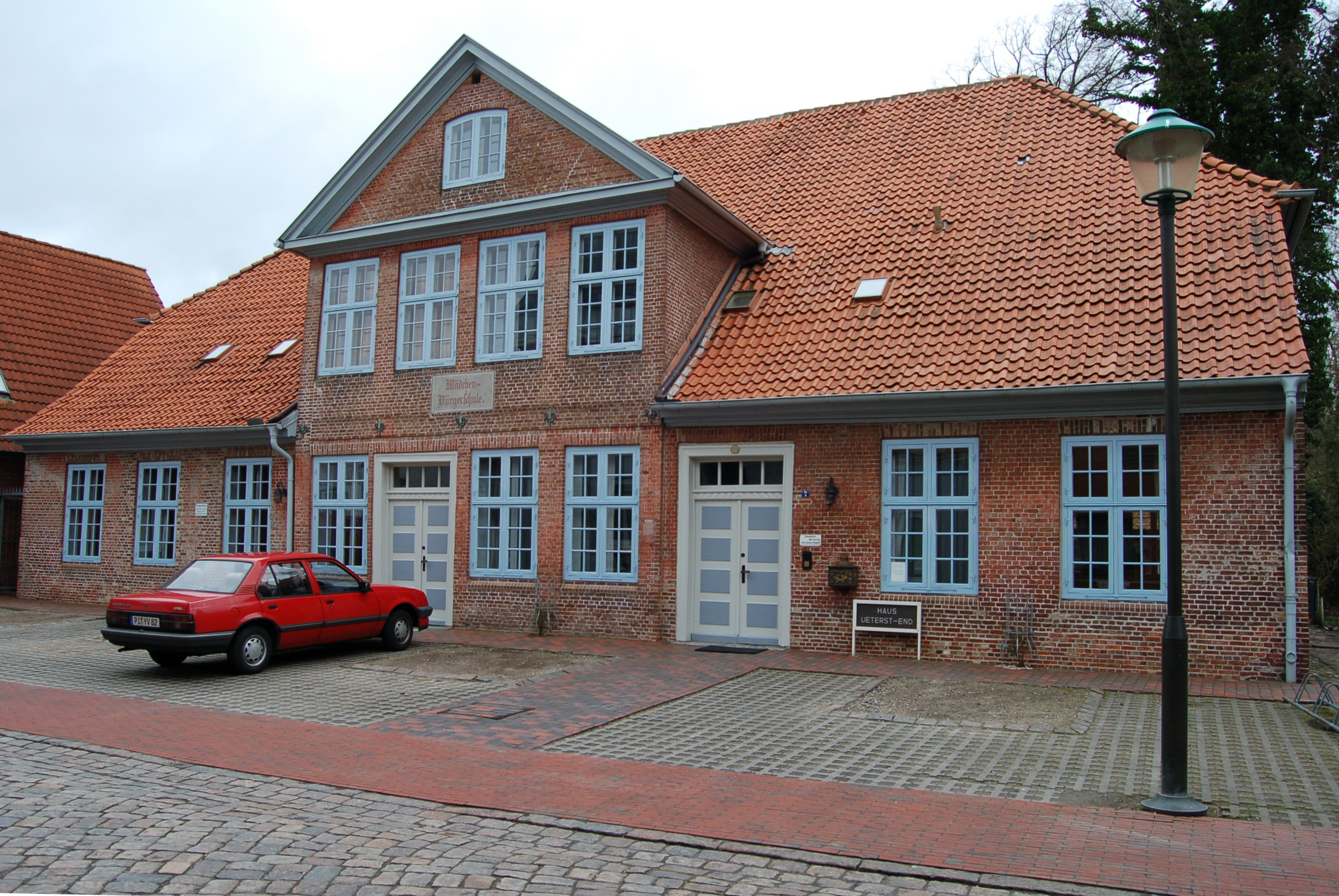
Kirchenstraße 7, die ehemalige Mädchen-Bürgerschule aus dem Jahr 1813
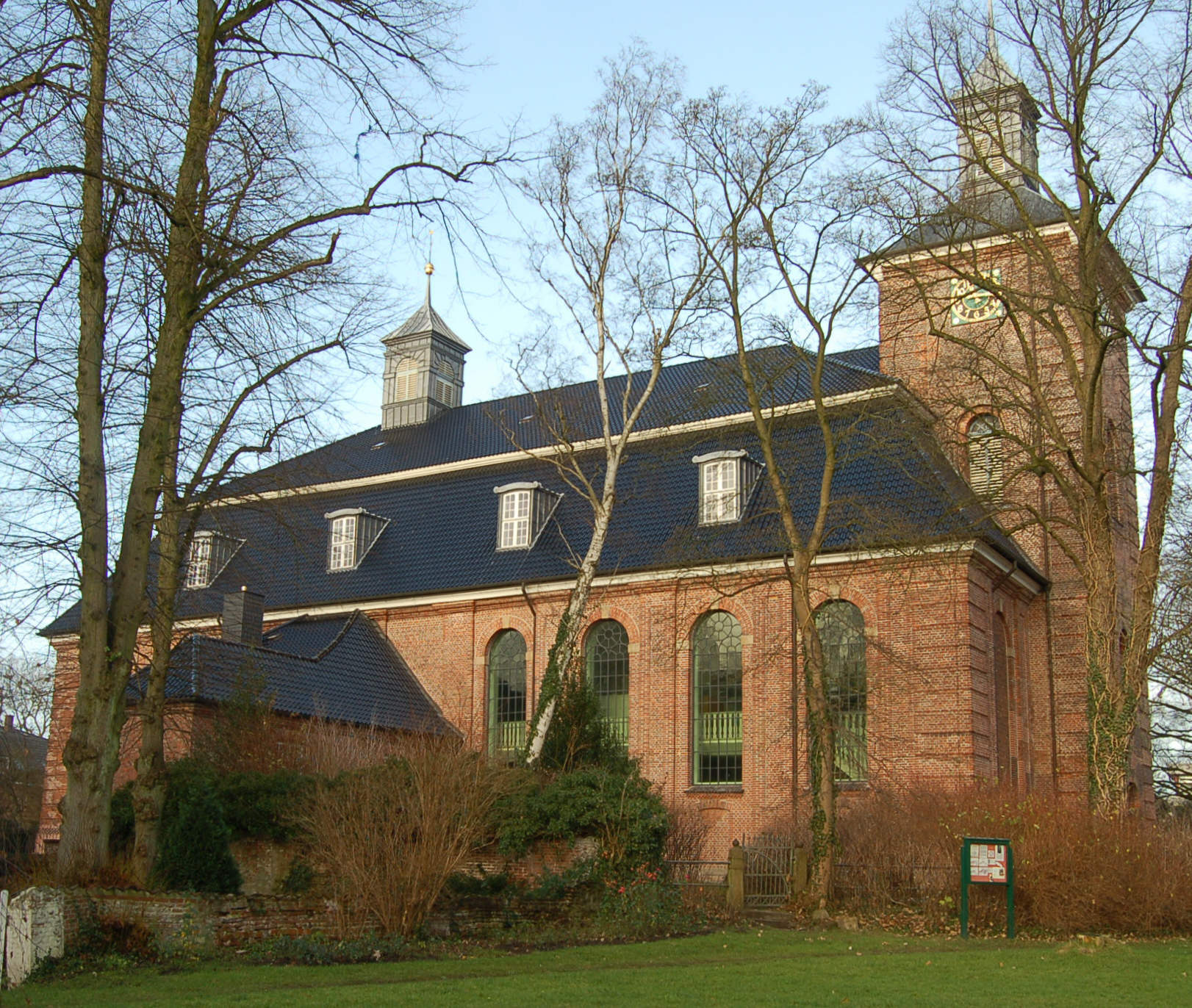
Kirchenstraße 9, die Klosterkirche aus dem Jahr 1749
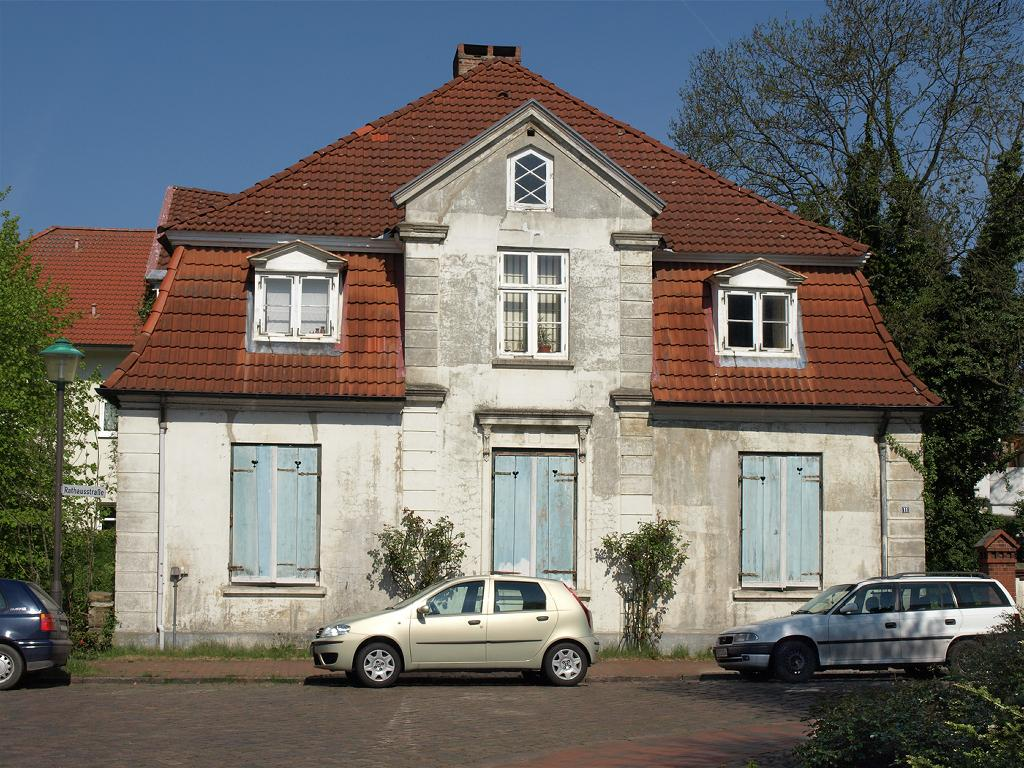
Kirchenstraße 11, das Wohnhaus aus der Mitte des 18. Jahrhunderts
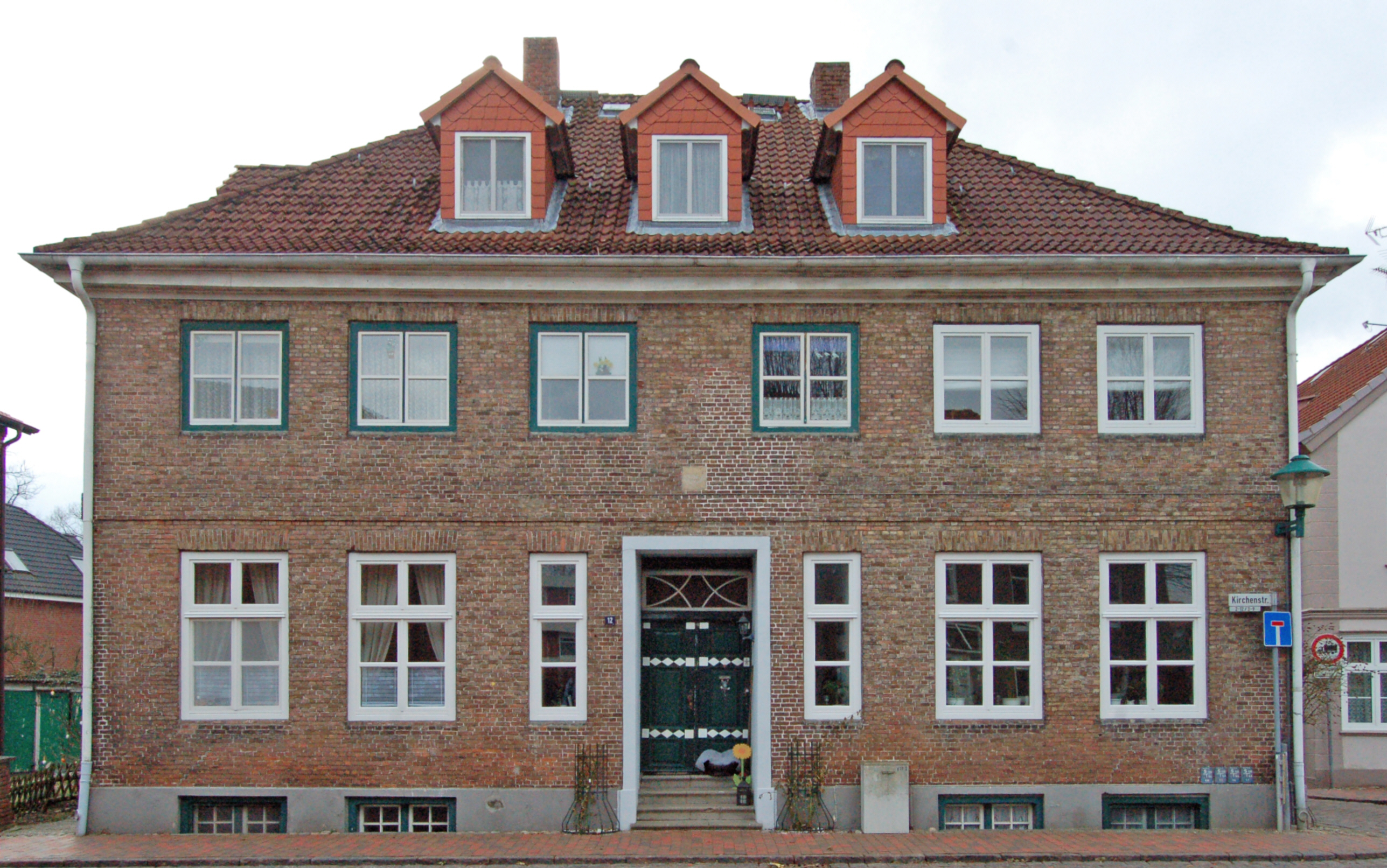
Kirchenstraße 12, Wohnhaus aus dem Jahr 1810
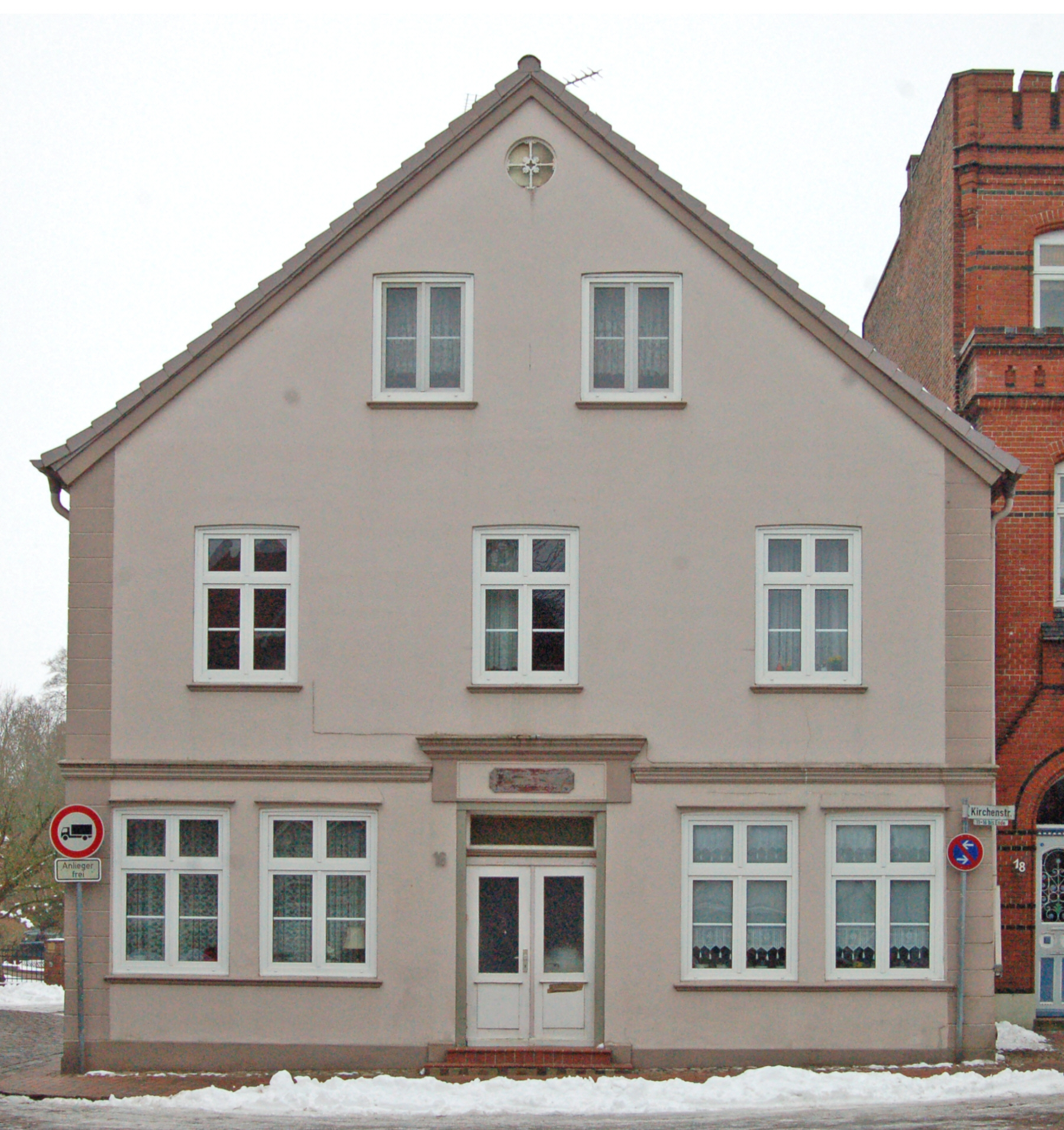
Kirchenstraße 16, Wohnhaus
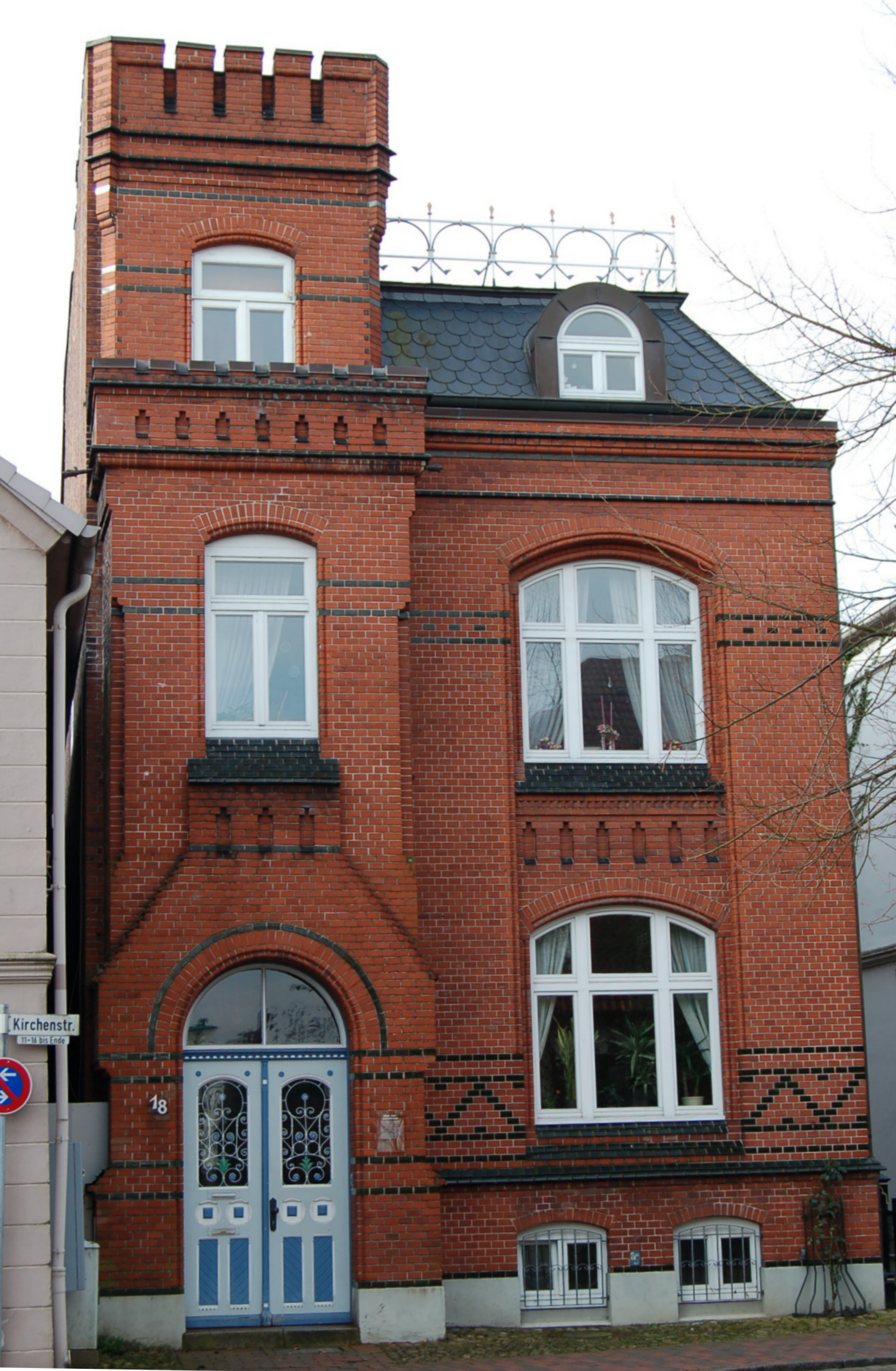
Kirchenstraße 18, die ehemalige Spar- und Leihkasse, erbaut 1897
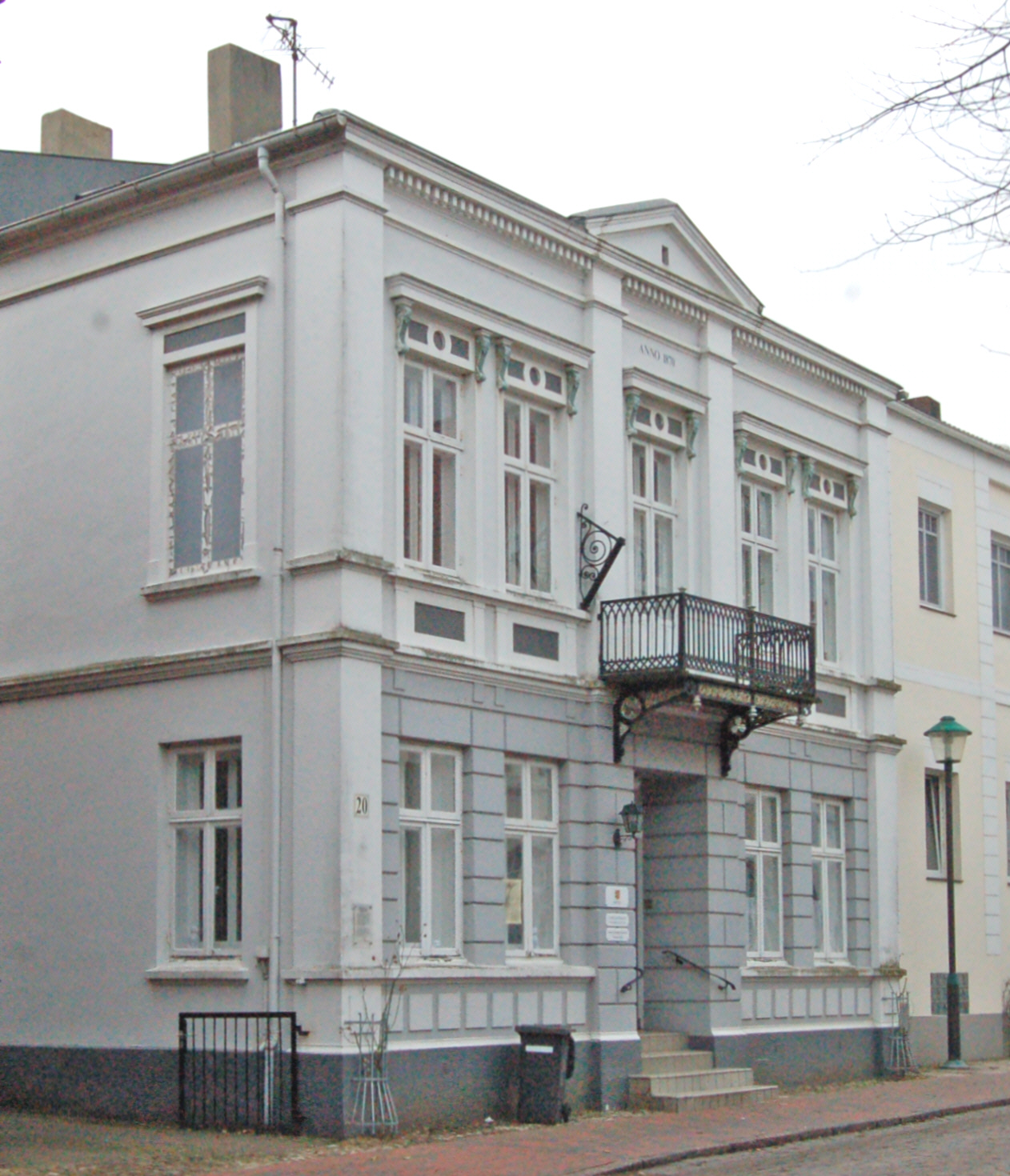
Kirchenstraße 20, das Bürgerhaus von 1870, heute Wohnhaus mit Rechtsanwalt Kanzlei
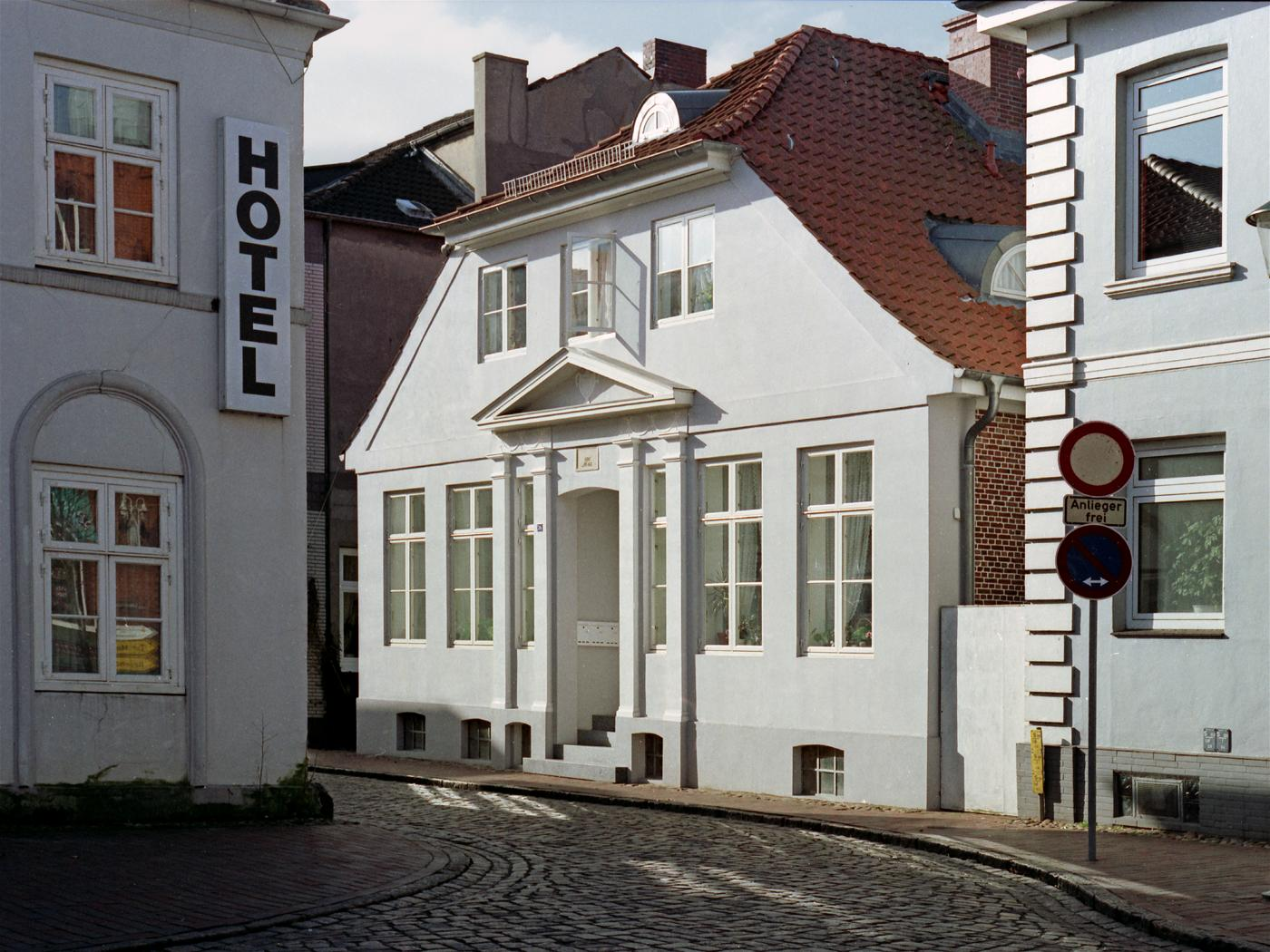
Kirchenstraße 26, die ehemalige Apotheke von 1827, heute Wohnhaus
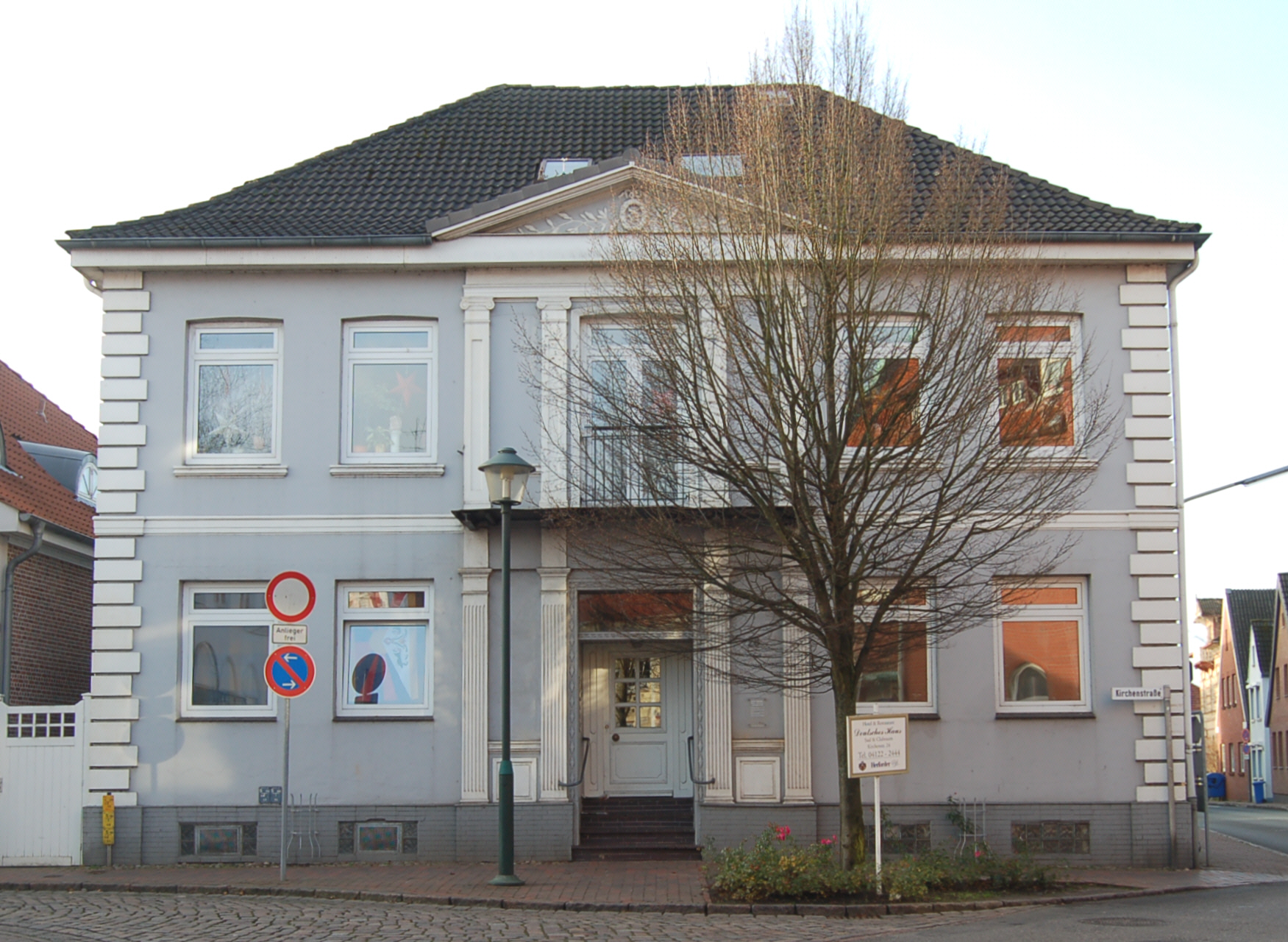
Kirchenstraße 28, das ehemalige Kolonialwarengeschäft aus der Zeit des 2. Viertel des 19. Jahrhunderts
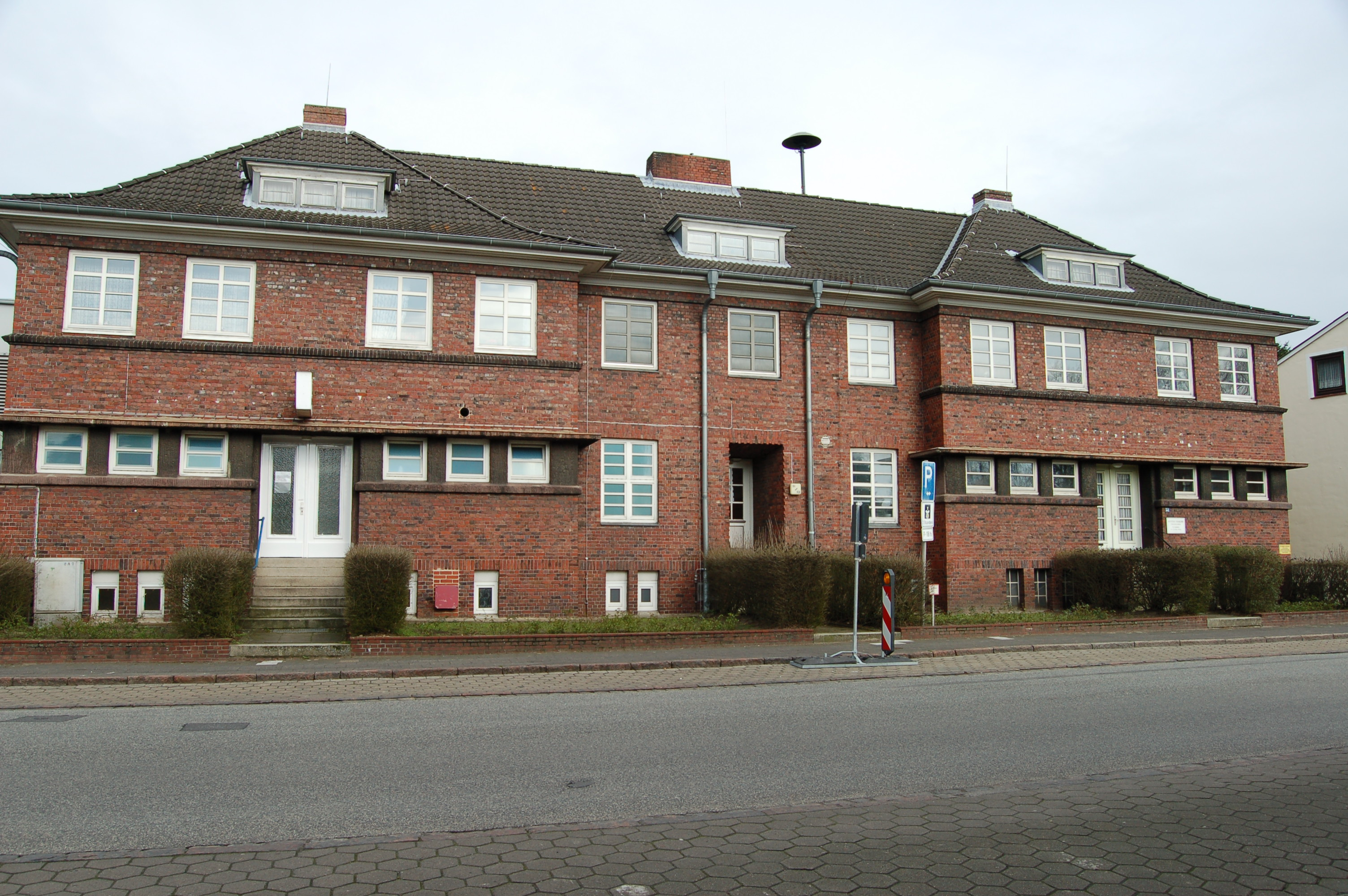
Kleiner Sand 51, das ehemalige Schwimmbad Uetersen aus dem Jahr 1926
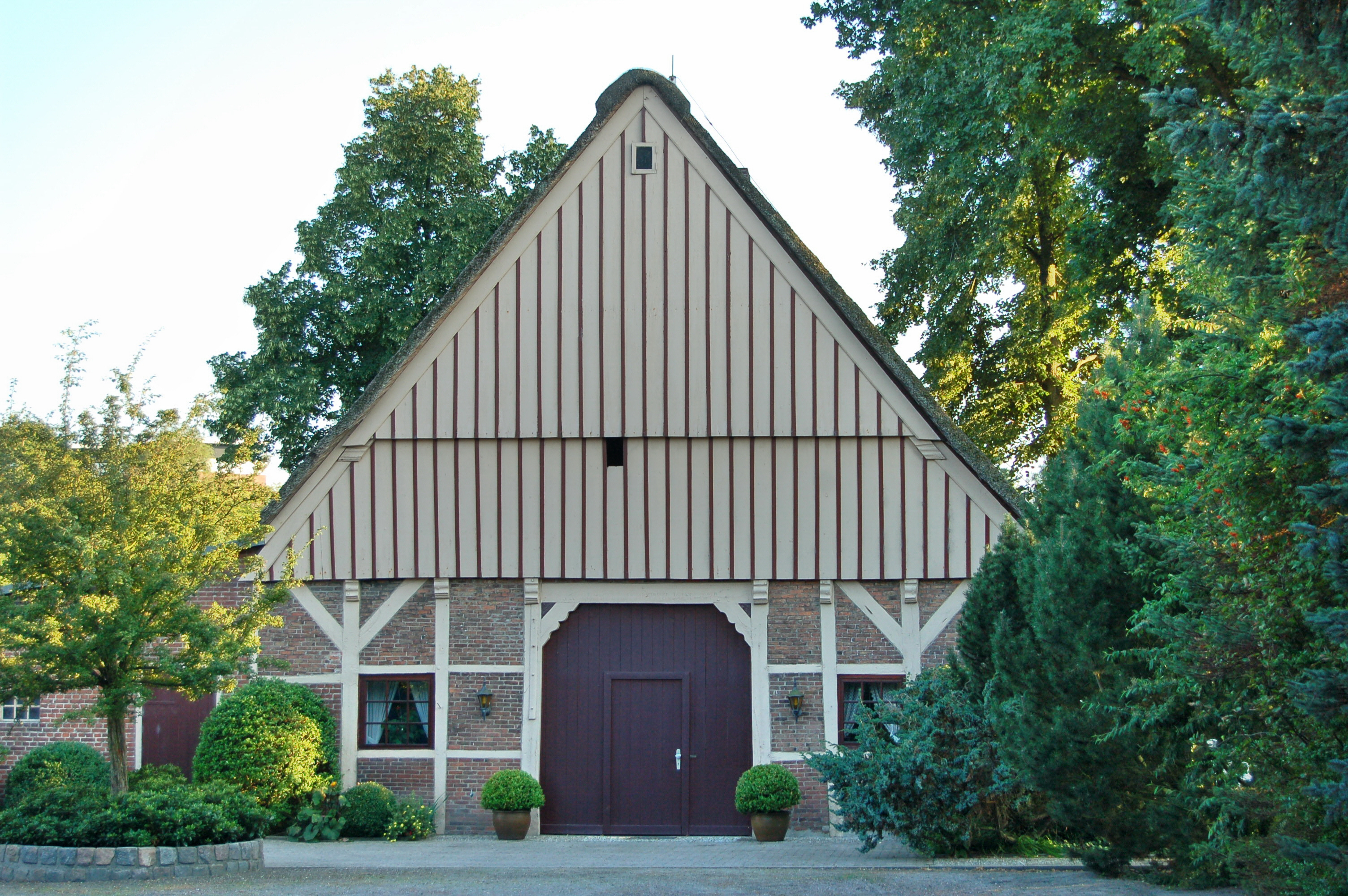
Kleiner Sand 82, das ehemalige Hofgebäude aus dem Jahr 1737
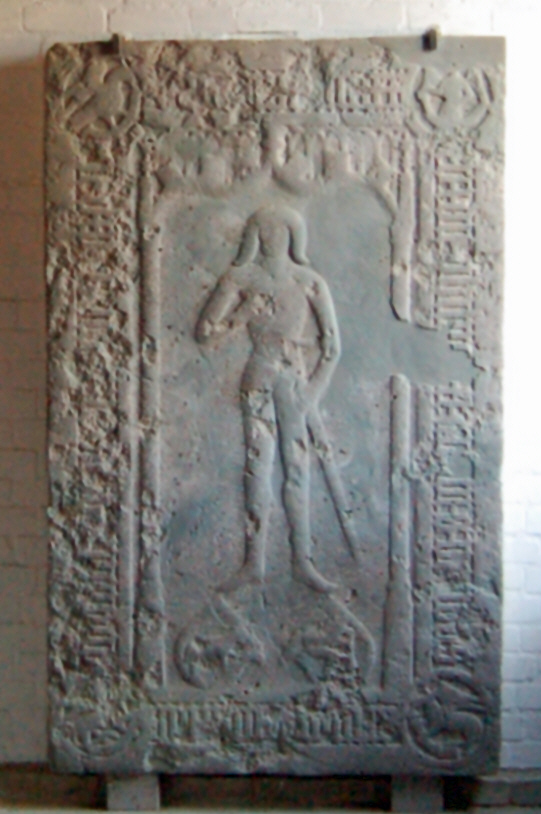
Klosterhof/Kloster, die Gruftplatte „von Barmstede“
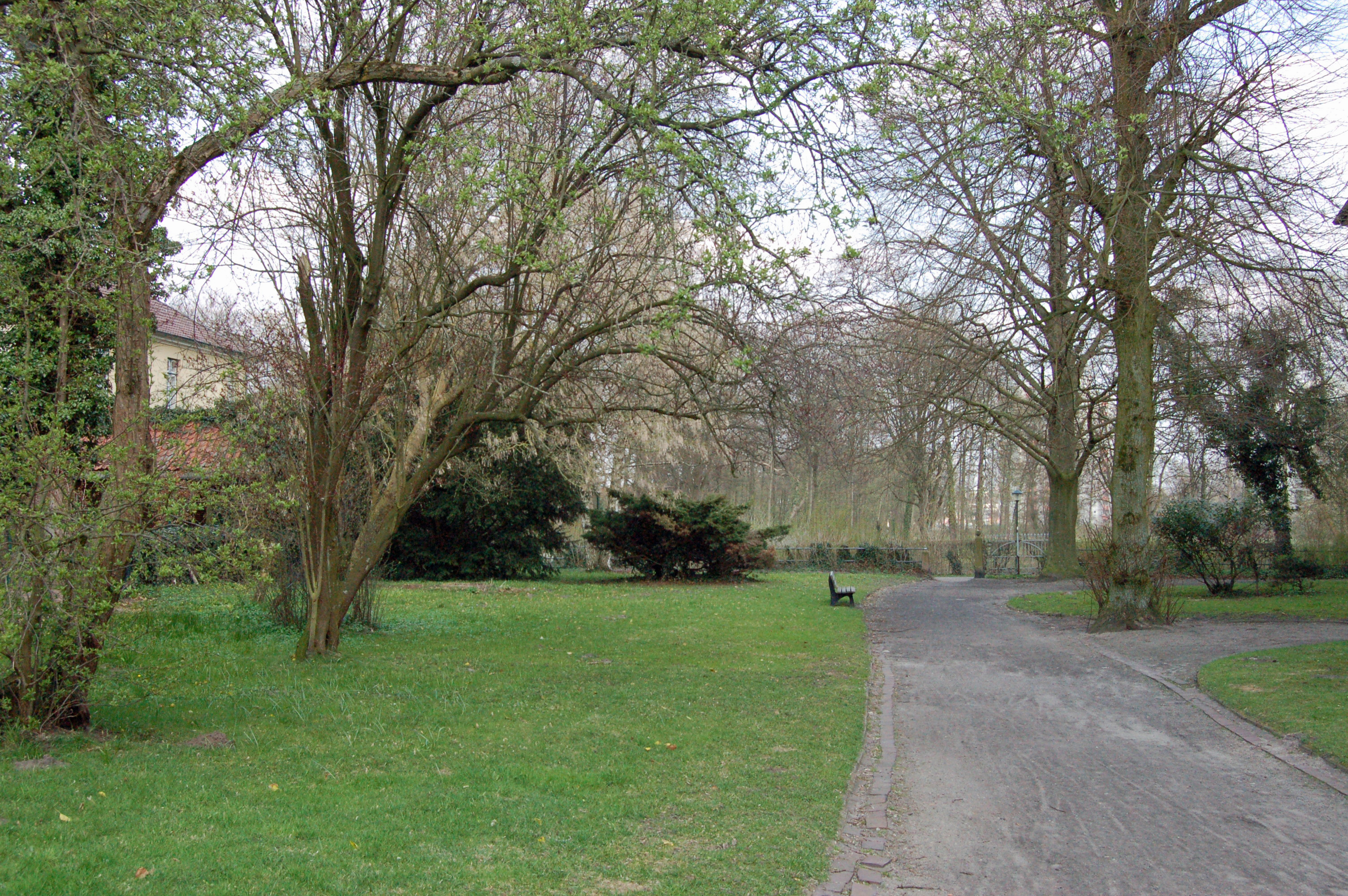
Klosterhof/Kloster, der Kirchenhof der Klosterkirche
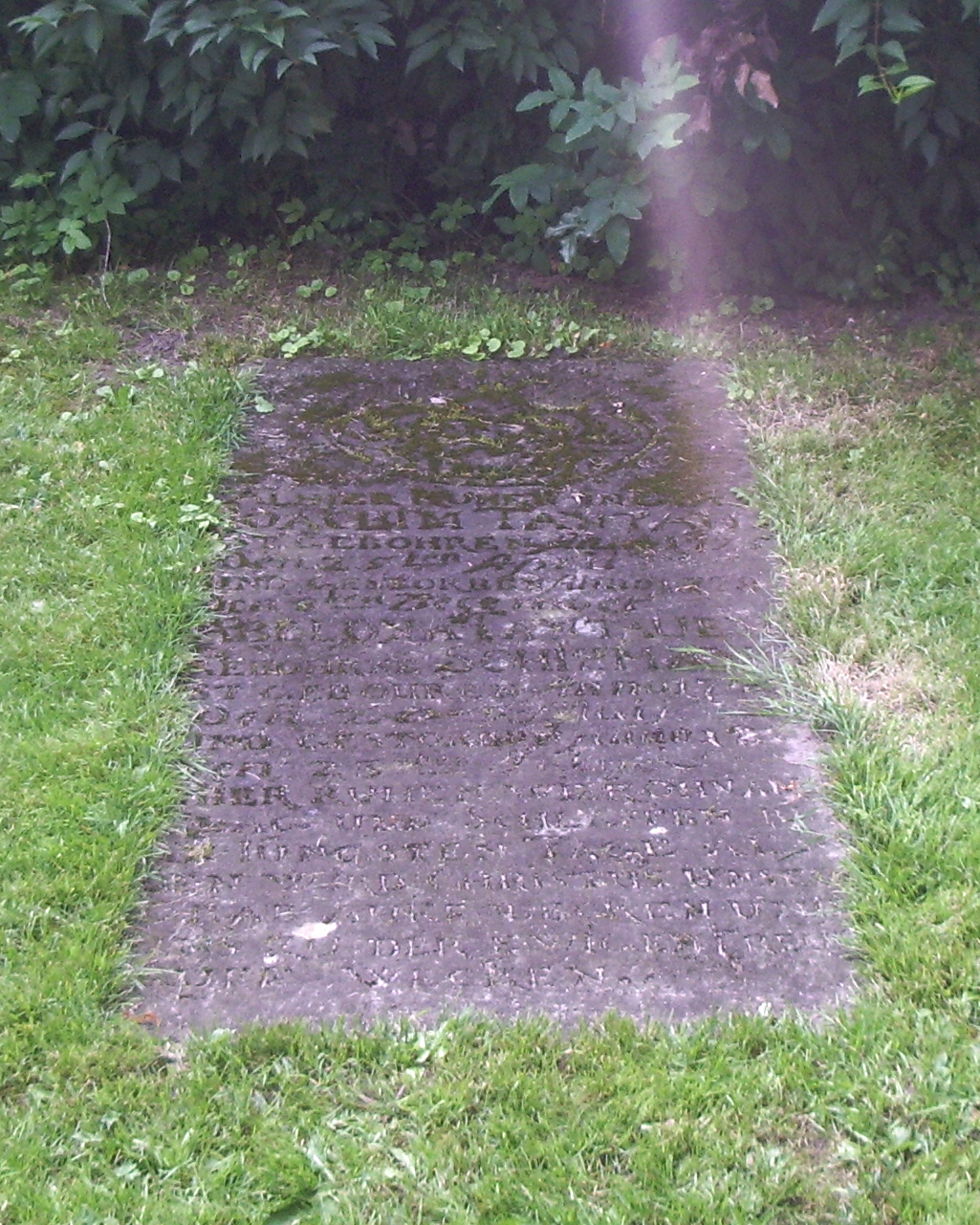
Klosterhof/Kloster, Grabmale des Kirchenhofs (bis 1870), hier Joachim Tantau († 1778)
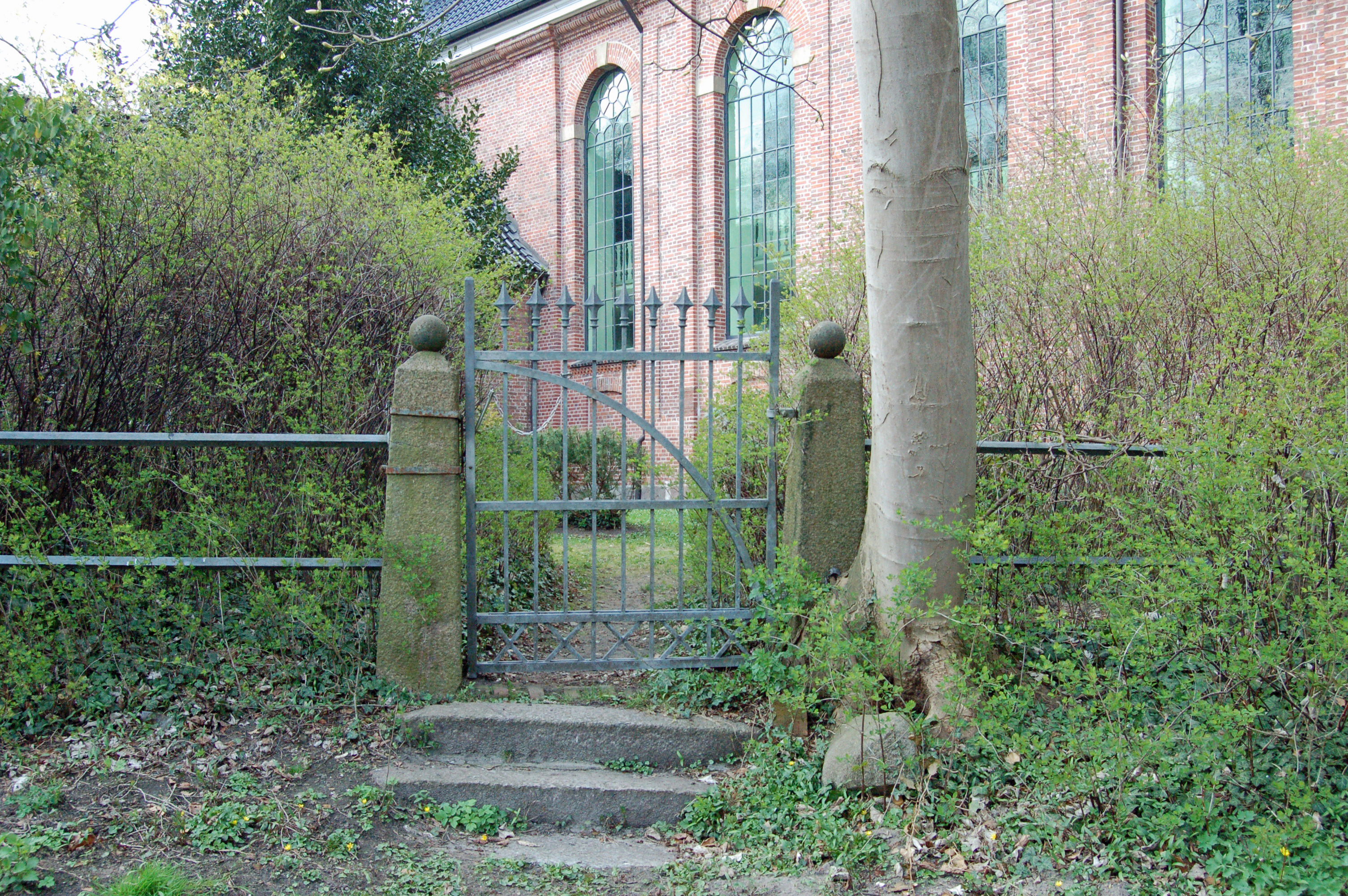
Klosterhof/Kloster, Kirchhofspforten
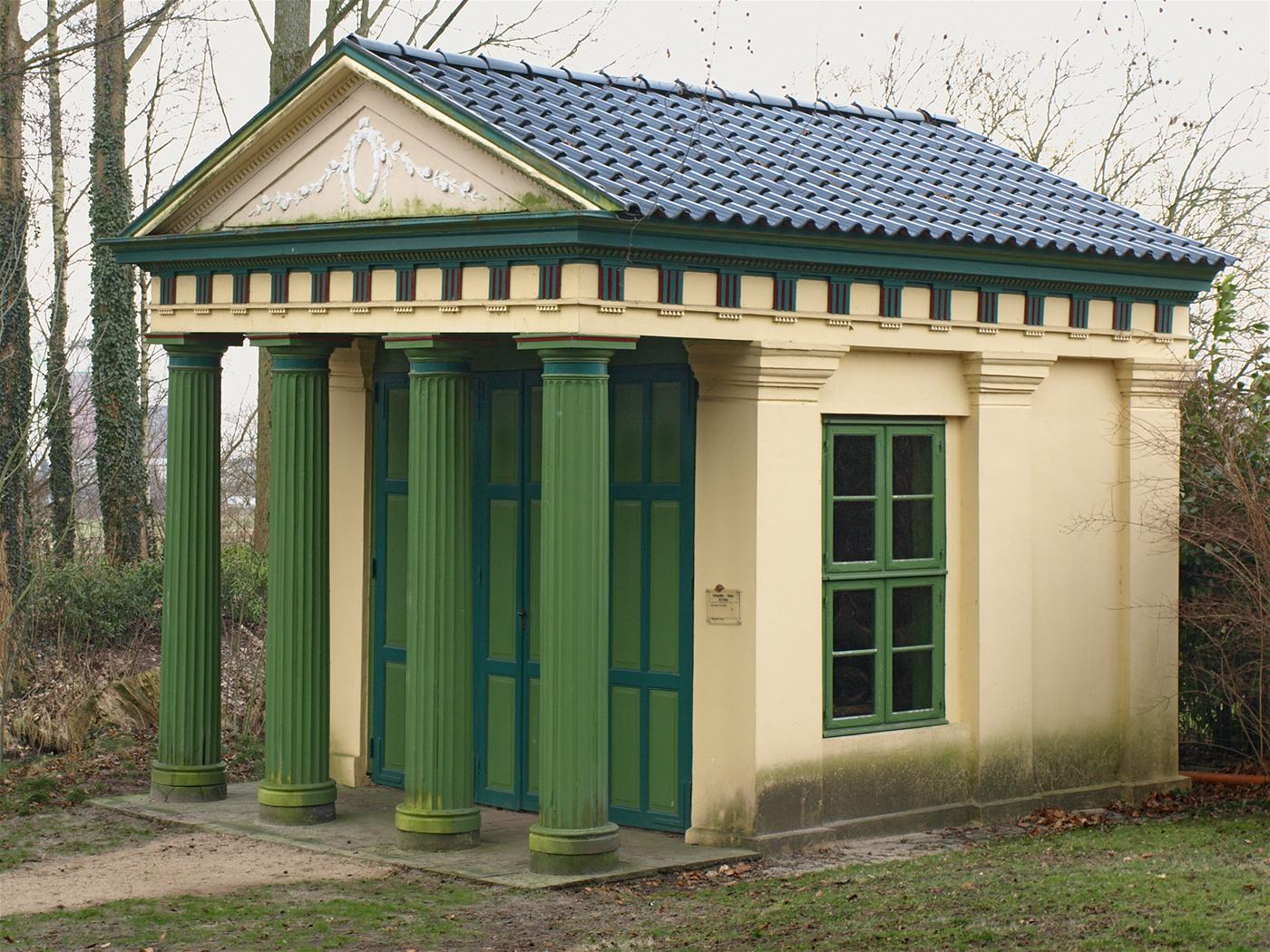
Klosterhof/Kloster, der Gartenpavillon – Teehaus der Priörin, erbaut etwa 1750
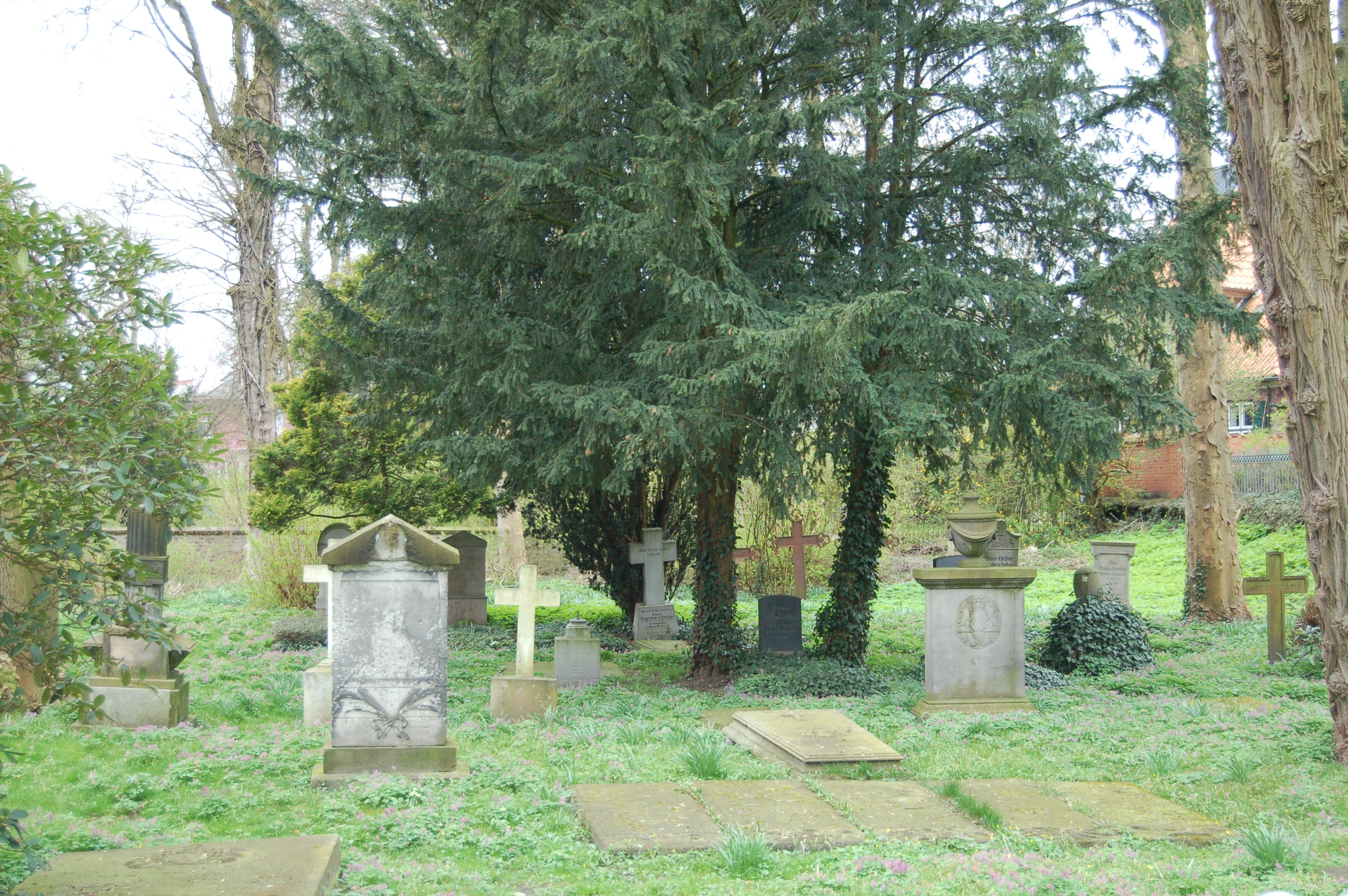
Klosterhof/Kloster, der historische „Jungfernfriedhof“
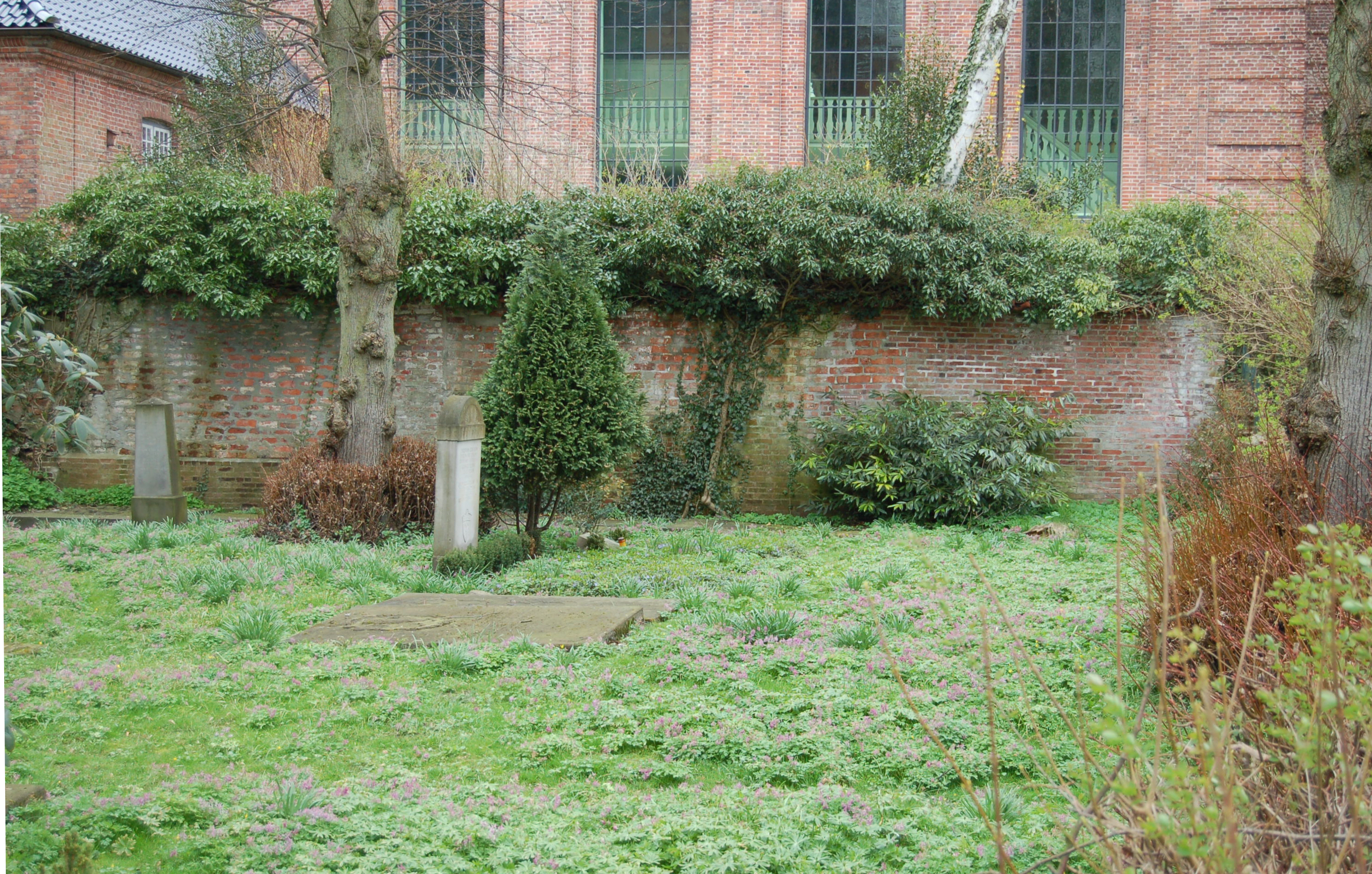
Klosterhof/Kloster, das Restgemäuer der ehemaligen Klosterkirche
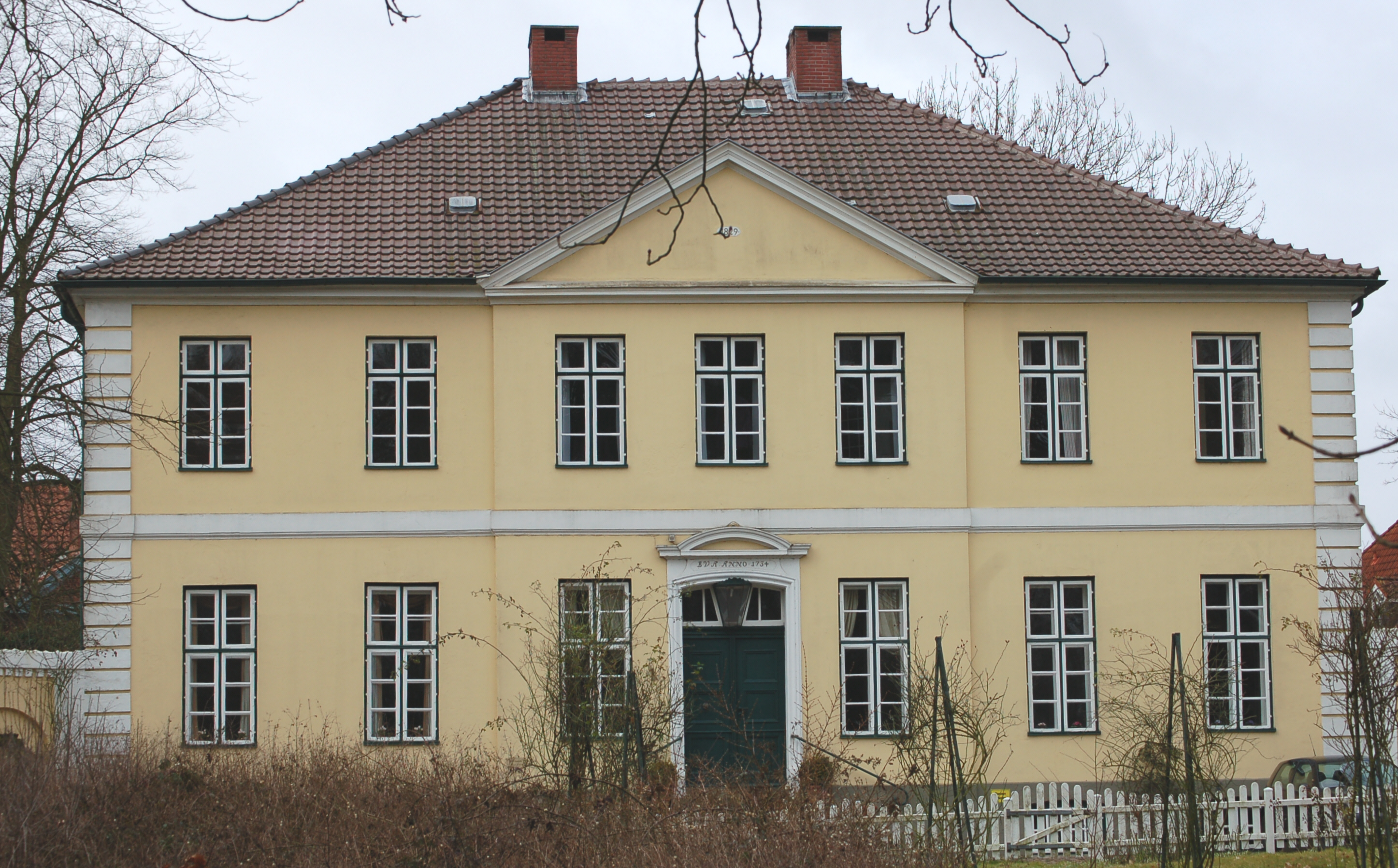
Klosterhof 1, das Haus des Klosterpropsten, erbaut 1734 von Jasper Carstens
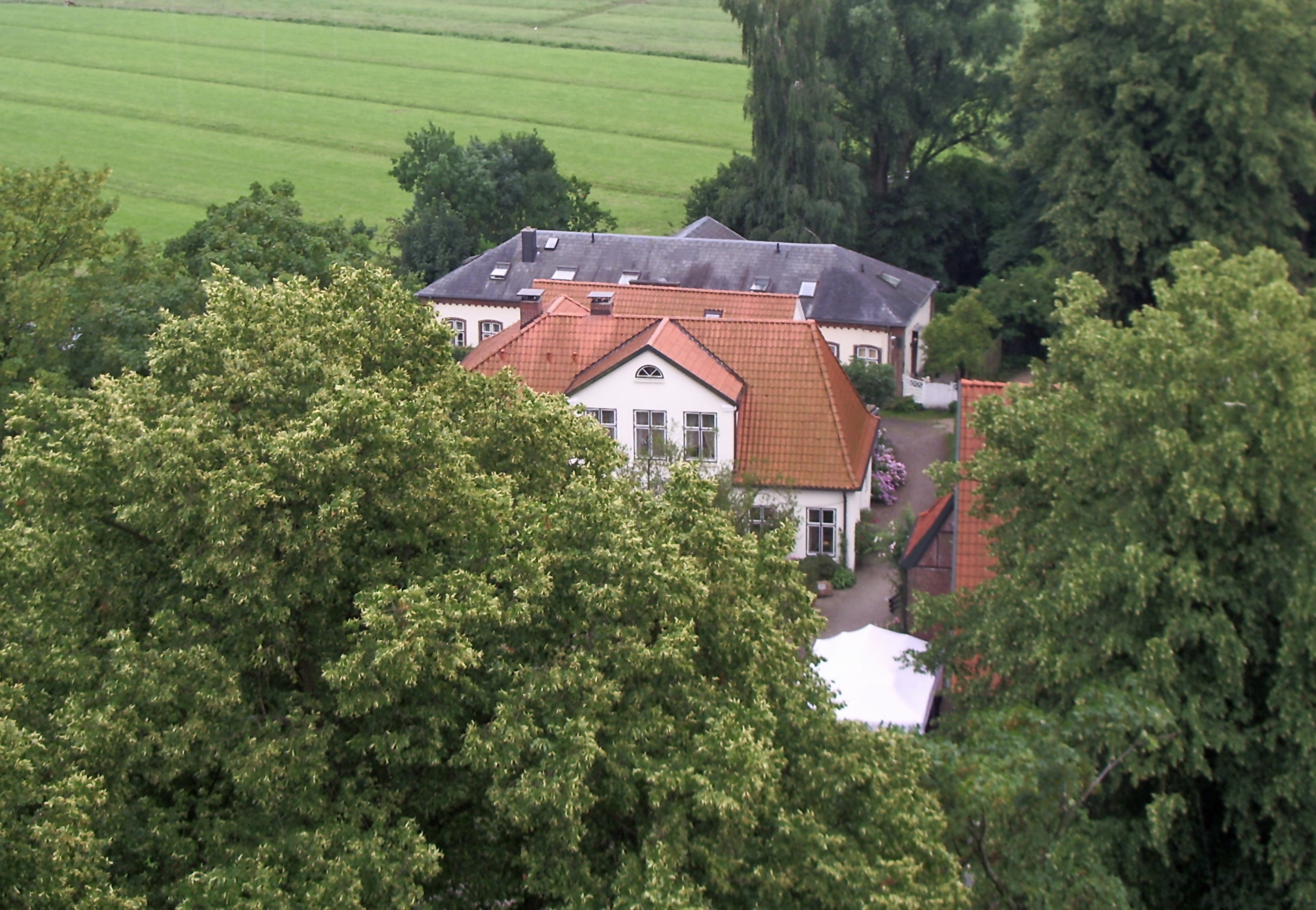
Klosterhof 2, das Konventualinnenhaus „von Bernstorff“, erbaut Anfang des 19. Jahrhunderts
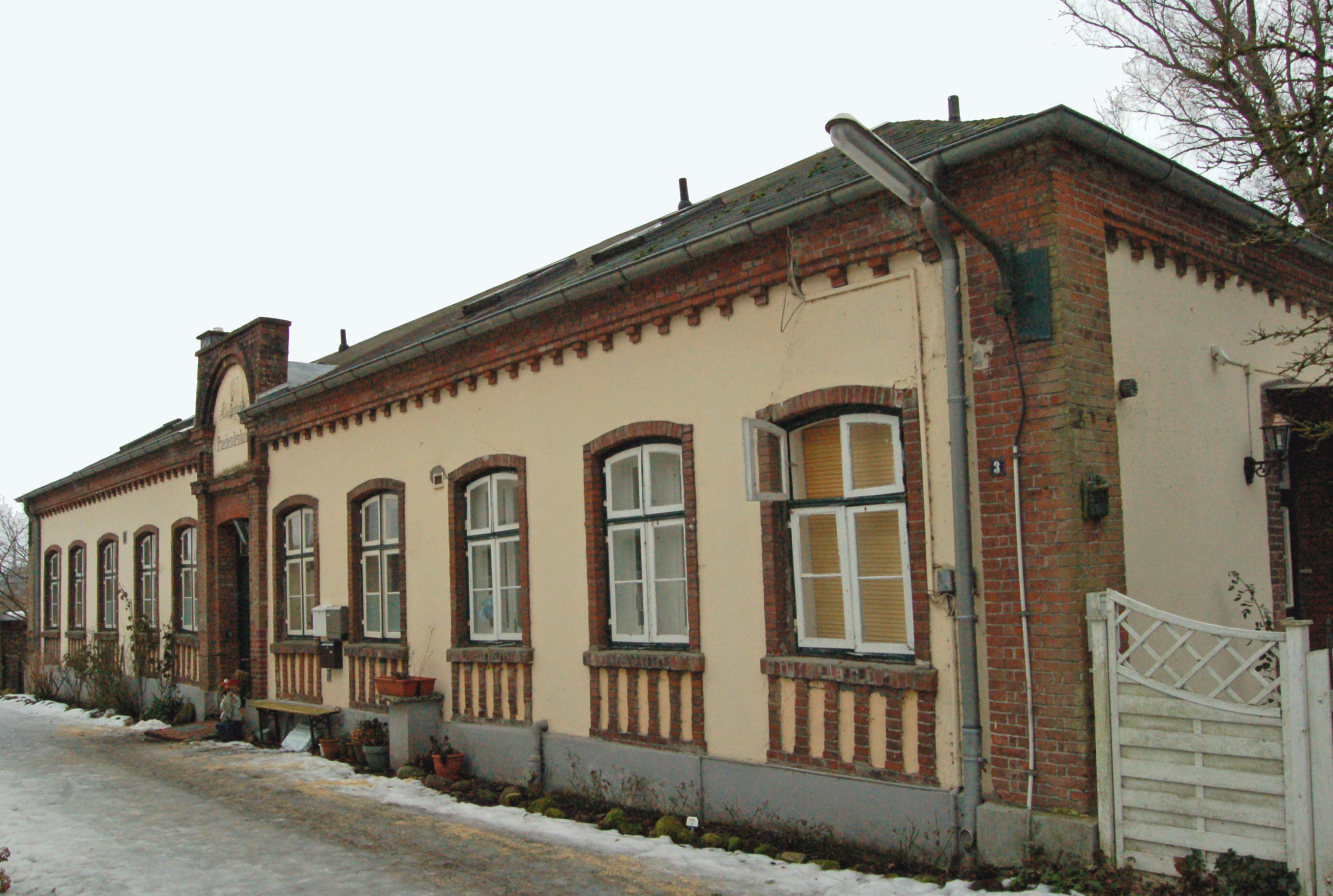
Klosterhof 3, das Präbandenhaus „von Rantzau“, erbaut 1873
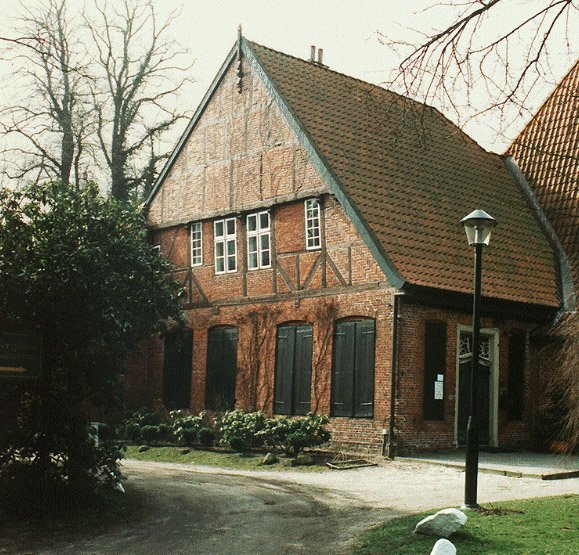
Klosterhof 4, das Haus der Priörin, erbaut 1664 unter Leitung von Magareta von Ahlefeldt
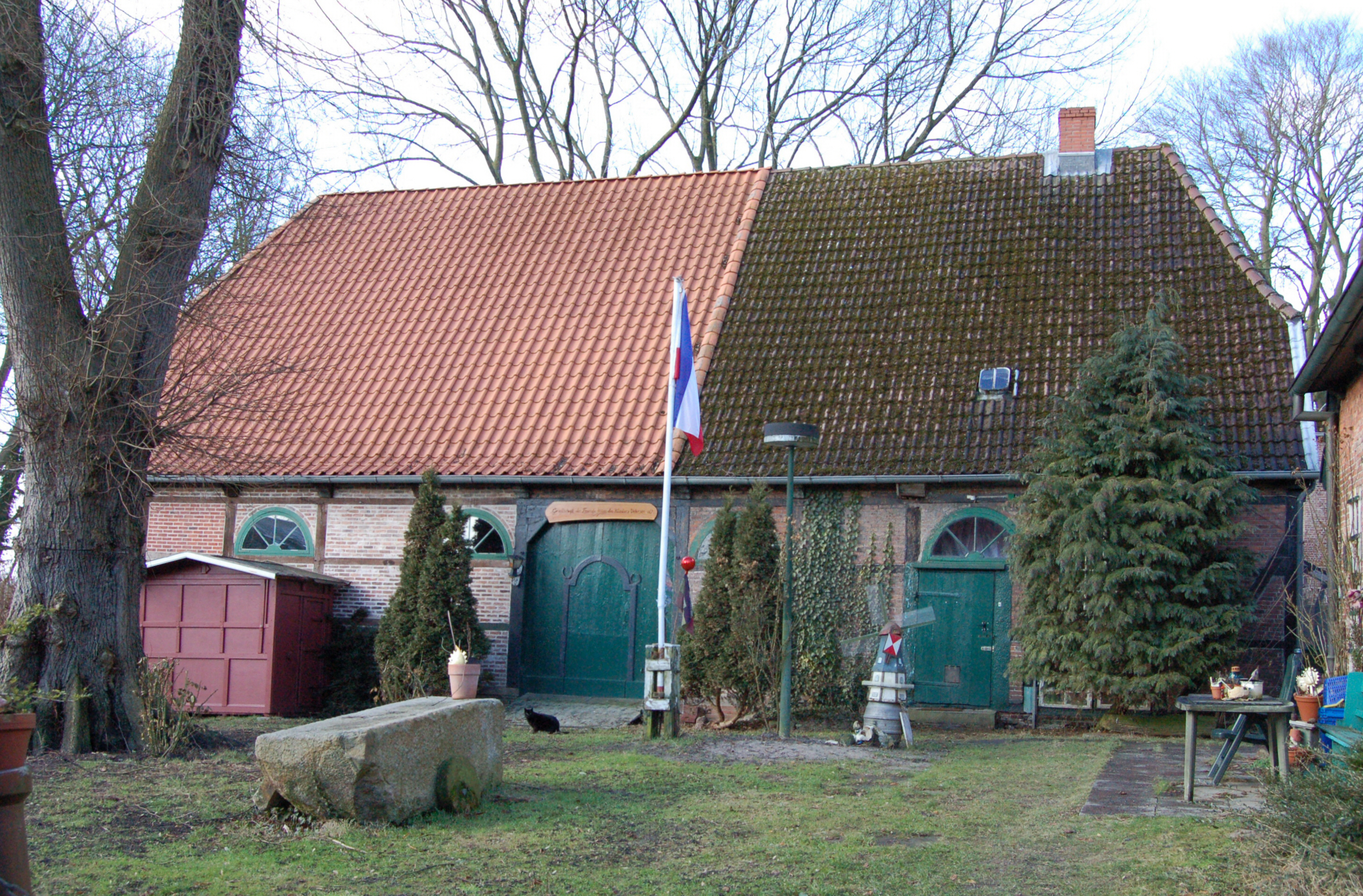
Klosterhof 4a, die Fachwerkscheune der Priörin „von Ahlefeldt“
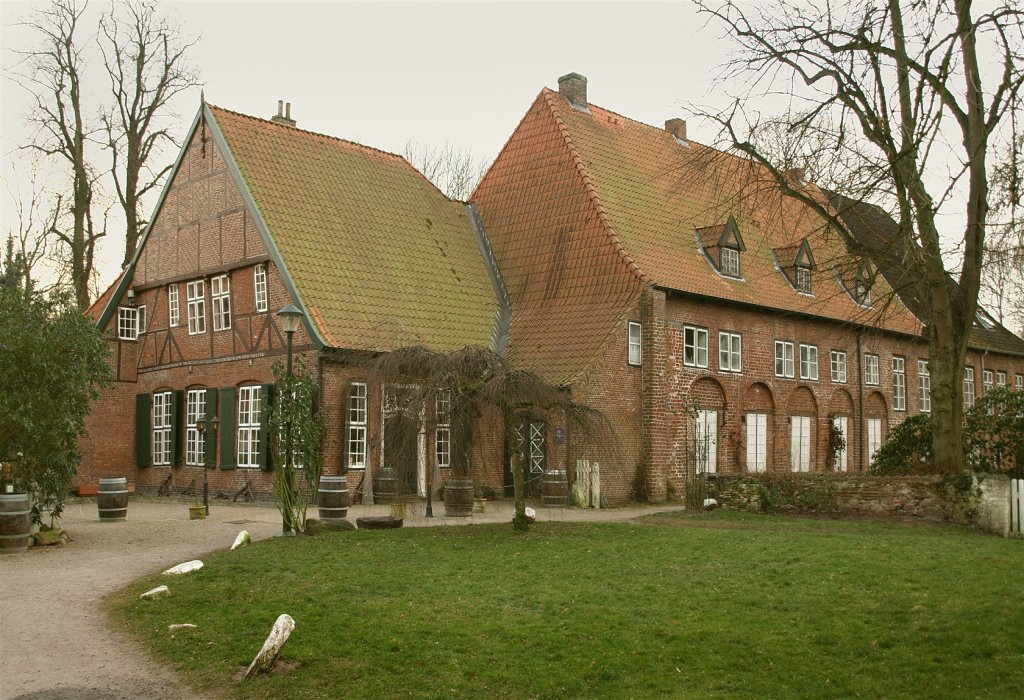
Klosterhof 5, der westliche Anbau des Kreuzgangflügels von 1814
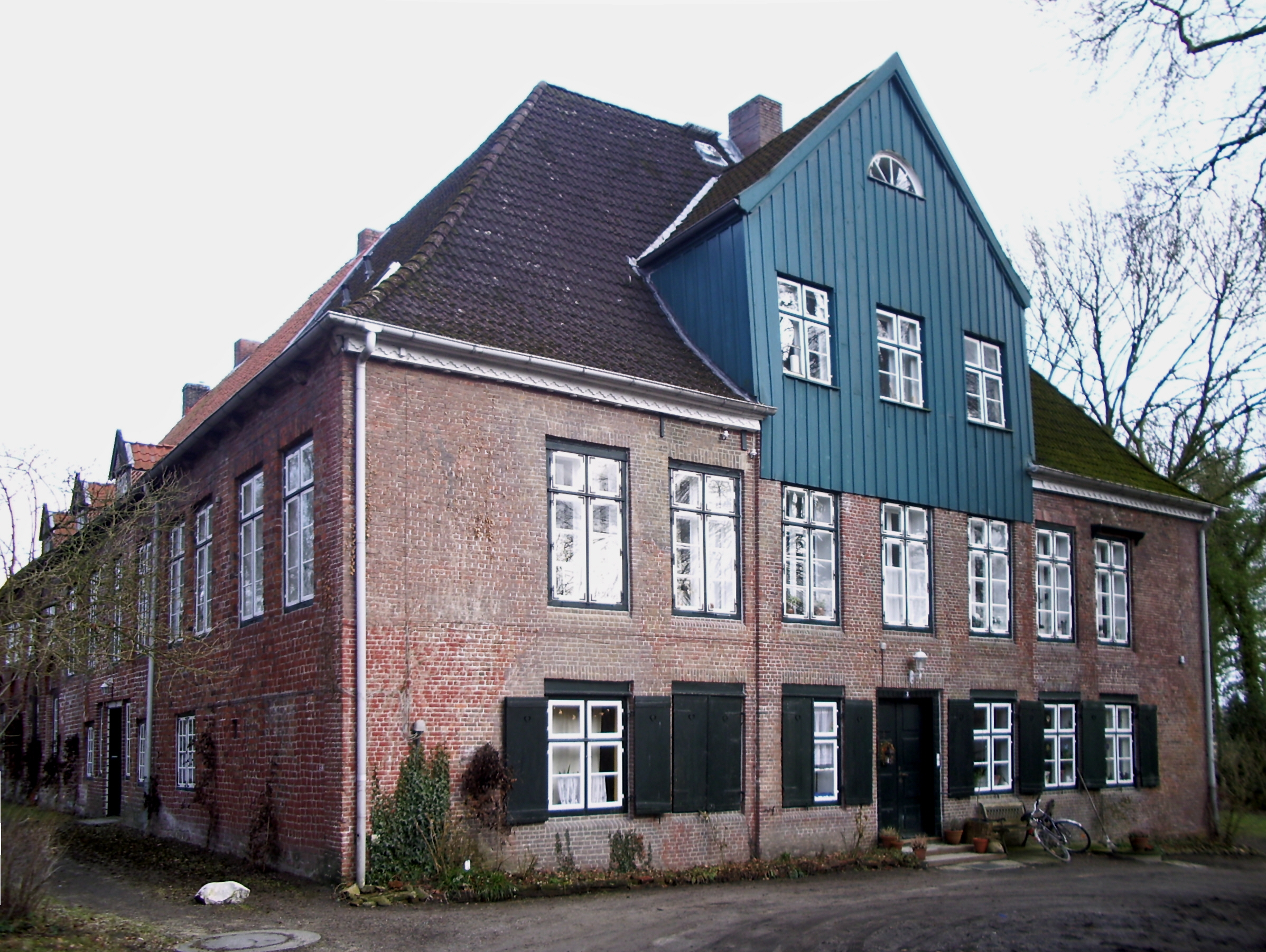
Klosterhof 5a, das ehemalige Siehenhaus mit südlichem Kreuzgangflügel
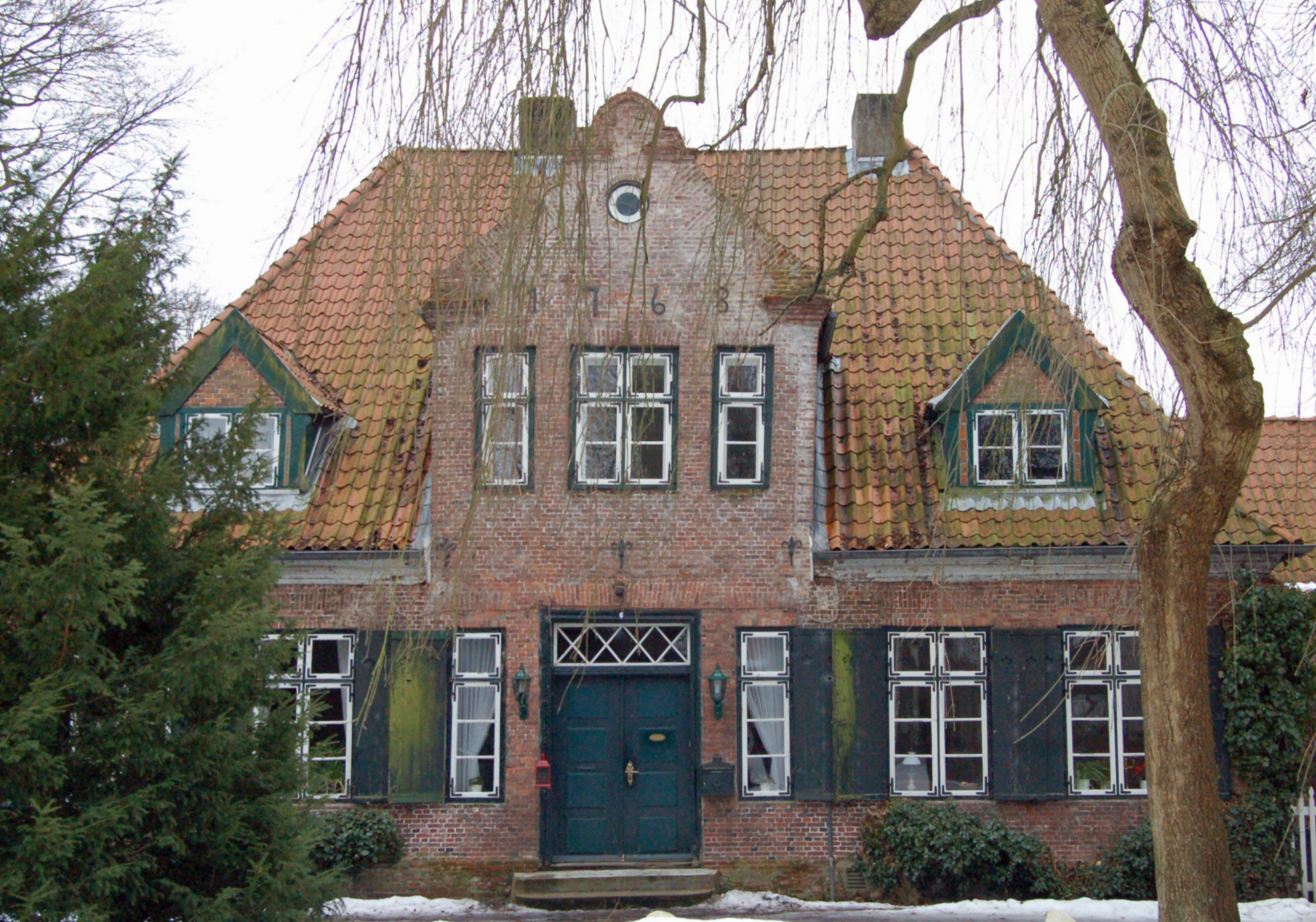
Klosterhof 6, das Konventualinnenhaus „von Rantzau“ aus dem Jahr 1768
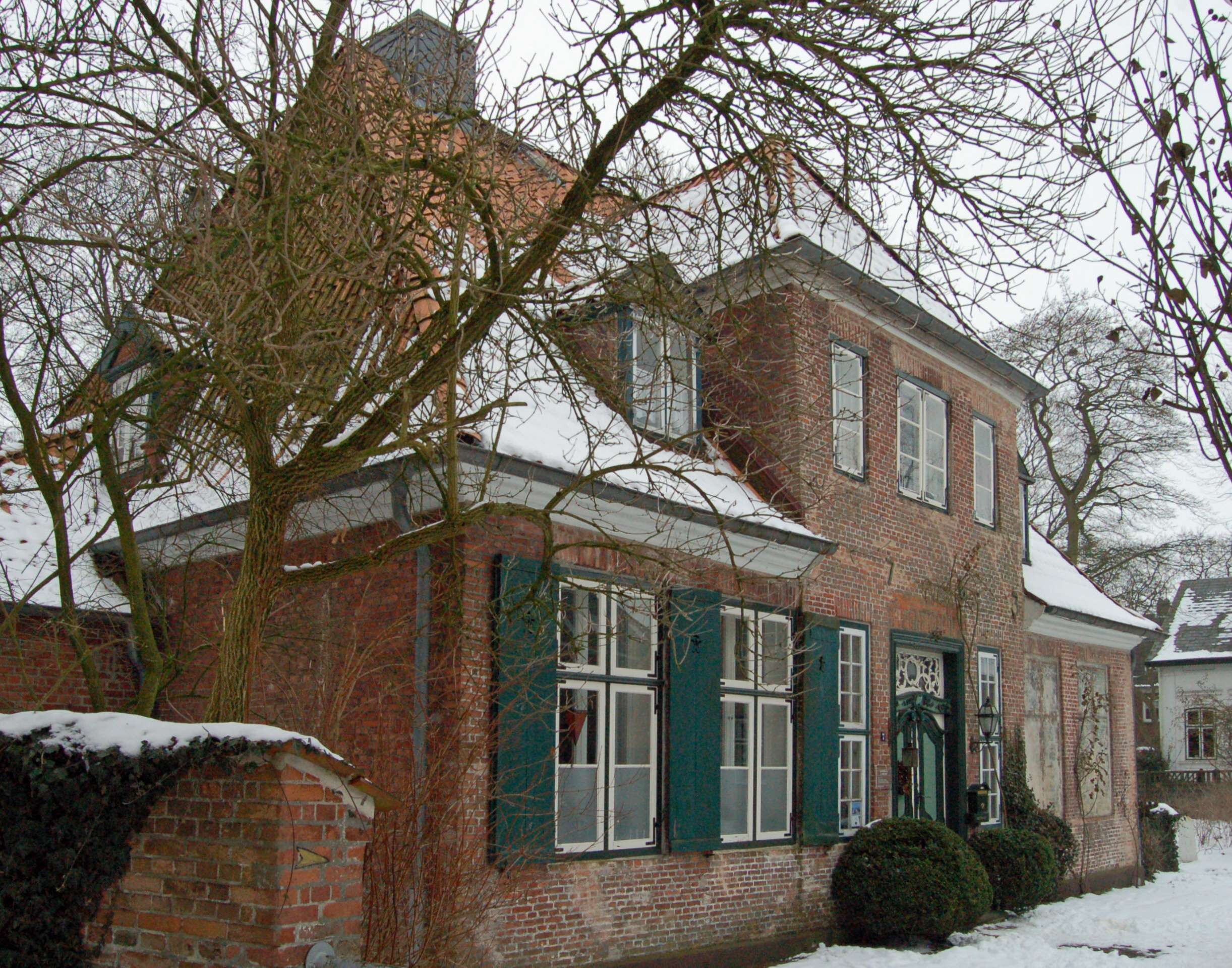
Klosterhof 7, das Konventualinnenhaus „zu Stolberg-Stolberg“
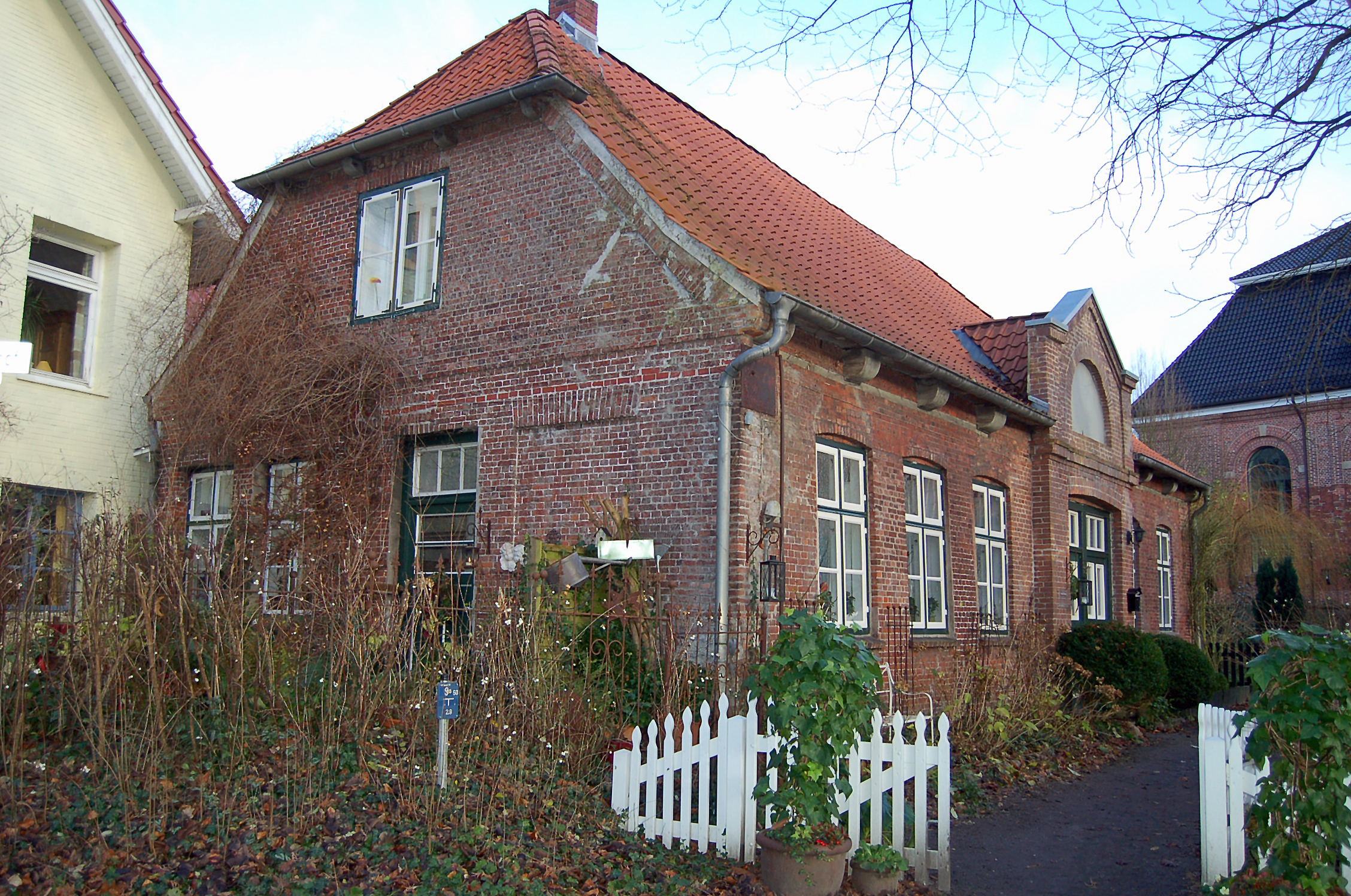
Klosterhof 8, das Kutscherhaus
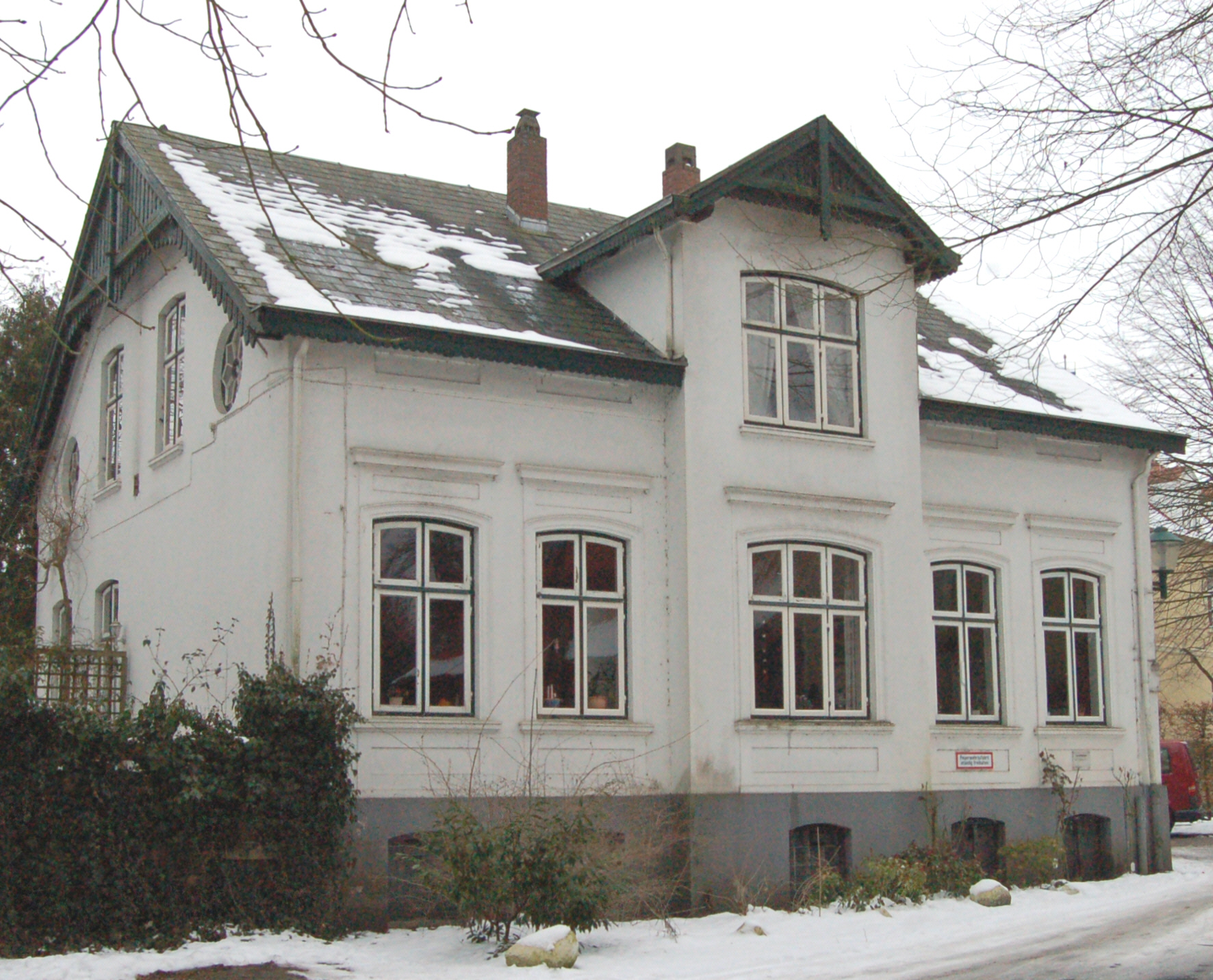
Klosterhof 9, das Haus des Klostersyndikus aus dem Jahr 1875
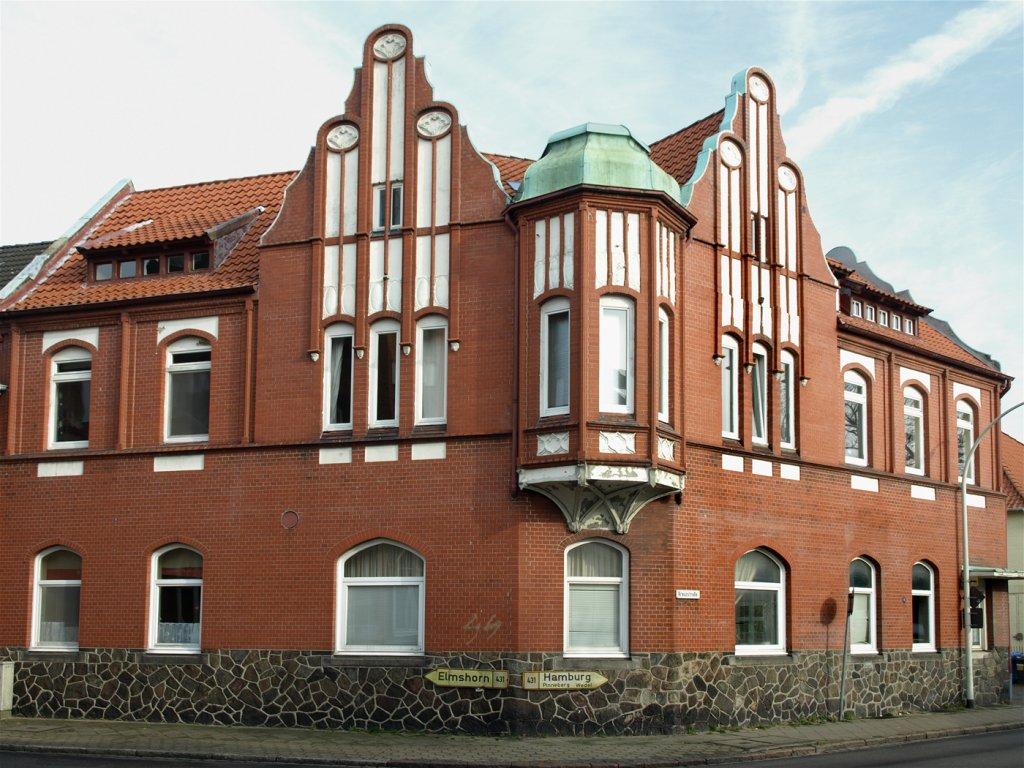
Kreuzstraße 1, das ehemalige Sparkassengebäude von 1906
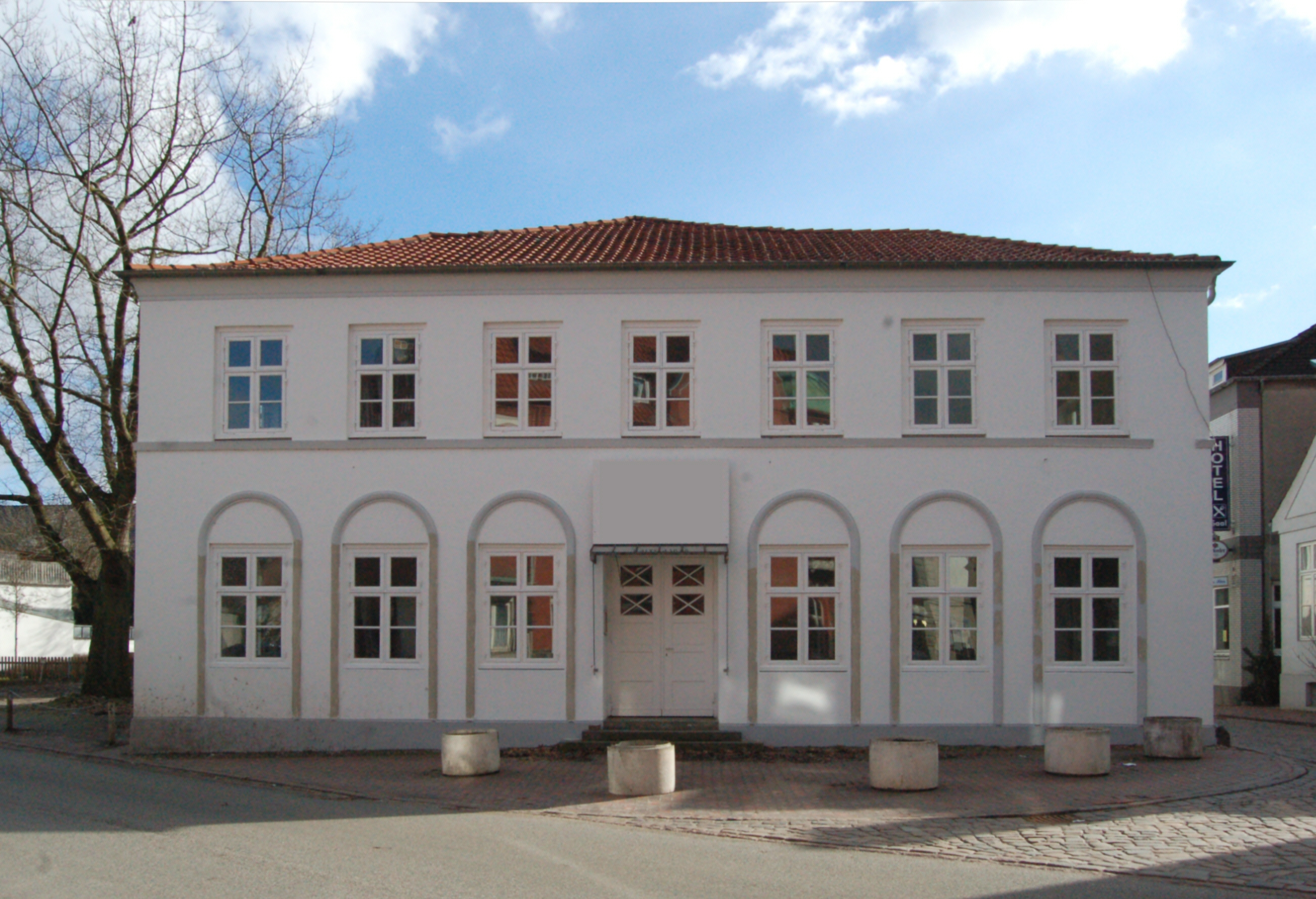
Kreuzstraße 2, das ehemalige „Hotel Scheffler“ aus dem 1. Viertel des 19. Jahrhunderts
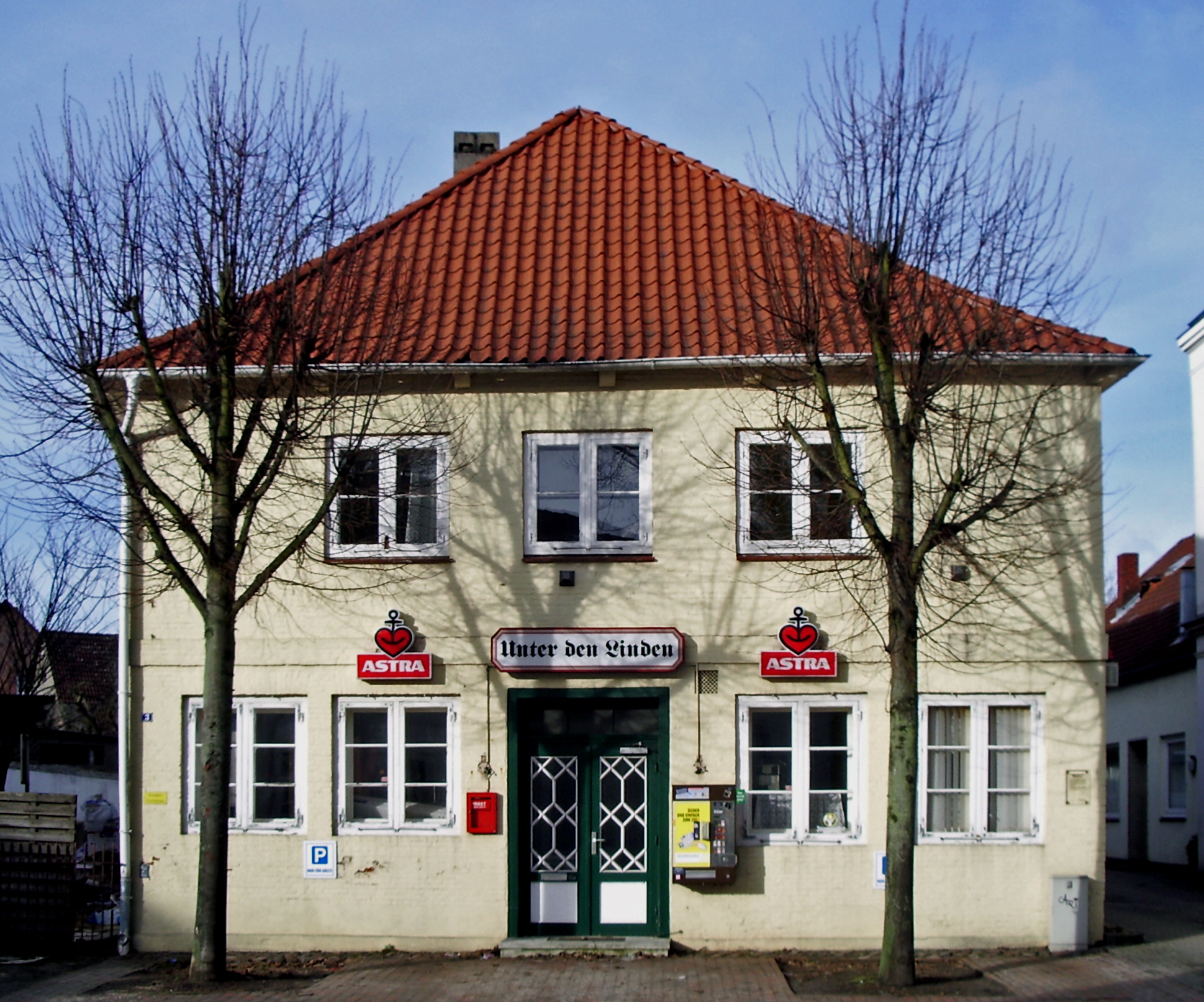
Kreuzstraße 3, das Wohnhaus mit Gaststätte „Unter den Linden“
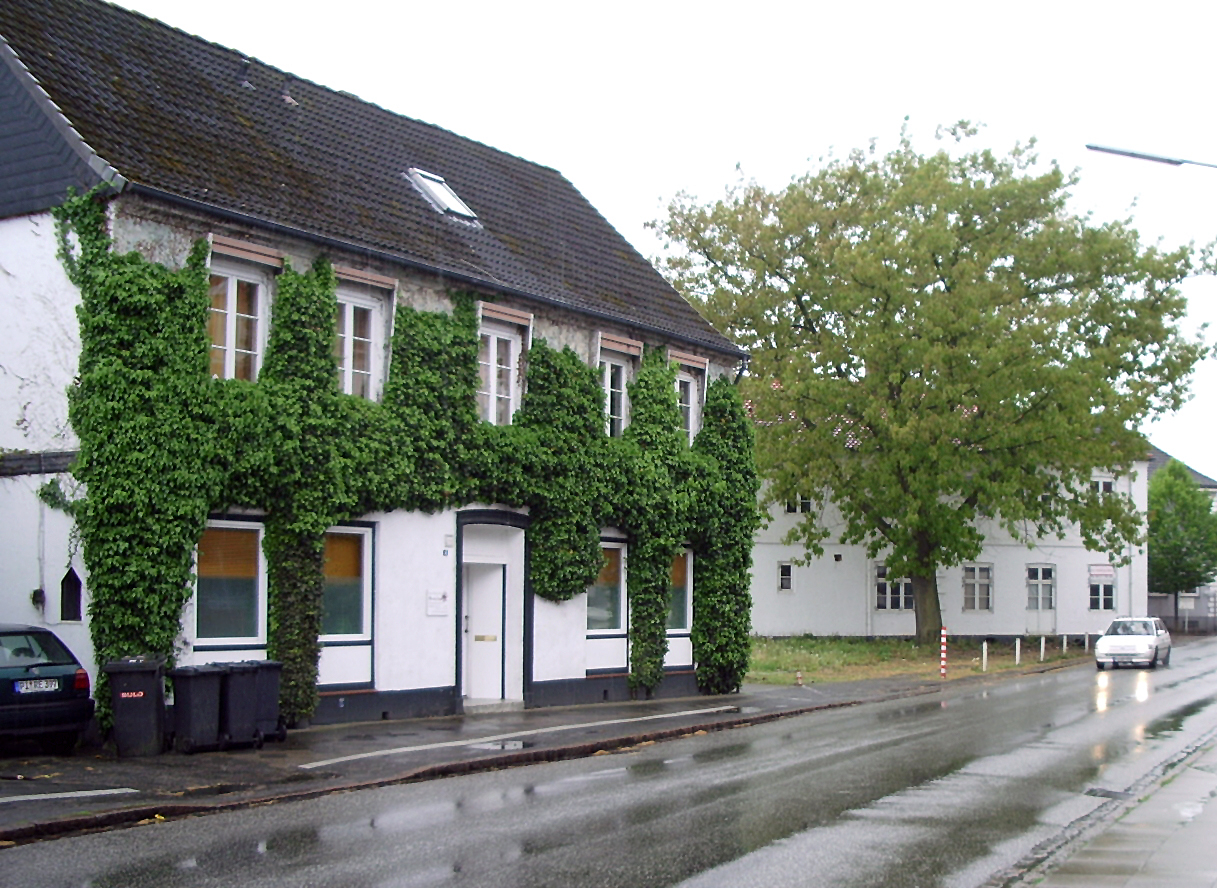
Kreuzstraße 4, das Wohnhaus mit Laden aus dem 2. Viertel des 19. Jahrhunderts
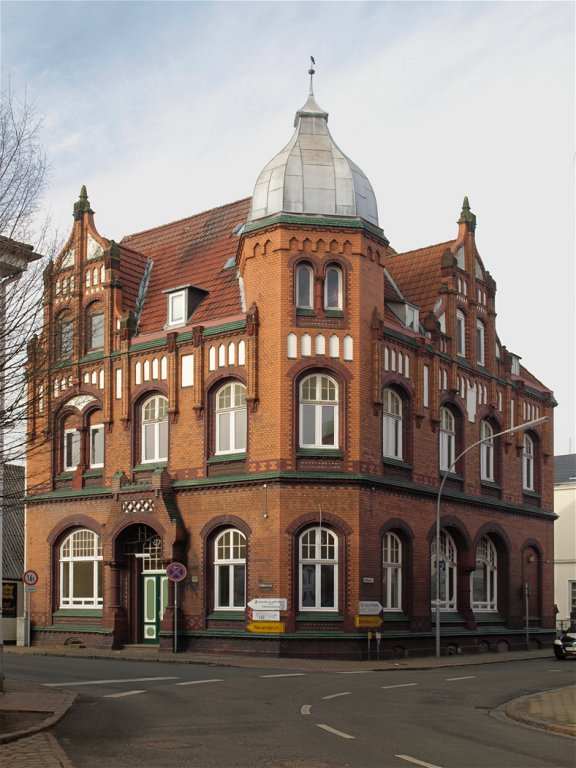
Kuhlenstraße 2, die ehemalige Volksbank von 1901
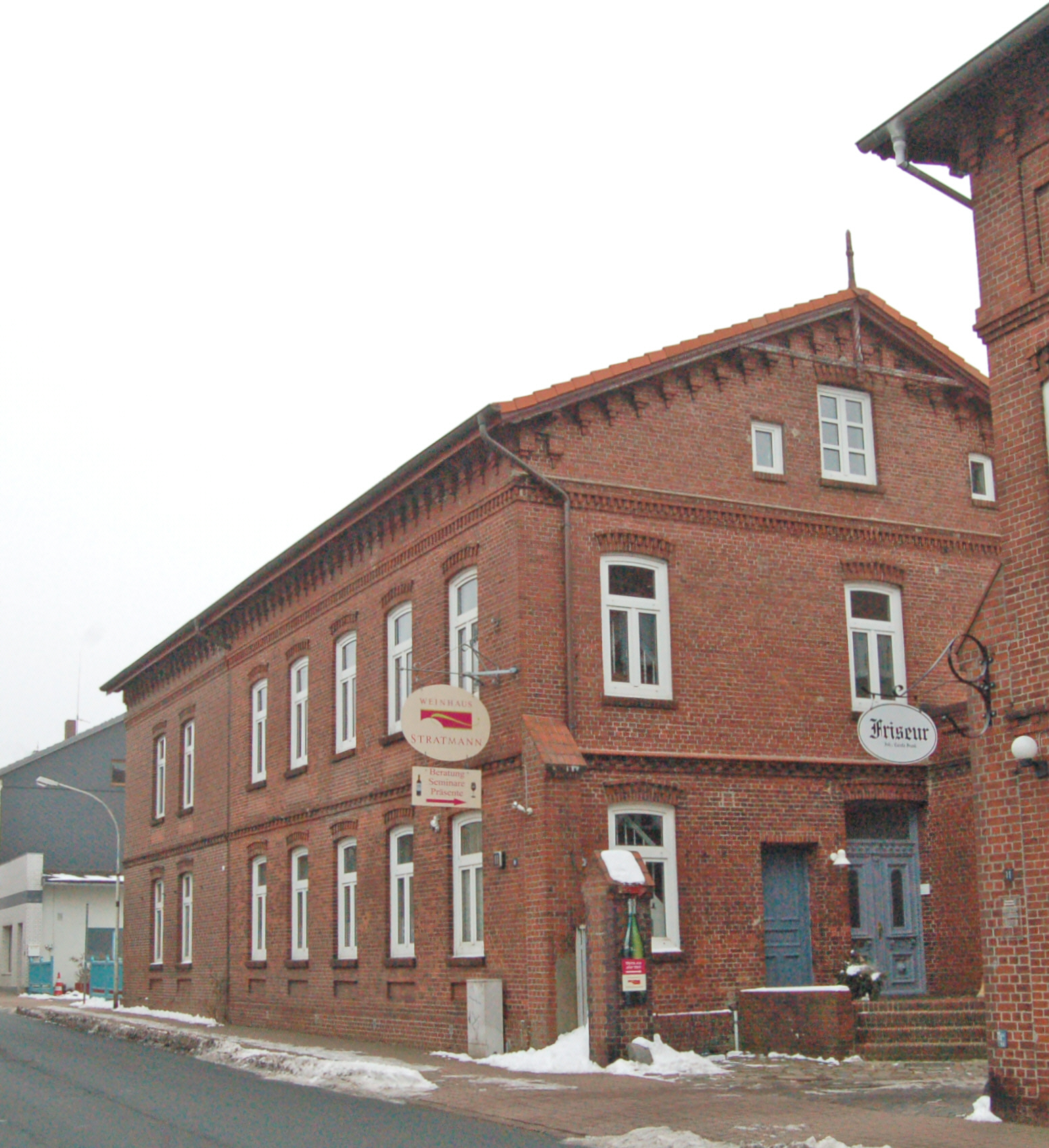
Kuhlenstraße 14, das Wohnhaus mit historischer Weinhandlung
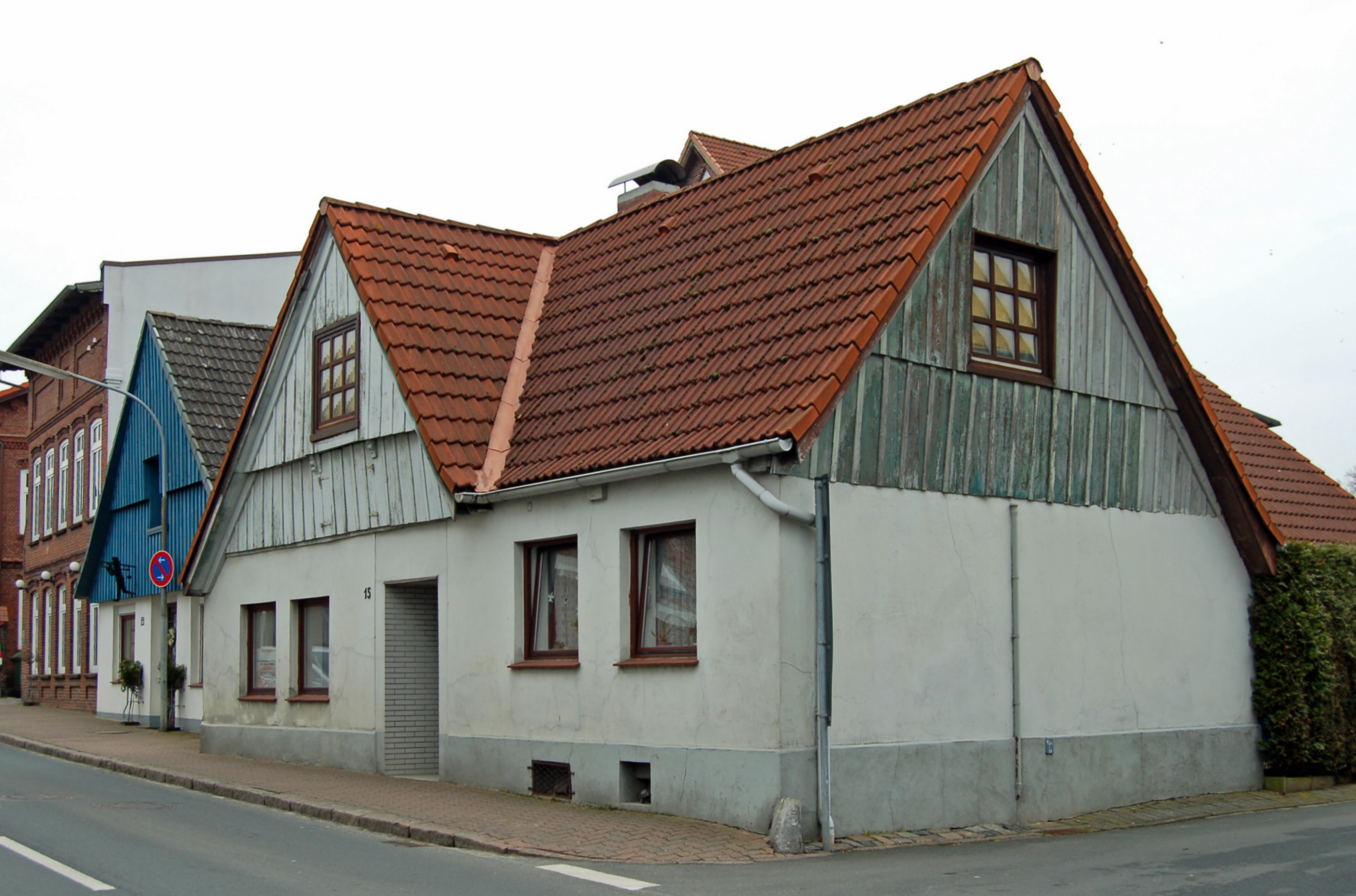
Kuhlenstraße 15, das Wohnhaus aus dem Ende des 18. Jahrhunderts
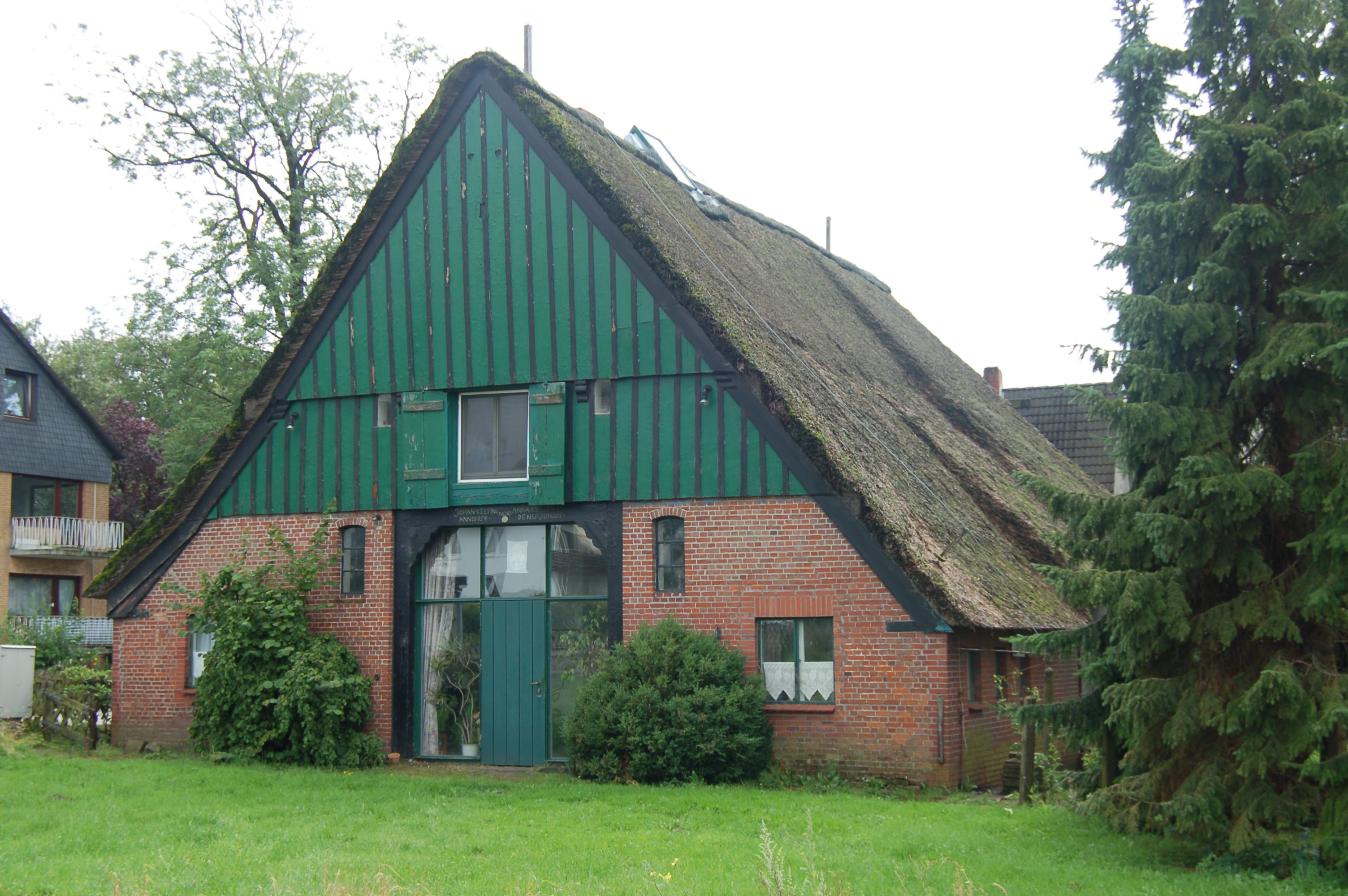
Lohe 23, das Altenteilerhaus von 1758
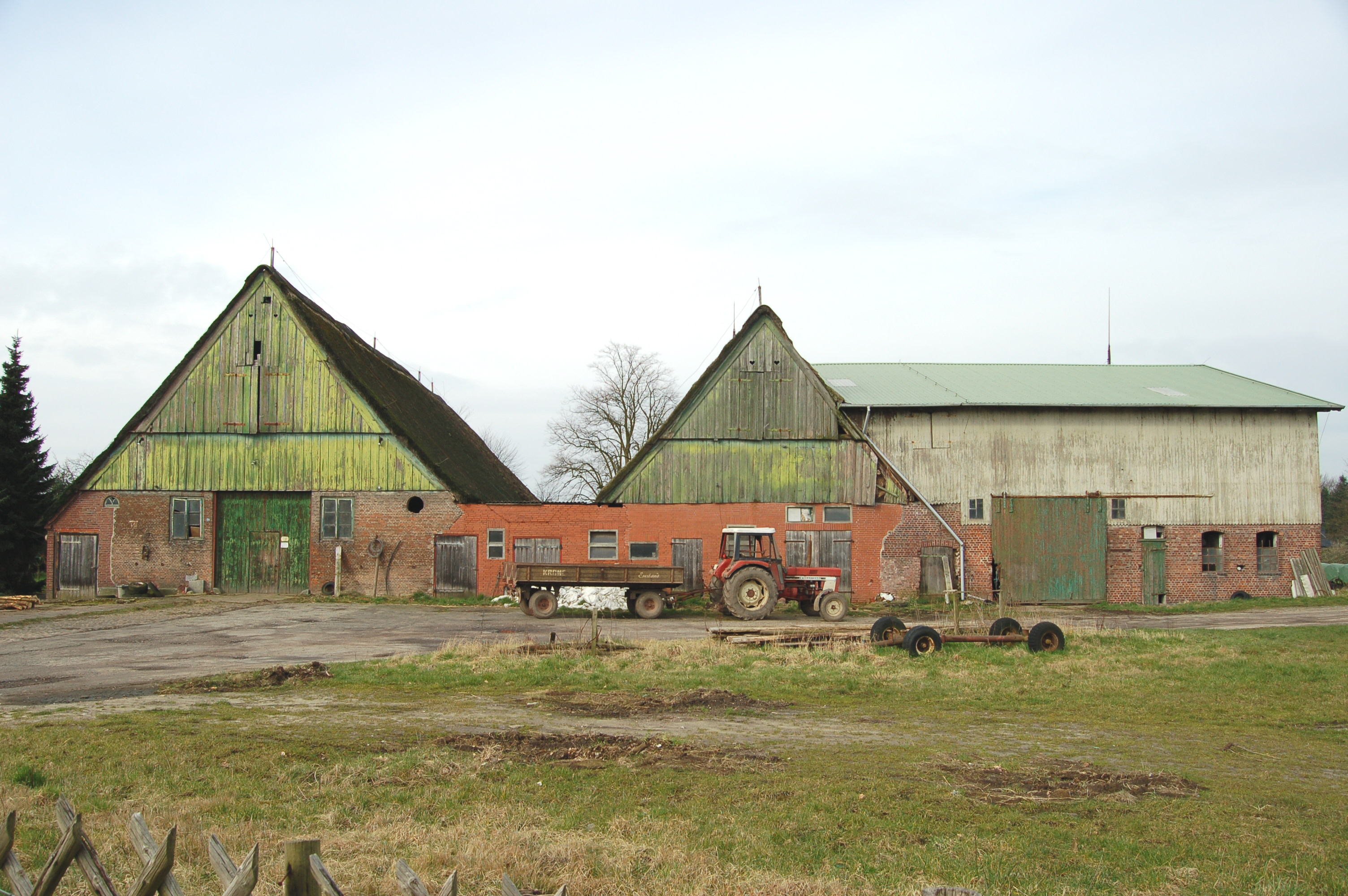
Lohe 23, der „Blom’sche Hof“ aus der Zeit der 2. Hälfte des 18. Jahrhunderts
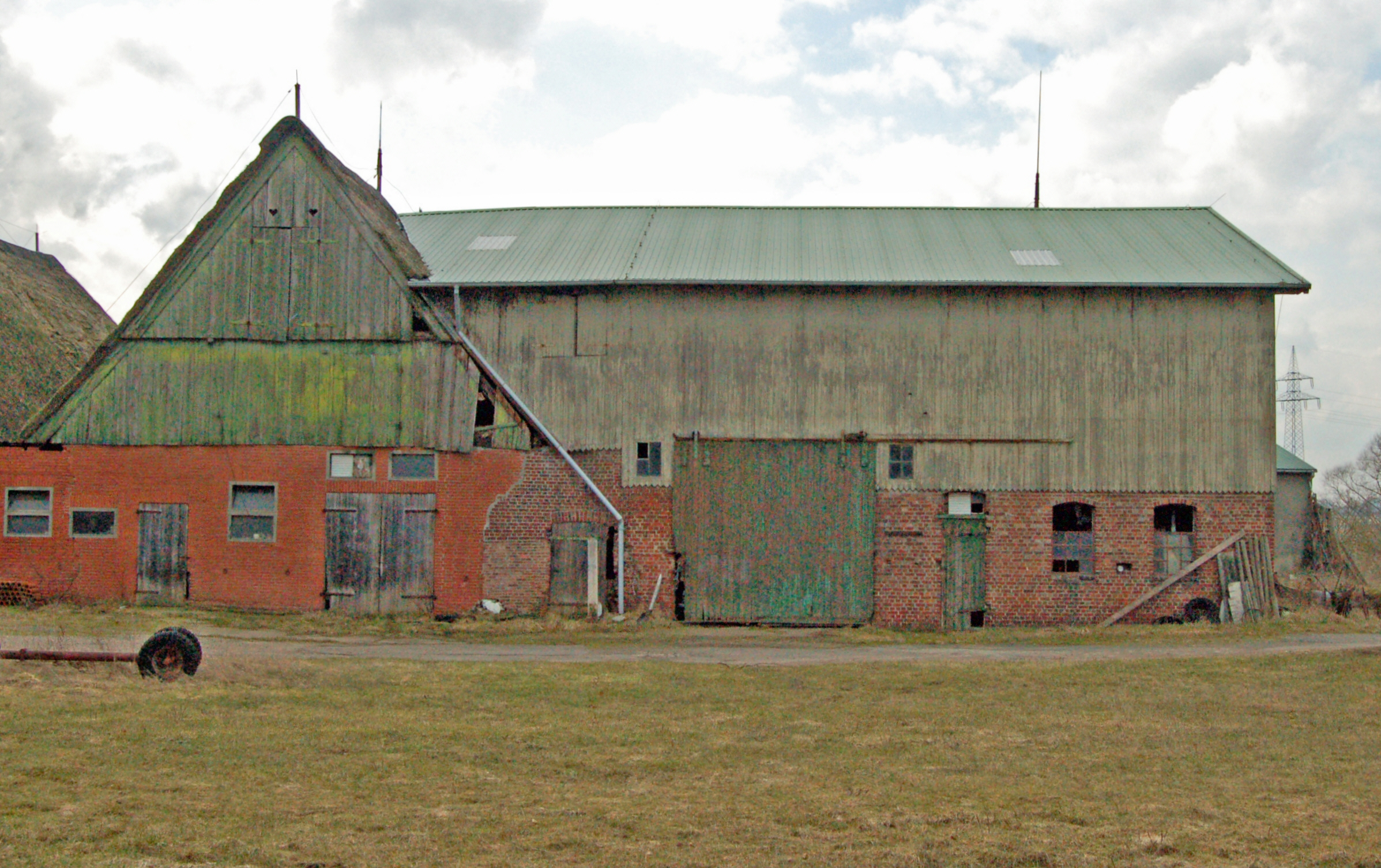
Lohe 23, die Scheune des „Blom’schen Hofs“ etwa 2. Hälfte des 18. Jahrhunderts
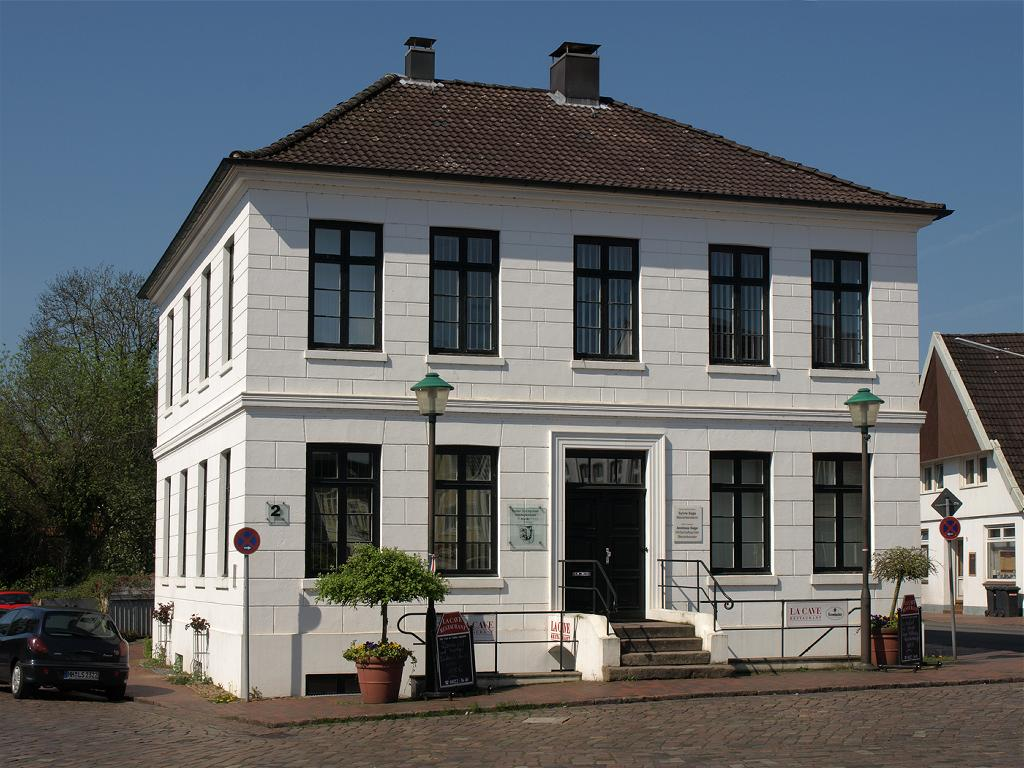
Marktstraße 2, das ehemalige „Kurbad W. Güthe“ aus dem 2. Viertel des 19. Jahrhunderts
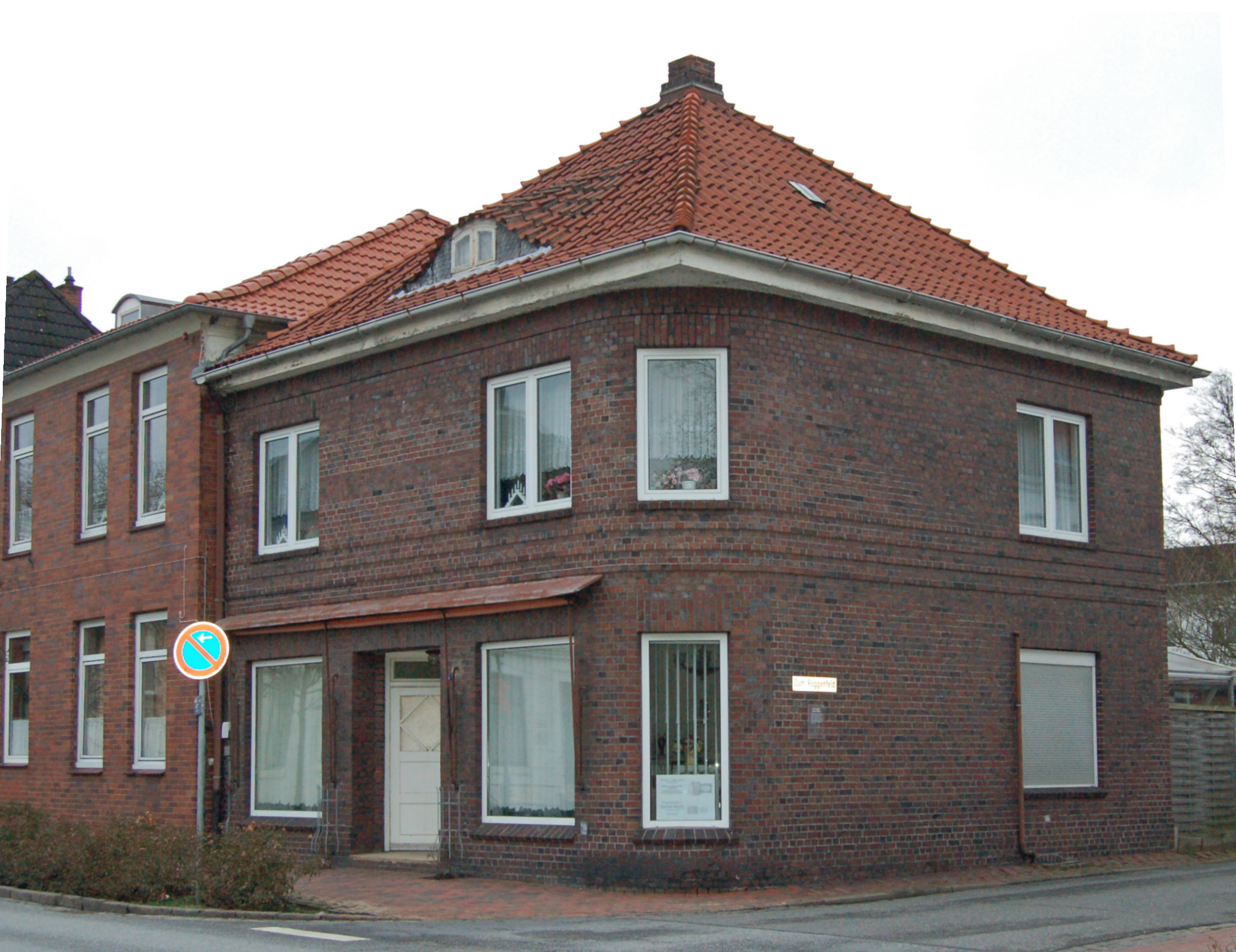
Marktstraße 5, der ehemalige Zigarettenladen, erbaut im Jahr 1927
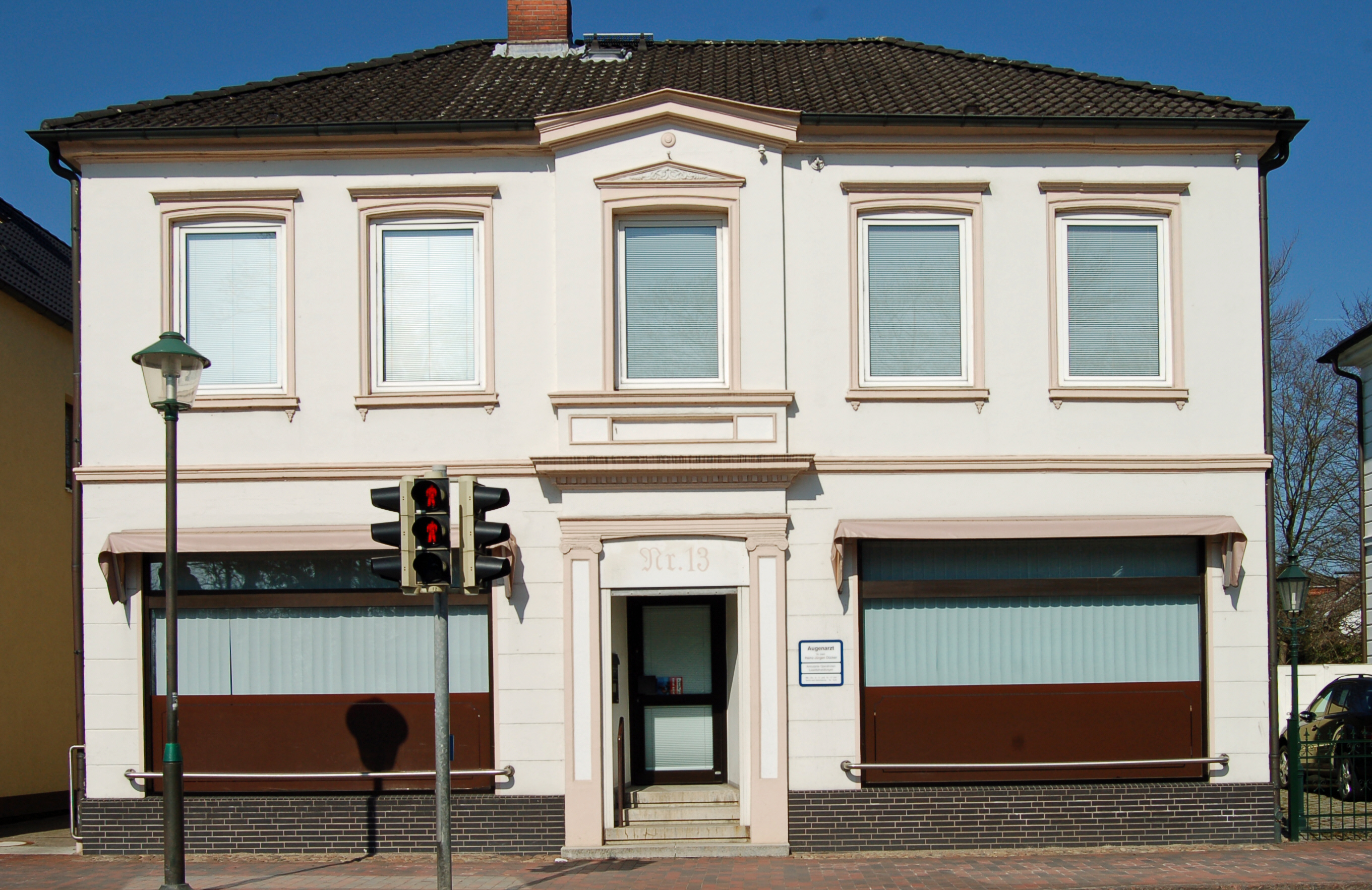
Marktstraße 13, das Wohnhaus mit Laden, erbaut Mitte des 19. Jahrhunderts
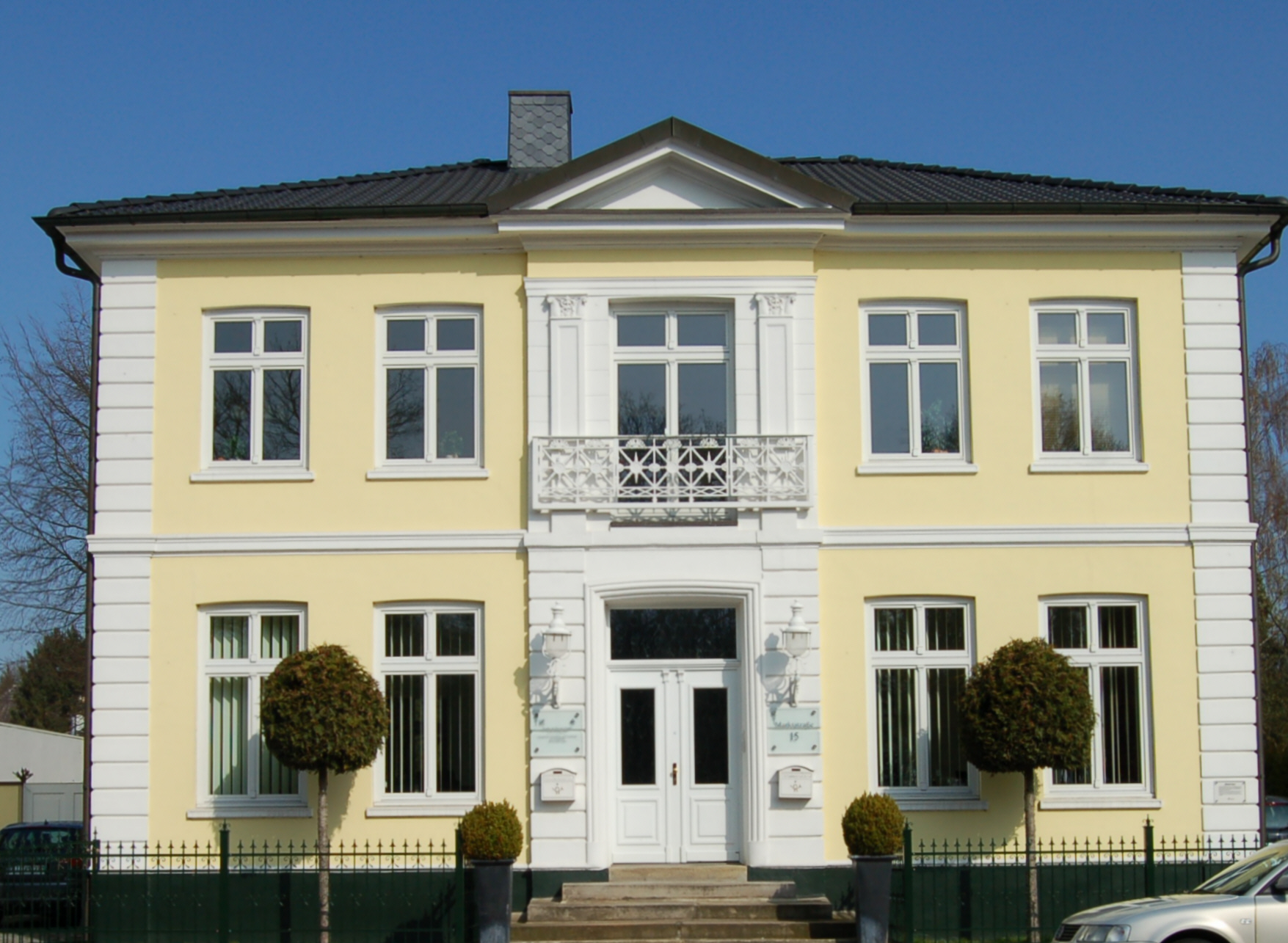
Marktstraße 15, das „Bleeker-Haus“ aus der Mitte des 19. Jahrhunderts
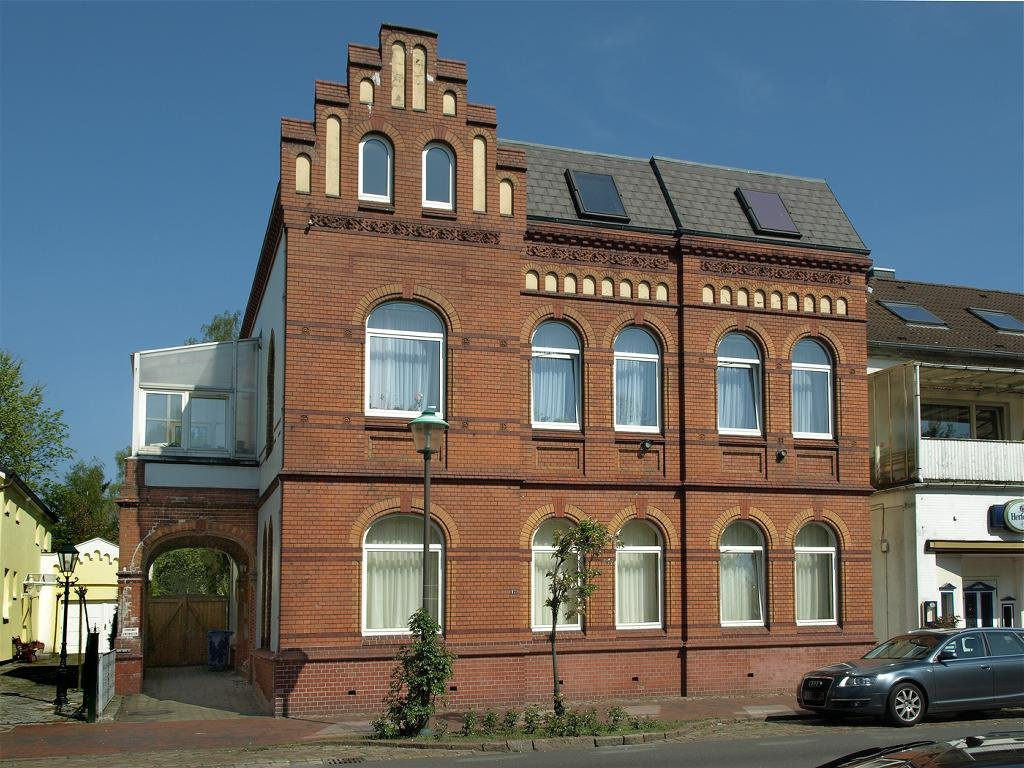
Marktstraße 17, das „Diermissen-Haus“ von 1877
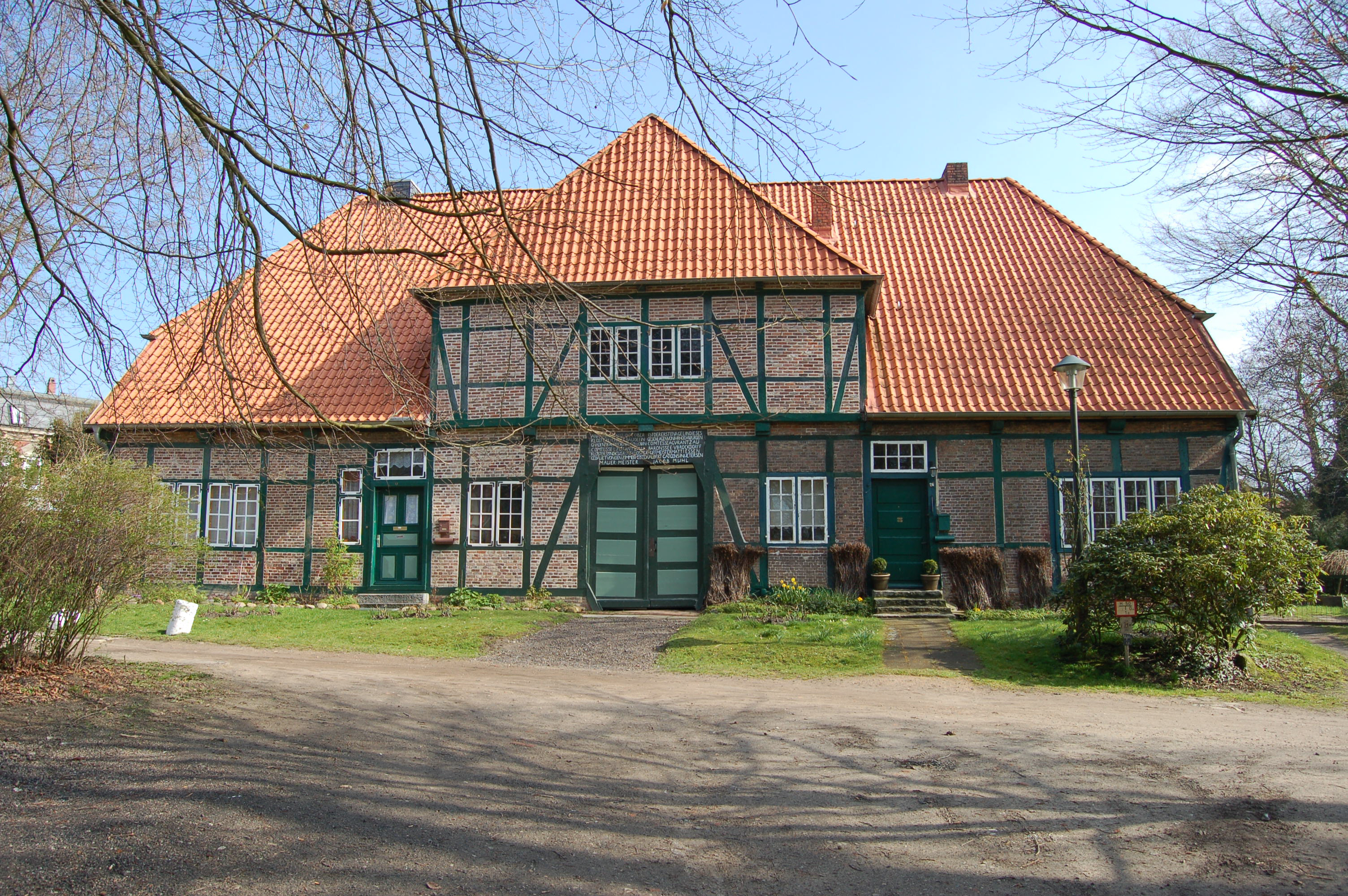
Marktstraße 26, das „Vorwerk“ von 1818
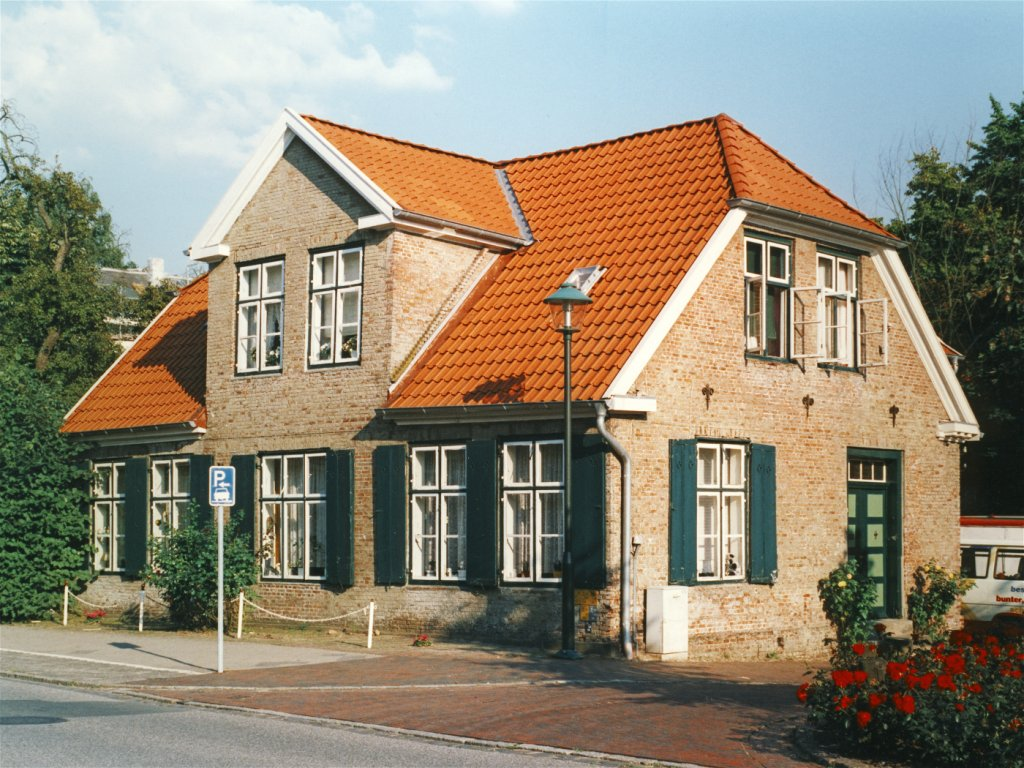
Marktstraße 28, das Konventualinnenhaus „von Hammerstein“ aus dem Jahr 1816
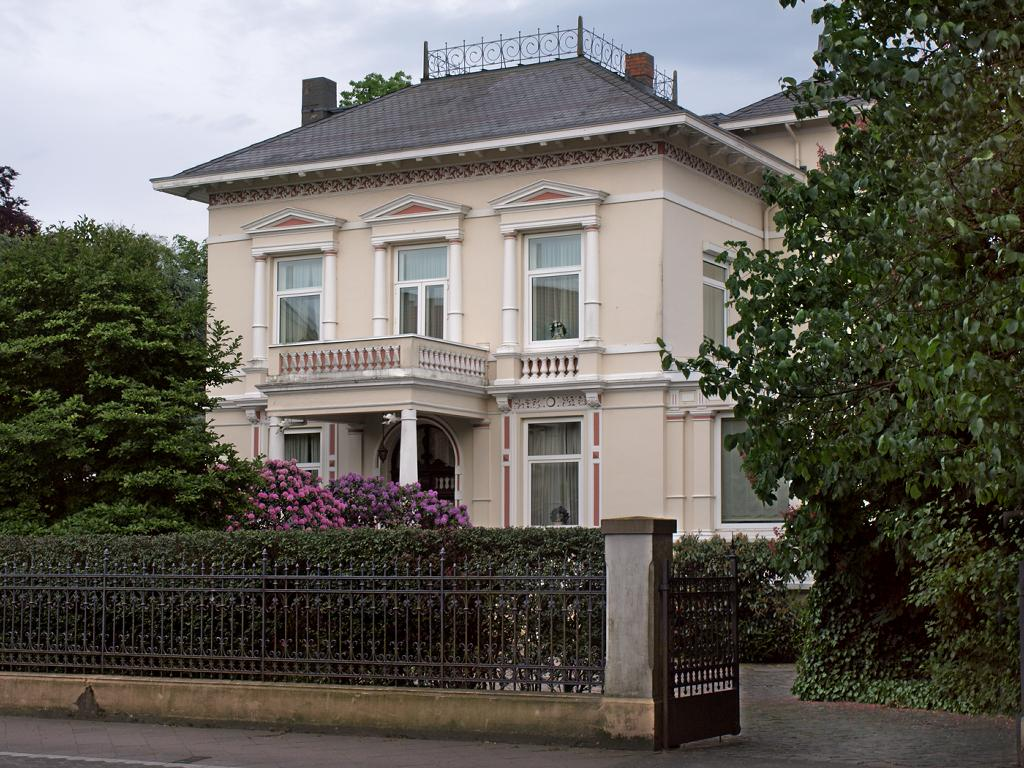
Marktstraße 30, die „Guerle-Villa“, erbaut um 1900
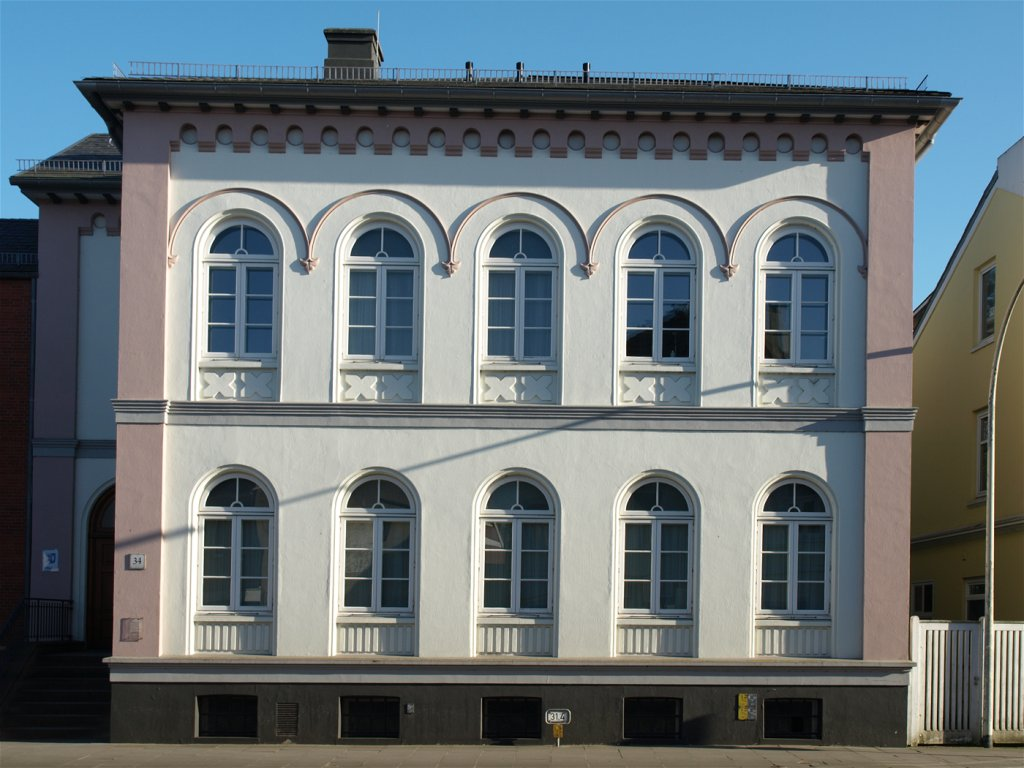
Marktstraße 34, das ehemalige Amtsgericht von 1857
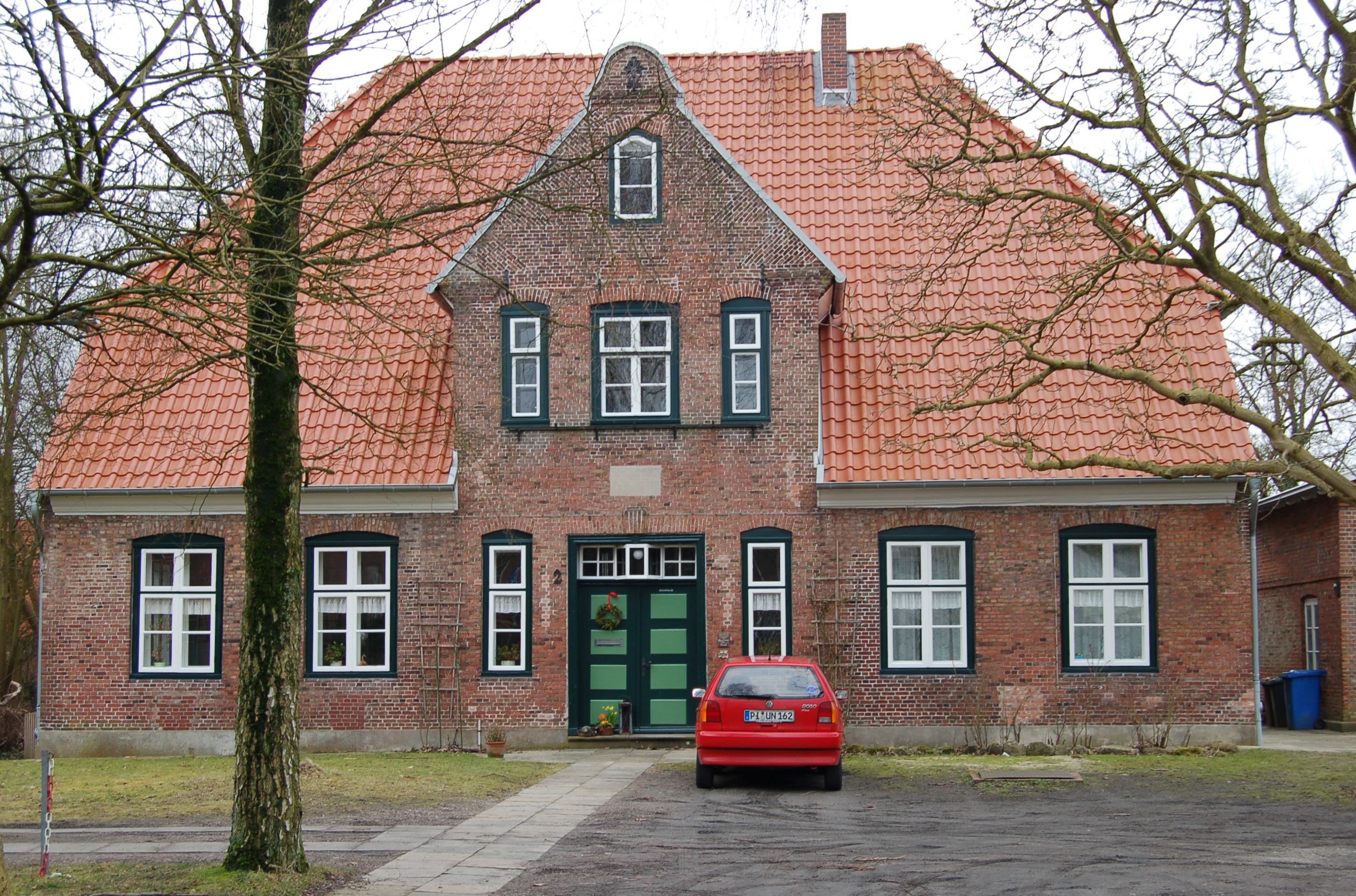
Moltkestraße 2, das ehemalige Hauptpastorat von 1781
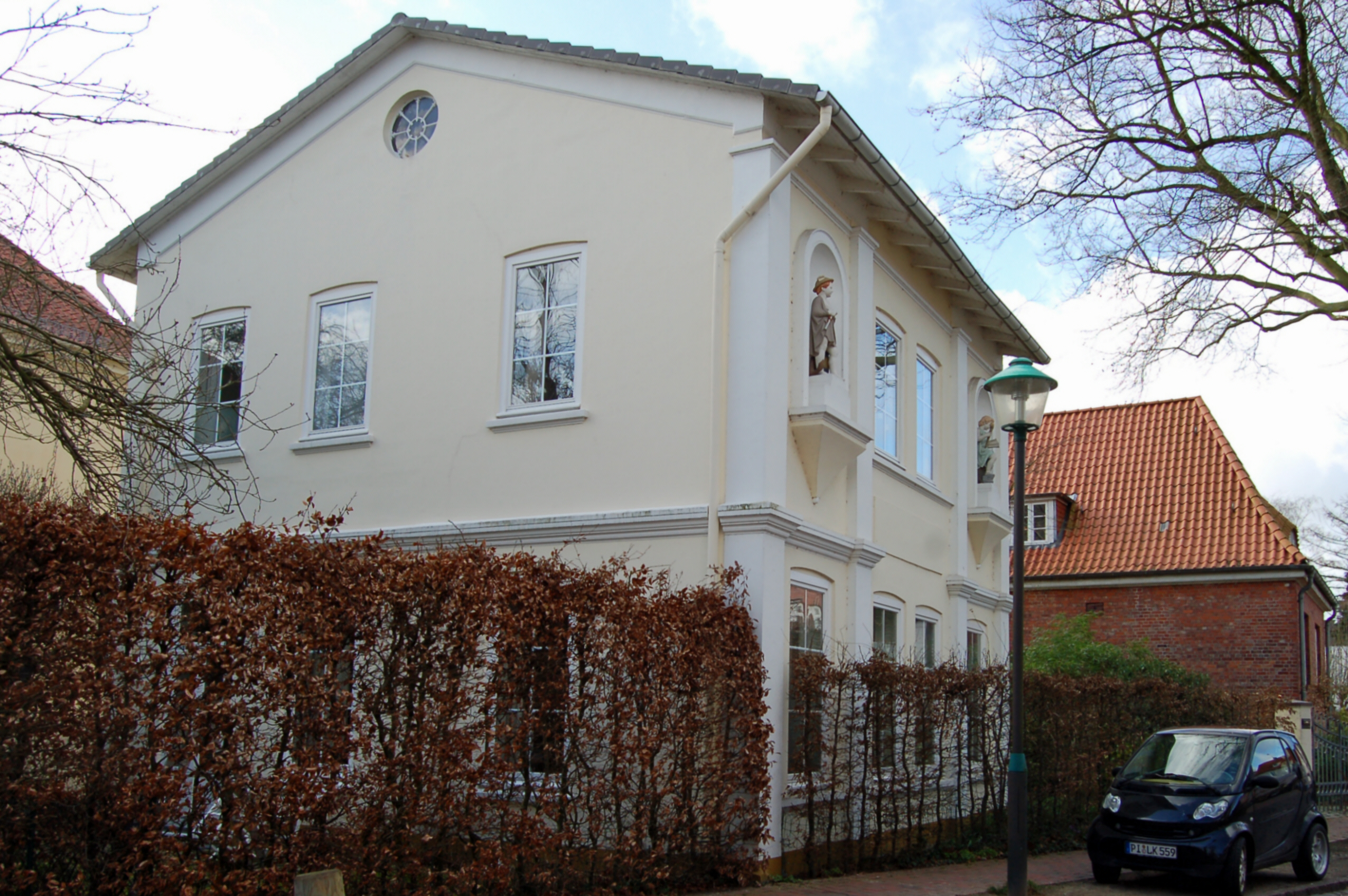
Moltkestraße 4, das Wohnhaus aus dem 3. Viertel des 19. Jahrhunderts
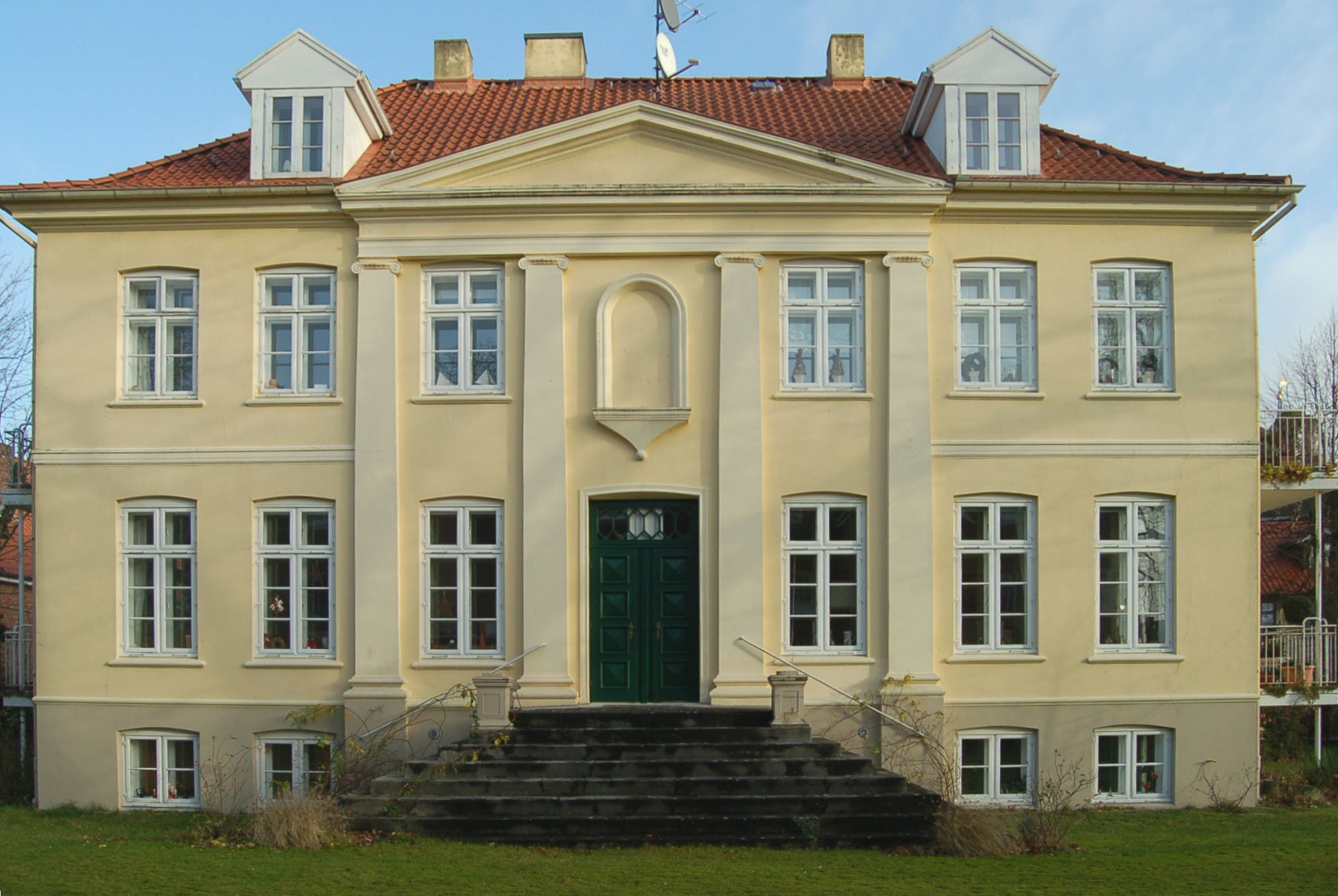
Moltkestraße 4a: das ehemalige Privatschulgebäude, auch „Braunes Haus“ genannt, vermutlich 1852 erbaut
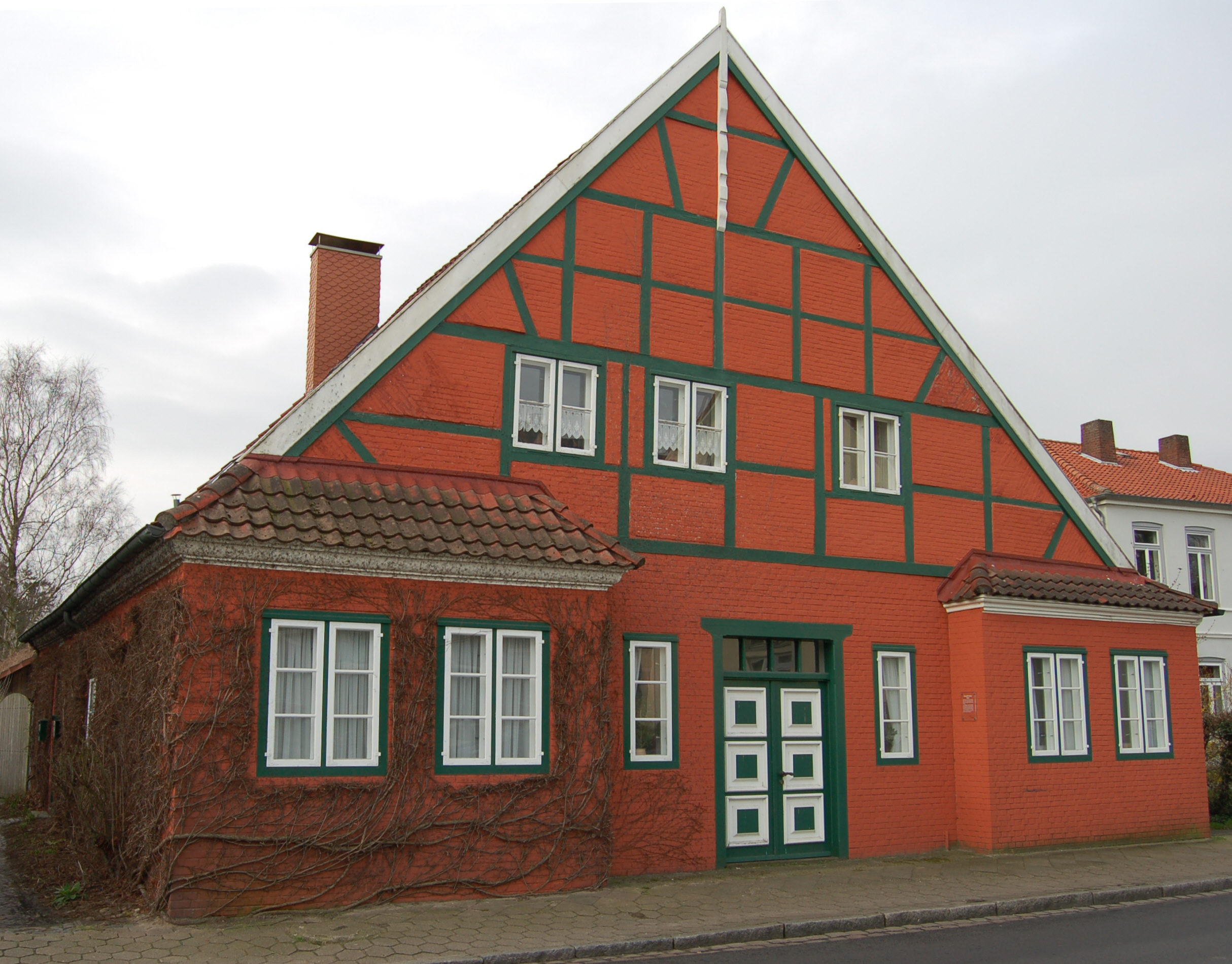
Mühlenstraße 5, das Eiswirth’sche Haus aus der Mitte des 18. Jahrhunderts
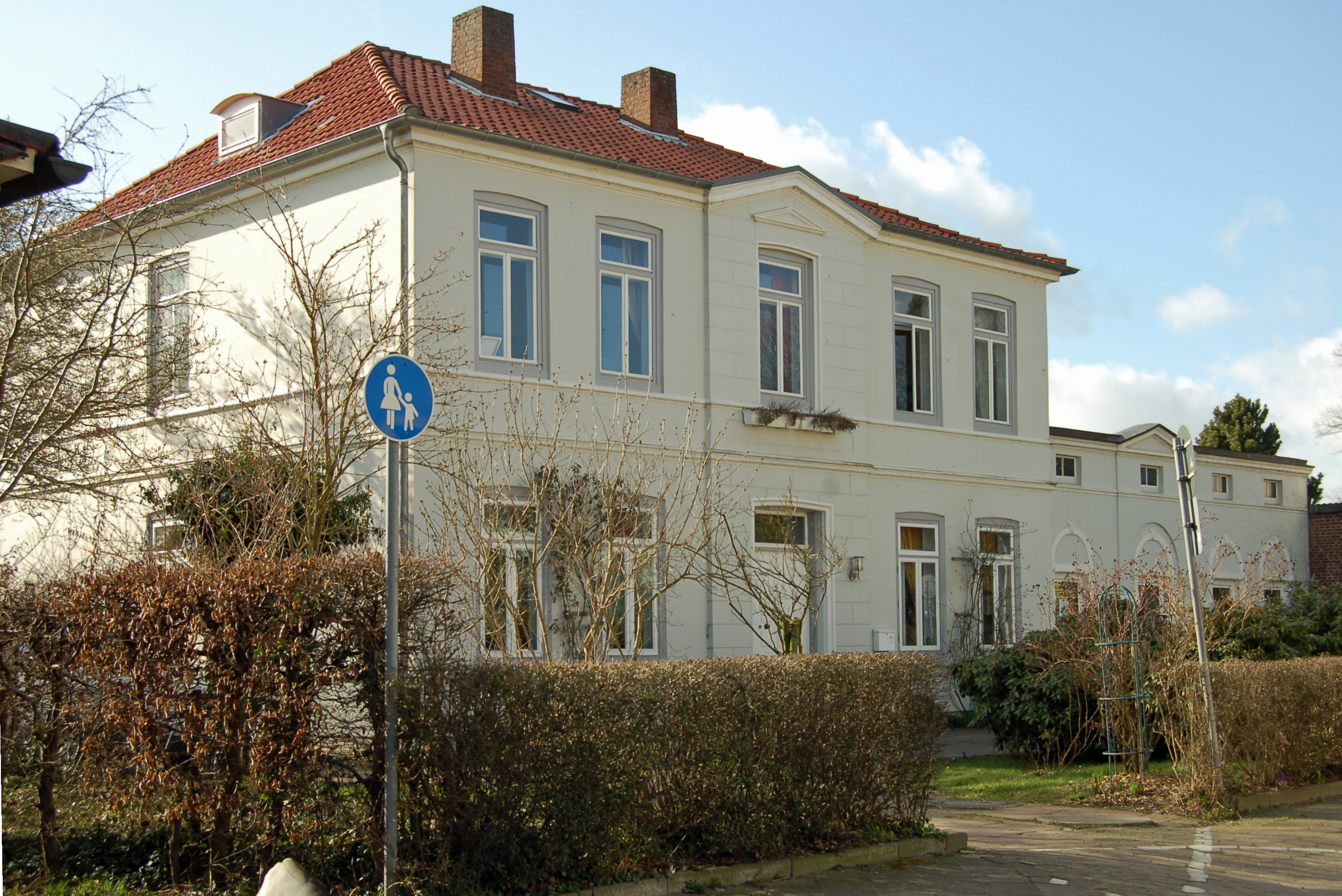
Mühlenstraße 7, das Pastorat aus der Mitte des 18. Jahrhunderts
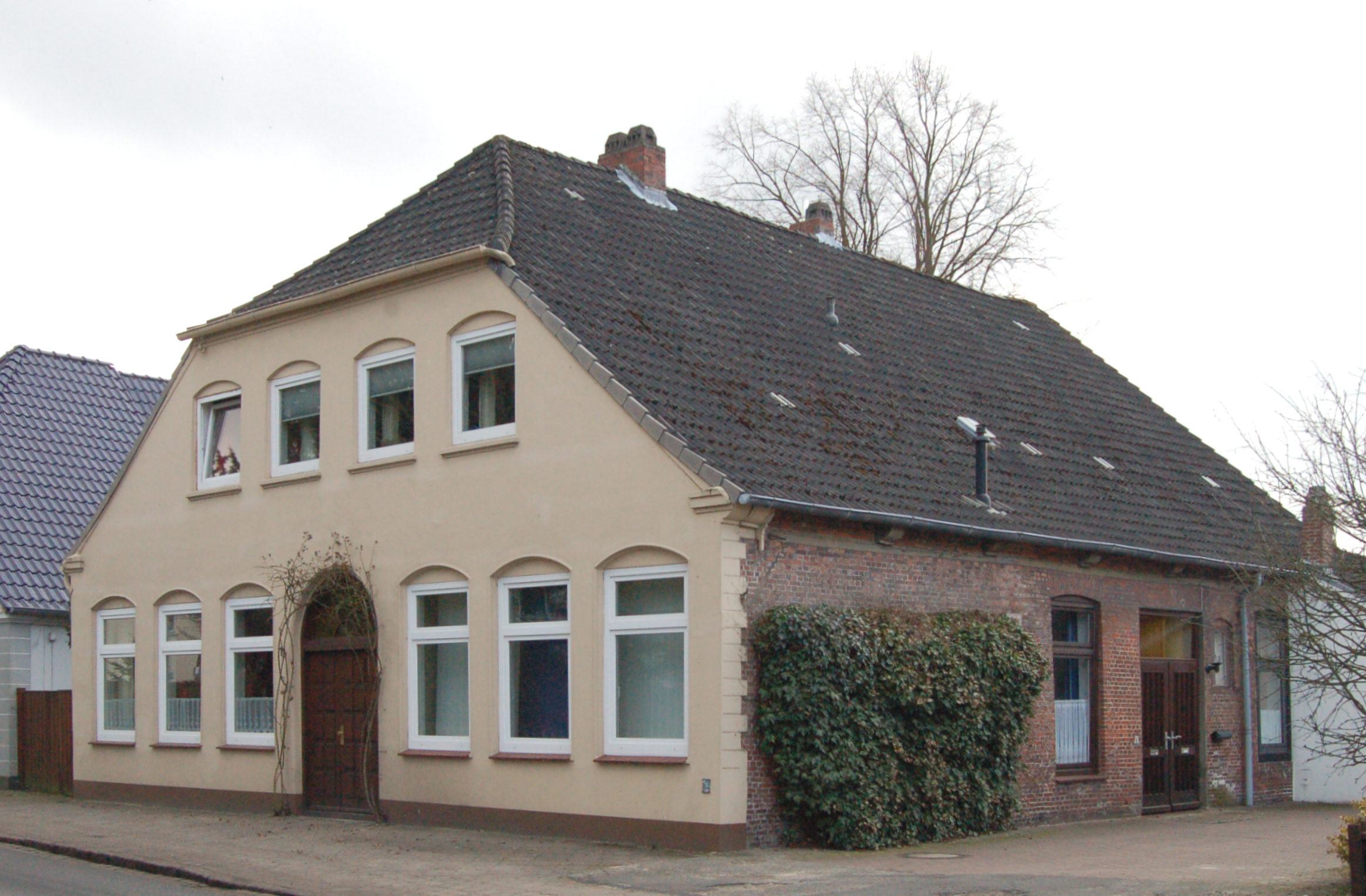
Mühlenstraße 11, das Wohnhaus von 1857
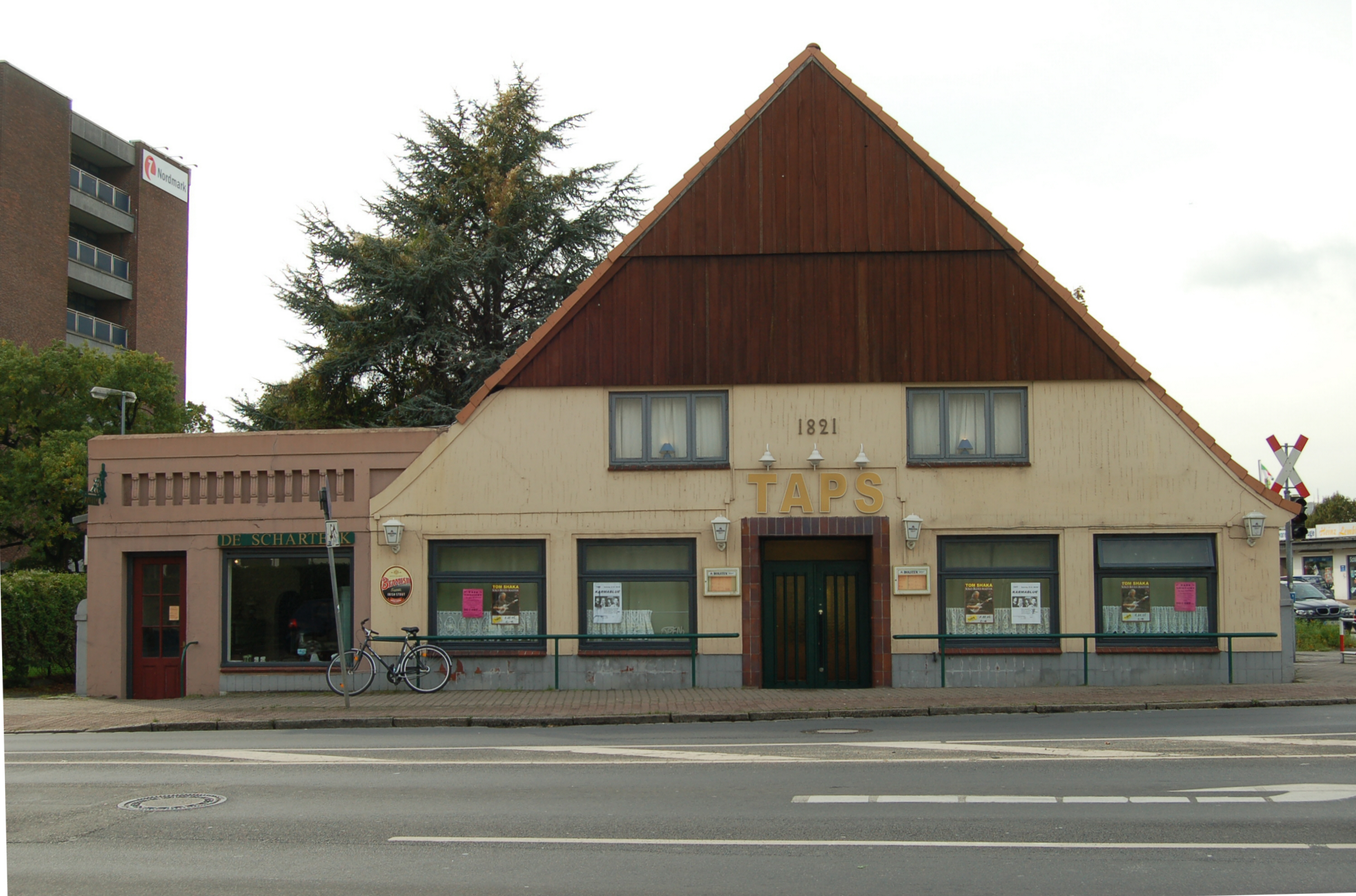
Pinnauallee 1, das „Taps“ aus dem Jahr 1821
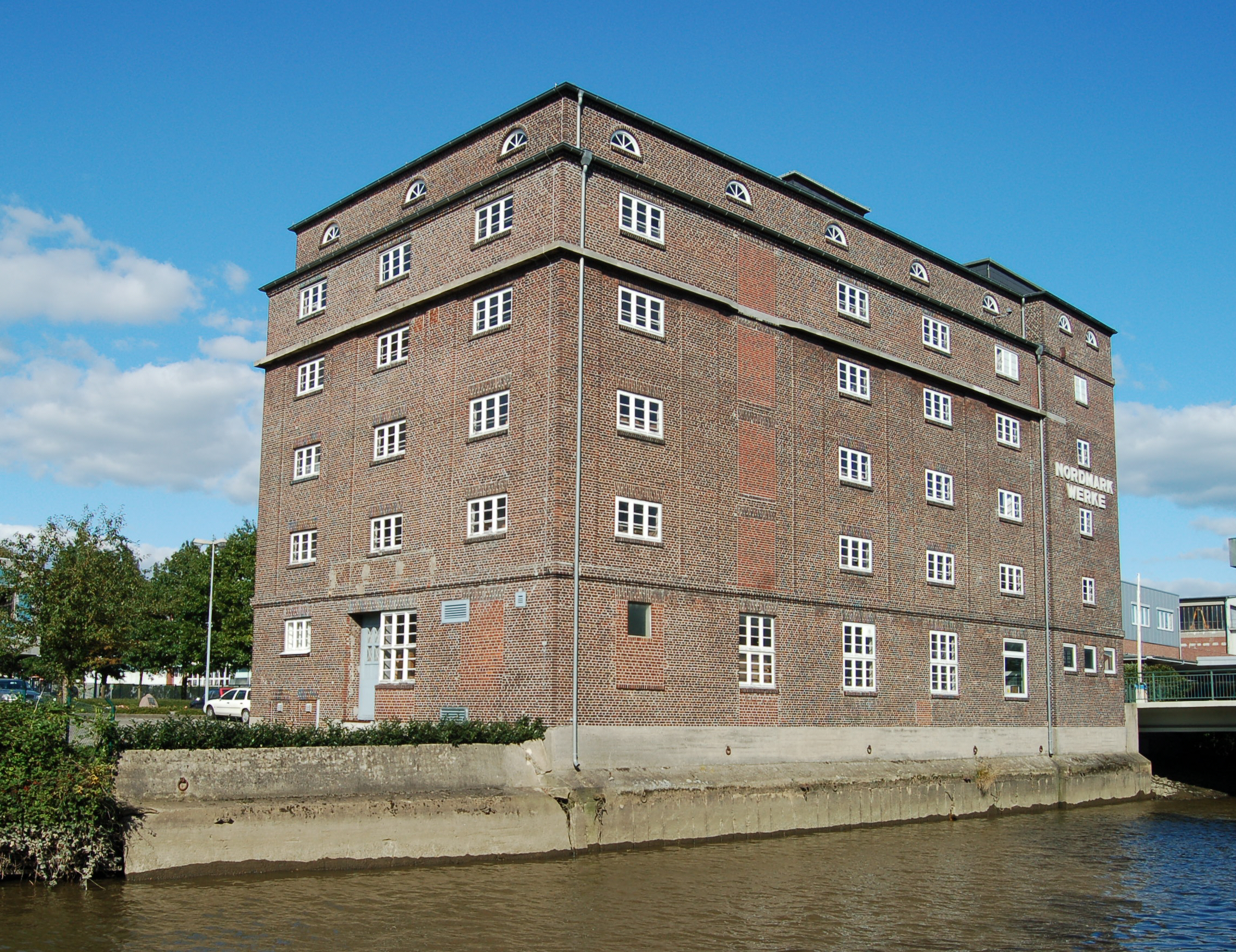
Pinnauallee 10, die ehemalige Bauernmühle von 1924
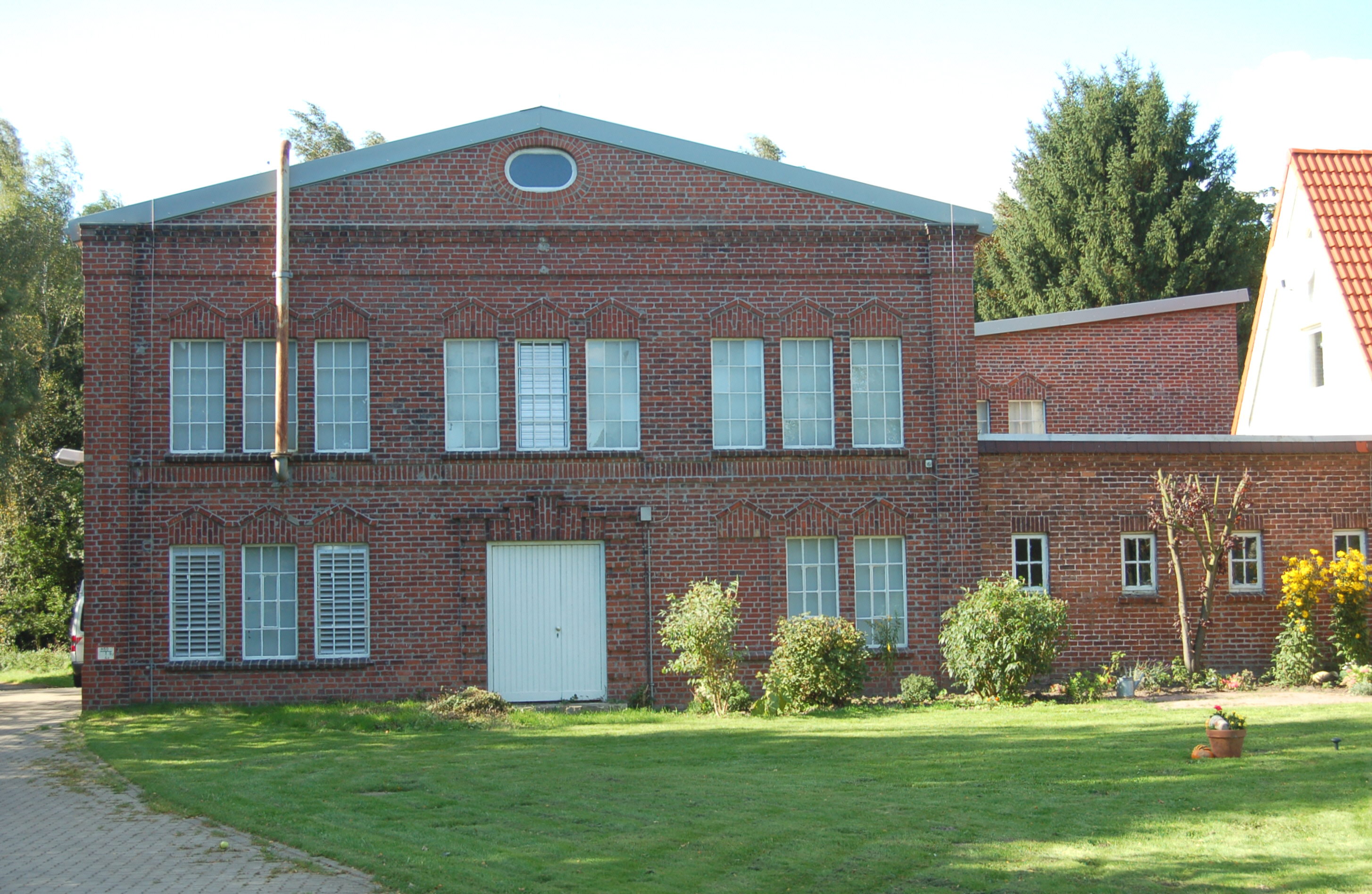
Quellenweg 30, das ehemalige Betriebsgebäude des Uetersener Wasserwerks
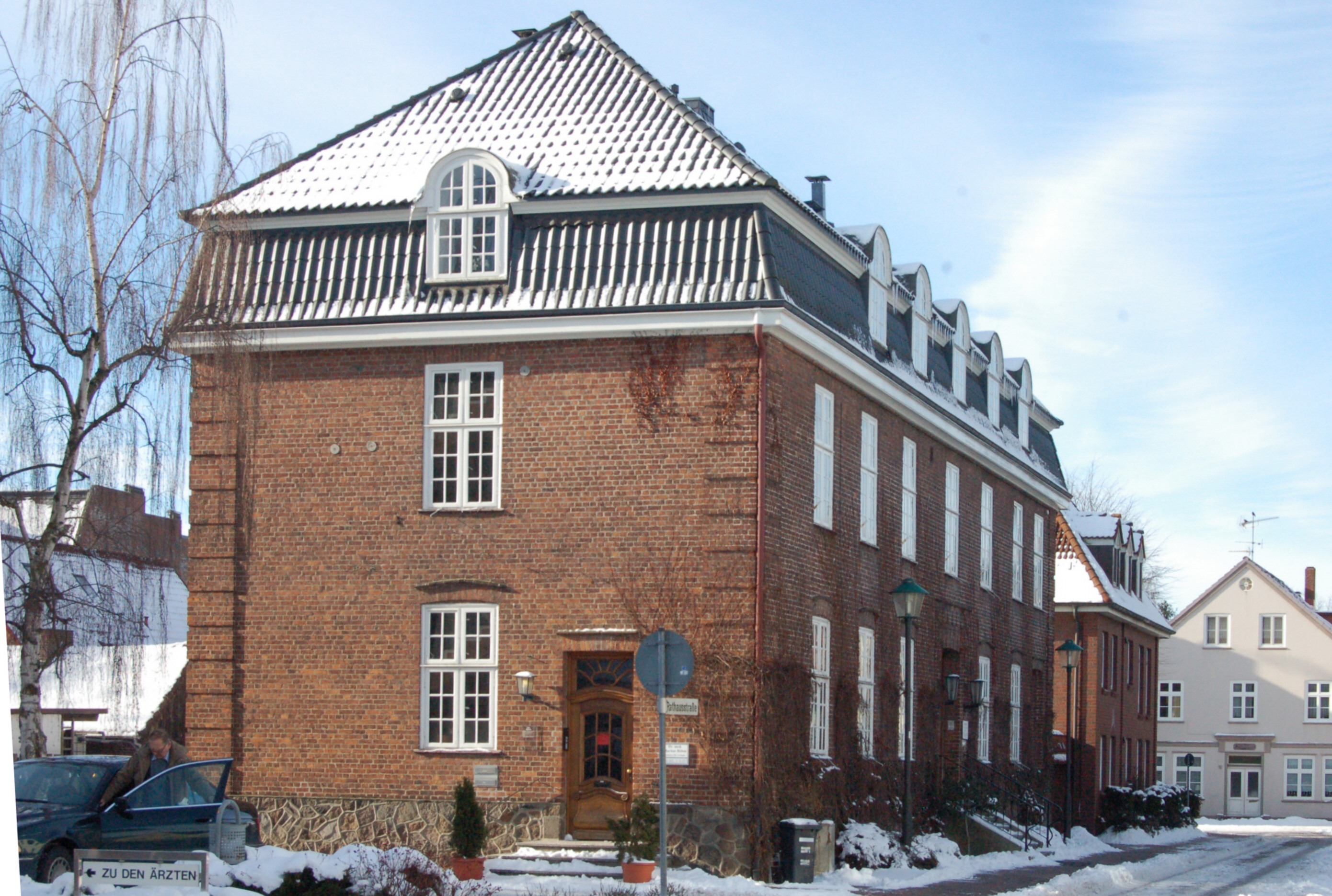
Rathausstraße 4, das ehemalige Rathaus aus dem Jahr 1914
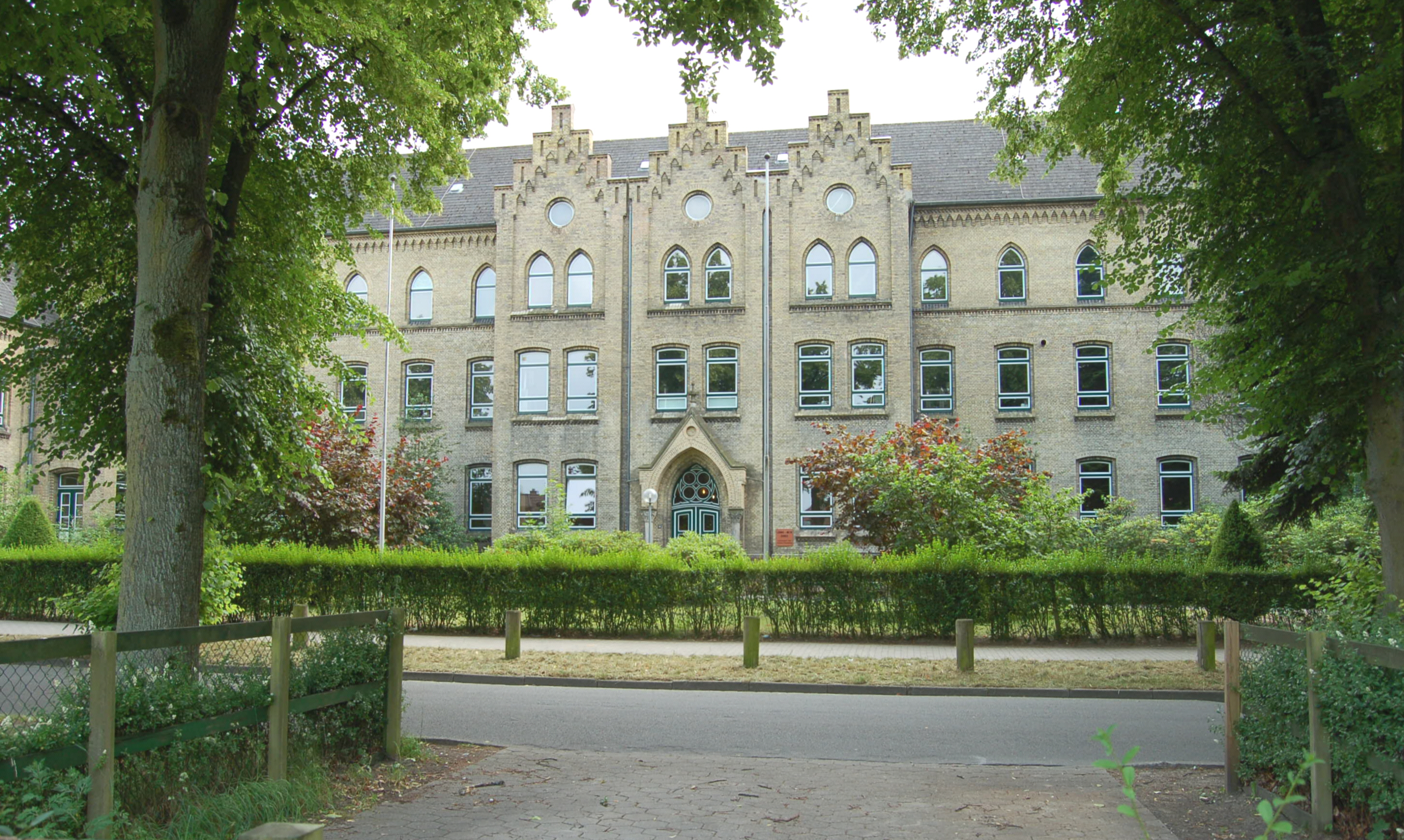
Seminarstraße 10, das Ludwig-Meyn-Gymnasium aus dem Jahr 1877/78
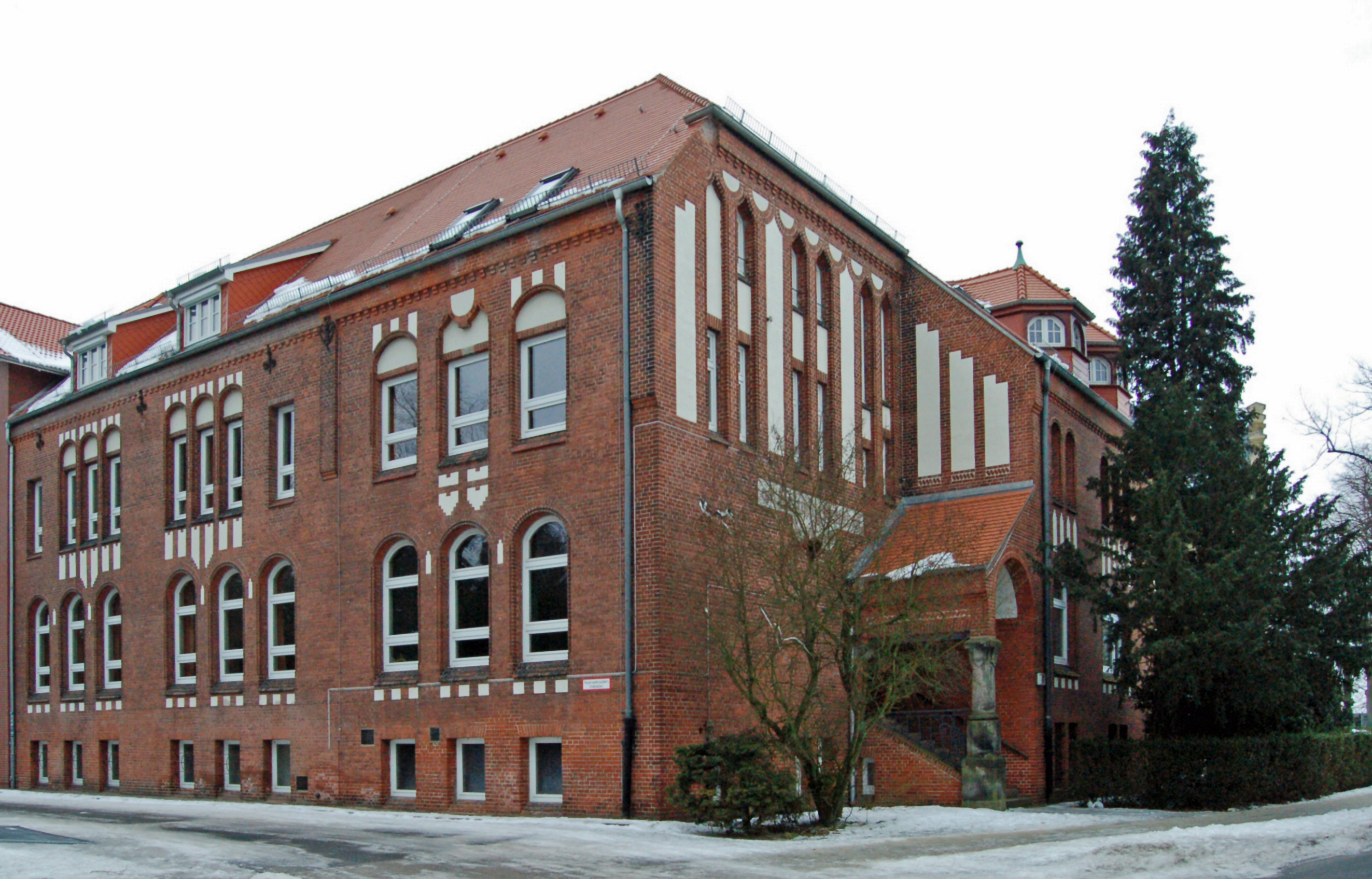
Seminarstraße 10a, die ehemalige Präparandenanstalt aus dem Jahr 1904
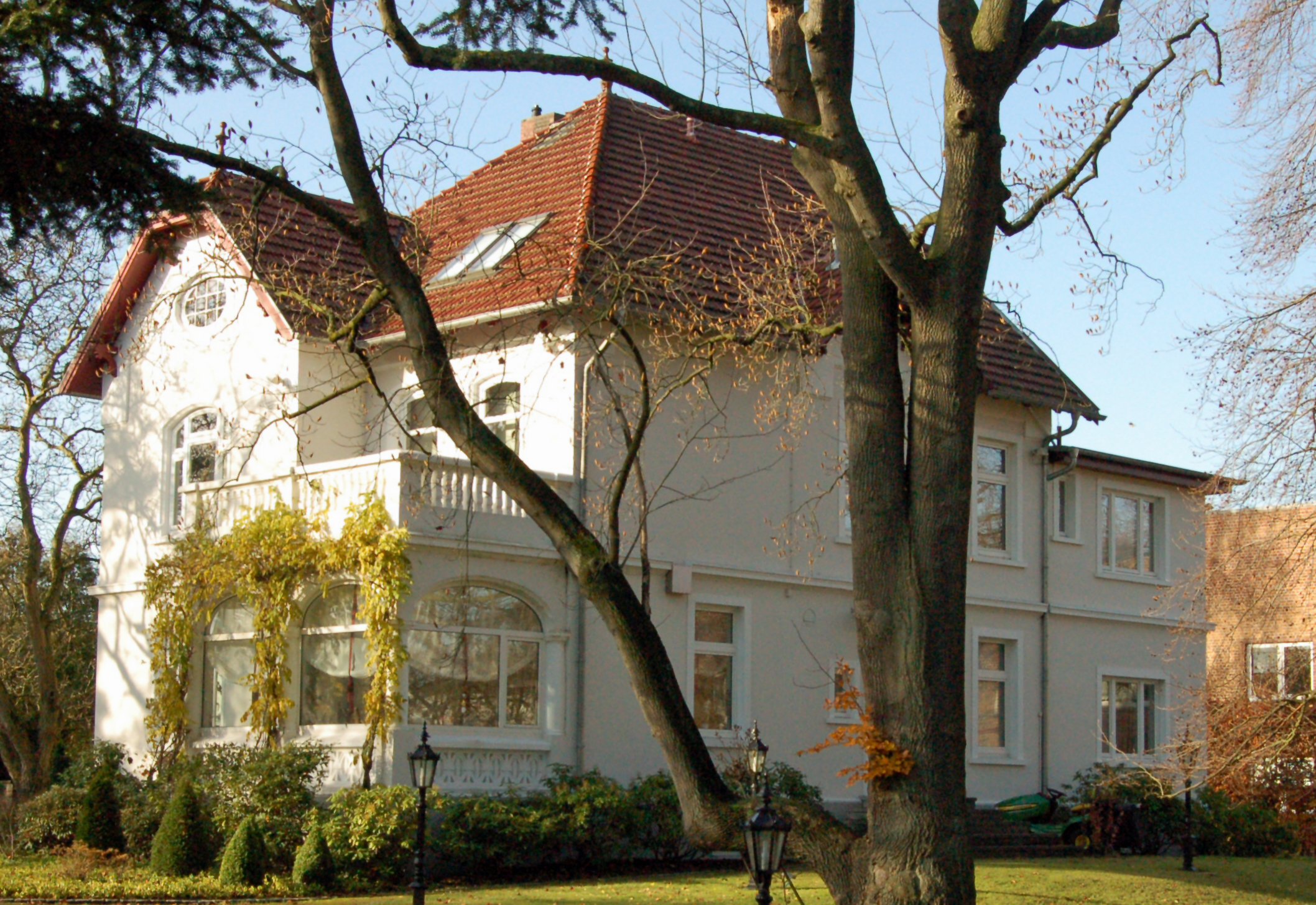
Tornescher Weg 3, die „Villa Hatlapa“